# Monedas conmemorativas de 2 euros

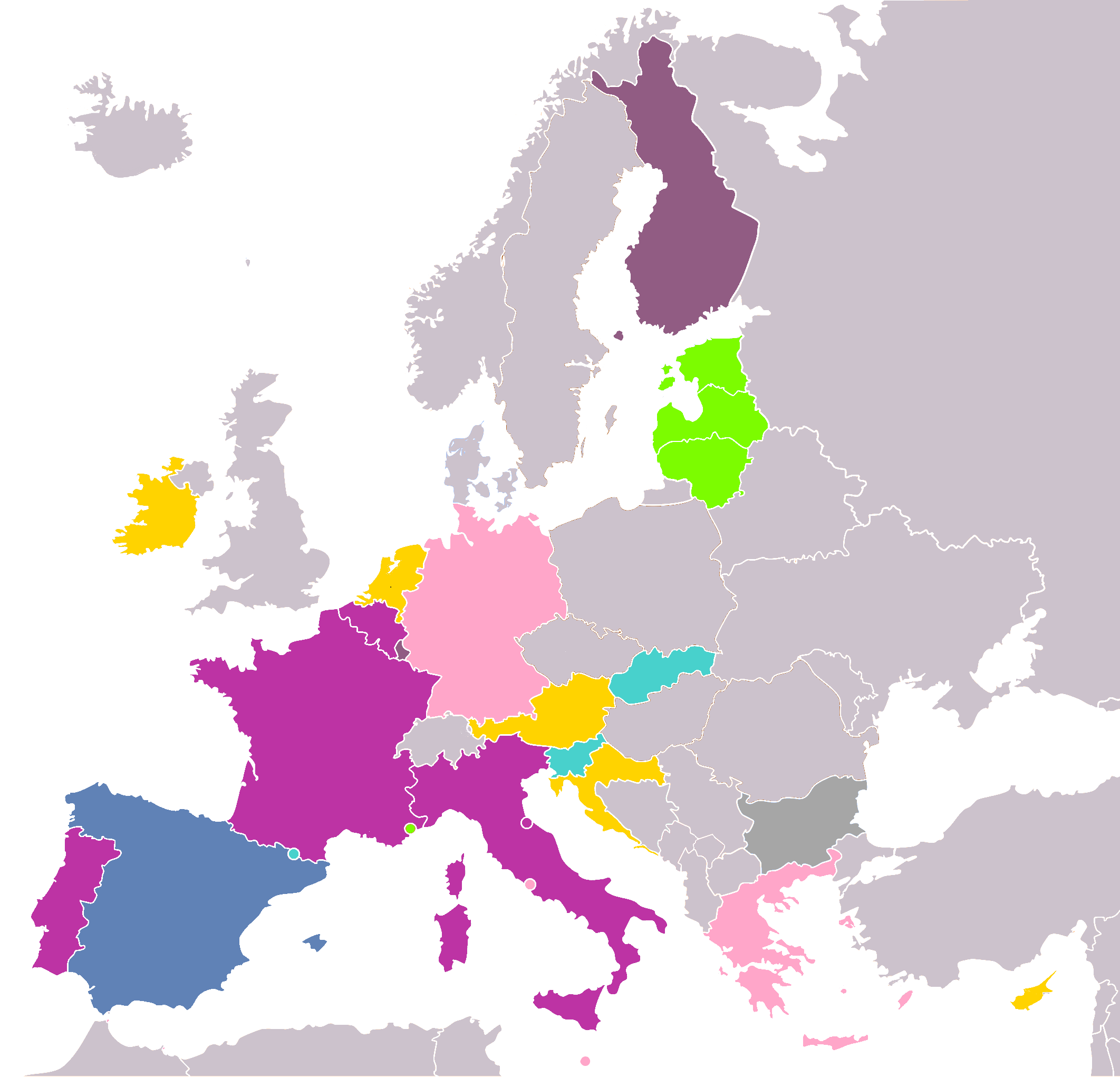
Mapa de colores de los países de la eurozona por número de monedas conmemorativas de 2 euros emitidas a 27 de marzo de 2025.
37-40 monedes
33-36 monedas
29-32 monedas
25-28 monedas
21-24 monedas
17-20 monedas
13-16 monedas
9-12 monedas
5-8 monedas
1-4 monedas
no forman parte de la eurozona

Las monedas conmemorativas de 2 euros son monedas de dos euros en las que los Estados emisores del euro sustituyen la cara nacional habitual por un motivo conmemorativo, siendo acuñadas desde 2004.
Las monedas de 2 euros son la única denominación destinada a la circulación que puede emitirse como moneda conmemorativa. Al igual que las monedas de 2 euros con las caras nacionales habituales, se trata de moneda de curso legal en todos los países de la eurozona. Las monedas suelen conmemorar aniversarios de eventos históricos o actuales de especial importancia. En 2007, 2009, 2012, 2015 y 2022, hubo monedas conmemorativas de 2 euros comunes emitidas por todos los Estados miembros de la eurozona, con ligeros cambios en la cara nacional para indicar el país emisor.
El número de monedas conmemorativas de 2 euros por Estado emisor está limitado a dos al año (hasta 2012, una), además de las emisiones conjuntas que hagan los Estados de la eurozona o las emisiones que tengan por motivo una Jefatura de Estado vacante. El número total de monedas conmemorativas de 2 euros puestas en circulación al año también está limitado. Además, las monedas conmemorativas de 2 euros deben respetar las normas de diseño estipuladas para las monedas de 2 euros comunes, existiendo limitaciones en los diseños para garantizar la uniformidad.
Hasta el final de 2024, se han emitido un total de 548 monedas conmemorativas de 2 euros. Finlandia, Italia, Luxemburgo, San Marino y Ciudad del Vaticano son los únicos países que han emitido al menos una moneda conmemorativa cada año (desde 2004).
Estas monedas se han convertido en objeto de coleccionismo, pero difieren de las monedas conmemorativas denominadas en euros con un valor facial "no normalizado". Estas últimas son designadas oficialmente como «monedas de colección», no están destinadas a la circulación y suelen estar hechas de metales preciosos.

## Regulaciones y restricciones
Las monedas conmemorativas llevarán un diseño nacional distinto del que figura en las monedas normales y conmemorarán únicamente hechos del máximo relieve en el ámbito nacional o europeo. Las monedas conmemorativas emitidas conjuntamente por todos los Estados miembros cuya moneda es el euro se reservarán a la celebración de hechos del máximo relieve a nivel europeo y sus diseños no irán en detrimento de los posibles requisitos constitucionales de dichos Estados miembros. La moneda de dos euros constituye la moneda más adecuada para este propósito, sobre todo teniendo en cuenta su gran diámetro y sus características técnicas, que ofrecen una protección adecuada contra la falsificación.
Las bases de la existencia de monedas conmemorativas derivan de una Decisión del Consejo Europeo, que eliminó la prohibición de cambiar el anverso nacional de las monedas a partir del 1 de enero de 2004, siempre que sea para emitir monedas conmemorativas y únicamente en la denominación de 2 euros.
Respecto a ellas, se aplican una serie de restricciones:
- Las monedas conmemorativas tienen una cara nacional diferente de la habitual y mantienen la cara común.
- Se destinan a conmemorar algún acontecimiento o personalidad relevante a nivel nacional o europeo.
- Cada Estado solo puede emitir una moneda conmemorativa por año y siempre en el formato de 2 euros. Desde 2013 se permiten dos monedas conmemorativas por año.
- Las emisiones conmemorativas conjuntas realizadas por todos los Estados de la eurozona (es decir, con exclusión de los Estados emisores del euro que no pertenecen a la UE), son adicionales a las emisiones que realice cada Estado individualmente.
- En caso de que la Jefatura del Estado se encuentre vacante u ocupada de manera provisional, ese Estado puede emitir una moneda conmemorativa adicional.
- La leyenda grabada en el canto de las monedas conmemorativas en euros destinadas a la circulación debe ser la misma que la que figure en las monedas normales en euros destinadas a la circulación.
- Tienen limitado el volumen máximo de emisión.

El número total de monedas puestas en circulación al año no debe sobrepasar las siguientes cantidades:
- El 0,1 % del número total de monedas de 2 euros puestas en circulación por todos los miembros de la eurozona. Este límite se puede ampliar excepcionalmente hasta el 2 % si la moneda conmemora un evento de especial relevancia. En este último caso el Estado emisor debe abstenerse de emitir nuevas monedas conmemorativas en los siguientes cuatro años.
- El 5,0 % del total de monedas de 2 euros puestas en circulación por el Estado emisor.

Desde 2005 se han modificado las recomendaciones en el diseño de las caras nacionales de todas las monedas, lo que ha afectado también a los diseños de las monedas conmemorativas de 2 euros de los años siguientes. Ver monedas de euro para más información.
Finalmente, tener también en cuenta que los distintos Estados deben informarse mutuamente de los bocetos de los nuevos diseños (tanto de las monedas "normales" como de las monedas conmemorativas de dos euros) así como al Consejo Europeo y a la Comisión Europea, la cual deberá dar su visto bueno. Una consecuencia de lo anterior fue el caso de la moneda conmemorativa de dos euros que planeaba emitir Bélgica en 2015 sobre los 200 años de la Batalla de Waterloo, lo que causó las quejas de Francia y la renuncia por parte de Bélgica a emitir tal moneda. Sin embargo, Bélgica emitió una moneda de colección de 2,50 euros aprovechándose que dichas monedas no se someten a la información previa de sus bocetos.

## Resumen de emisiones
Desde el año 2004, se han emitido monedas conmemorativas de 2 euros de manera independiente por un total de 24 países:
- Los 12 países pertenecientes a la eurozona cuando empezó a circular el euro: Alemania, Austria, Bélgica, España, Finlandia, Francia, Grecia, Irlanda, Italia, Luxemburgo, Países Bajos y Portugal.
- Los 8 países que se incorporaron a la eurozona posteriormente: Eslovenia (2007), Chipre (2008), Malta (2008), Eslovaquia (2009), Estonia (2011), Letonia (2014), Lituania (2015) y Croacia (2023).
- Los 4 países no pertenecientes a la Unión Europea que tienen acuerdos con la Unión Europea para usar la moneda común: Mónaco, San Marino, Ciudad del Vaticano y Andorra.

Además, ha habido cinco monedas conmemorativas de 2 euros comunes emitidas por todos los países miembros de la eurozona: 50.º aniversario del Tratado de Roma en 2007, 10.º aniversario de la Unión Económica y Monetaria en 2009, 10.º aniversario de las monedas y billetes en euros en 2012, 30.º aniversario de la bandera de la UE en 2015 y 35.º aniverasio del Programa Erasmus en 2022. Estas monedas comunes se emiten solo por países de la eurozona propiamente dicha, por lo que no son emitidas por los 4 micro-Estados europeos que usan el euro mediante acuerdos con la Unión Europea.
| País | Emisiones                                              | 20 04 | 20 05 | 20 06 | 2007 | 2007 | 20 08 | 2009 | 2009 | 20 10 | 20 11 | 2012 | 2012 | 20 13 | 20 14 | 2015 | 2015 | 20 16 | 20 17 | 20 18 | 20 19 | 20 | 20 21 | 2022 | 2022 | 20 23 | 20 24 |
| País | Emisiones                                              | 20 04 | 20 05 | 20 06 | nor. | TdR  | 20 08 | nor. | EUM  | 20 10 | 20 11 | nor. | EUR  | 20 13 | 20 14 | nor. | Ban. | 20 16 | 20 17 | 20 18 | 20 19 | 20 | 20 21 | nor. | ERA  | 20 23 | 20 24 |
| --- | ------------------------------------------------------ | ----- | ----- | ----- | ---- | ---- | ----- | ---- | ---- | ----- | ----- | ---- | ---- | ----- | ----- | ---- | ---- | ----- | ----- | ----- | ----- | -- | ----- | ---- | ---- | ----- | ----- |
| Alemania | 031                                                    |       |       | 1     | 1    | 1    | 1     | 1    | 1    | 1     | 1     | 1    | 1    | 2     | 1     | 2    | 1    | 1     | 1     | 2     | 2     | 2  | 1     | 1    | 1    | 2     | 2     |
| Andorra | 021                                                    |       |       |       |      |      |       |      |      |       |       |      |      |       | 1     | 2    |      | 2     | 2     | 2     | 2     | 2  | 2     | 2    |      | 2     | 2     |
| Austria | 08                                                     |       | 1     |       |      | 1    |       |      | 1    |       |       |      | 1    |       |       |      | 1    | 1     |       | 1     |       |    |       |      | 1    |       |       |
| Bélgica | 033                                                    |       | 1     | 1     |      | 1    | 1     | 1    | 1    | 1     | 1     | 1    | 1    | 1     | 2     | 1    | 1    | 2     | 2     | 2     | 2     | 2  | 2     | 1    | 1    | 2     | 2     |
| Chipre | 08                                                     |       |       |       |      |      |       |      | 1    |       |       |      | 1    |       |       |      | 1    |       | 1     |       |       | 1  |       |      | 1    | 1     | 1     |
| Ciudad del Vaticano | 031                                                    | 1     | 1     | 1     | 1    |      | 1     | 1    |      | 1     | 1     | 1    |      | 2     | 1     | 1    |      | 2     | 2     | 2     | 2     | 2  | 2     | 2    |      | 2     | 2     |
| Croacia | 03                                                     |       |       |       |      |      |       |      |      |       |       |      |      |       |       |      |      |       |       |       |       |    |       |      |      | 1     | 2     |
| Eslovaquia | 019                                                    |       |       |       |      |      |       | 1    | 1    |       | 1     |      | 1    | 1     | 1     | 1    | 1    | 1     | 1     | 1     | 1     | 1  | 1     | 1    | 1    | 2     | 1     |
| Eslovenia | 020                                                    |       |       |       |      | 1    | 1     |      | 1    | 1     | 1     |      | 1    | 1     | 1     | 1    | 1    | 1     | 1     | 1     | 1     | 1  | 1     | 1    | 1    | 1     | 1     |
| España | 026                                                    |       | 1     |       |      | 1    |       |      | 1    | 1     | 1     | 1    | 1    | 1     | 2     | 1    | 1    | 1     | 1     | 2     | 1     | 1  | 1     | 2    | 1    | 2     | 2     |
| Estonia | 017                                                    |       |       |       |      |      |       |      |      |       |       |      | 1    |       |       |      | 1    | 1     | 1     | 2     | 2     | 2  | 2     | 2    | 1    | 1     | 1     |
| Finlandia | 037                                                    | 1     | 1     | 1     | 1    | 1    | 1     | 1    | 1    | 1     | 1     | 1    | 1    | 2     | 2     | 2    | 1    | 2     | 2     | 2     | 1     | 2  | 2     | 2    | 1    | 2     | 2     |
| Francia | 033                                                    |       |       |       |      | 1    | 1     |      | 1    | 1     | 1     | 1    | 1    | 2     | 2     | 2    | 1    | 2     | 2     | 2     | 2     | 2  | 2     | 2    | 1    | 2     | 2     |
| Grecia | 029                                                    | 1     |       |       |      | 1    |       |      | 1    | 1     | 1     |      | 1    | 2     | 2     | 1    | 1    | 2     | 2     | 2     | 2     | 2  | 1     | 1    | 1    | 2     | 2     |
| Irlanda | 08                                                     |       |       |       |      | 1    |       |      | 1    |       |       |      | 1    |       |       |      | 1    | 1     |       |       | 1     |    |       |      | 1    | 1     |       |
| Italia | 036                                                    | 1     | 1     | 1     |      | 1    | 1     | 1    | 1    | 1     | 1     | 1    | 1    | 2     | 2     | 2    | 1    | 2     | 2     | 2     | 1     | 2  | 2     | 2    | 1    | 2     | 2     |
| Letonia | 017                                                    |       |       |       |      |      |       |      |      |       |       |      |      |       | 1     | 2    | 1    | 2     | 2     | 2     | 1     | 1  | 1     | 1    | 1    | 1     | 1     |
| Lituania | 017                                                    |       |       |       |      |      |       |      |      |       |       |      |      |       |       | 1    | 1    | 1     | 1     | 2     | 2     | 2  | 2     | 2    | 1    | 1     | 1     |
| Luxemburgo | 037                                                    | 1     | 1     | 1     | 1    | 1    | 1     | 1    | 1    | 1     | 1     | 2    | 1    | 1     | 2     | 2    | 1    | 1     | 2     | 2     | 2     | 2  | 2     | 2    | 1    | 2     | 2     |
| Malta | 029                                                    |       |       |       |      |      |       |      | 1    |       | 1     | 1    | 1    | 1     | 2     | 2    | 1    | 2     | 2     | 2     | 2     | 2  | 2     | 2    | 1    | 2     | 2     |
| Mónaco | 014                                                    |       |       |       | 1    |      |       |      |      |       | 1     | 1    |      | 1     |       | 1    |      | 1     | 1     | 1     | 1     | 1  | 1     | 1    |      | 1     | 1     |
| Países Bajos | 09                                                     |       |       |       |      | 1    |       |      | 1    |       | 1     |      | 1    | 2     | 1     |      | 1    |       |       |       |       |    |       |      | 1    |       |       |
| Portugal | 033                                                    |       |       |       | 1    | 1    | 1     | 1    | 1    | 1     | 1     | 1    | 1    | 1     | 2     | 2    | 1    | 2     | 2     | 2     | 2     | 2  | 2     | 1    | 1    | 2     | 2     |
| San Marino | 032                                                    | 1     | 1     | 1     | 1    |      | 1     | 1    |      | 1     | 1     | 1    |      | 1     | 2     | 2    |      | 2     | 2     | 2     | 2     | 2  | 2     | 2    |      | 2     | 2     |
| Total | 548                                                    | 6     | 8     | 7     | 7    | 13   | 10    | 9    | 16   | 12    | 16    | 13   | 17   | 23    | 27    | 28   | 19   | 32    | 32    | 36    | 32    | 34 | 31    | 30   | 19   | 36    | 35    |
| \| Número de monedas conmemorativas emitidas \| No emitió moneda conmemorativa ese año \| \| Monedas conmemorativas programadas \| No usaba el euro o no tenía permiso para acuñar moneda \| |                                                        |       |       |       |      |      |       |      |      |       |       |      |      |       |       |      |      |       |       |       |       |    |       |      |      |       |       |
| Número de monedas conmemorativas emitidas | No emitió moneda conmemorativa ese año                 |       |       |       |      |      |       |      |      |       |       |      |      |       |       |      |      |       |       |       |       |    |       |      |      |       |       |
| Monedas conmemorativas programadas | No usaba el euro o no tenía permiso para acuñar moneda |       |       |       |      |      |       |      |      |       |       |      |      |       |       |      |      |       |       |       |       |    |       |      |      |       |       |

Los diseños se publican en el Diario Oficial de la Unión Europea.

## Emisiones por año

### 2004
| | Grecia | Juegos Olímpicos de Atenas 2004 | Emisión: 50 000 000 | Fecha: 14 de marzo de 2014 |
| Una imagen del discóbolo (escultura griega atribuida a Mirón) es el diseño central de la moneda. Arriba tiene la marca de ceca. A la izquierda «ATENAS 2004» y los anillos olímpicos y a la derecha aparece la denominación de la moneda en griego (2 ΕΥΡΩ). En el anillo exterior las doce estrellas de la bandera europea rodean el diseño. La marca del año se encuentra separada en dos por la estrella de la parte inferior central. |        |                                 |                     |                            |

| | Finlandia | Ampliación de la Unión Europea a diez nuevos Estados miembros | Emisión: 1 000 000 | Fecha: 1 de julio de 2004 |
| El diseño de la moneda muestra una columna estilizada de cuyo capitel emanan 10 ramas. Es una figura metafórica: las ramas representan a los nuevos países que ingresan a la Unión Europea, mientras que el tronco representa a esta última. En la parte inferior de la moneda, al lado del pilar, se encuentran las letras «EU» que junto con la parte derecha del pilar (con la forma de la letra griega Rho) forma la palabra «euro». El anillo exterior está adornado por las doce estrellas de la Unión así como el año, que se encuentra en la parte superior del anillo. |           |                                                               |                    |                           |

| | Luxemburgo | Efigie y monograma del Gran Duque Enrique | Emisión: 2 490 000 | Fecha: 23 de junio de 2004 |
| A la izquierda de la parte central se encuentra la efigie del Gran Duque de Luxemburgo mirando hacia la derecha. En la parte derecha de la moneda se encuentra su monograma, una letra «H» coronada. También en la zona derecha se encuentran las doce estrellas de la Unión formando un semicírculo. El año, la marca ceca y del director de ceca se ven en la parte superior del anillo exterior, junto con la palabra LËTZEBUERG («Luxemburgo» en luxemburgués), mientras que las palabras «HENRI — Grand-Duc de Luxembourg» («Enrique - Gran Duque de Luxemburgo» en luxemburgués) aparecen en la parte inferior del anillo. |            |                                           |                    |                            |

| | San Marino | Bartolomeo Borghesi | Emisión: 110 000 | Fecha: 15 de diciembre de 2004 |
| La pieza central de esta moneda es un busto del famoso historiador y numismático Bartolomeo Borghesi. Se encuentra rodeado por numerosas inscripciones en el centro de la moneda:SAN MARINO a la derecha del busto, BARTOLOMEO BORGHESI, la marca de la ceca (R) y las iniciales (E.L.F.) se encuentran a la derecha. En el anillo exterior, la moneda muestra las doce estrellas de la unión y el año en el centro inferior. |            |                     |                  |                                |

| | Italia | 5.ª década del Programa Mundial de Alimentos | Emisión: 16 000 000 | Fecha: 15 de diciembre de 2004 |
| En el centro de la moneda se encuentra un globo inclinado hacia la derecha. Tres cereales emergen de detrás del globo, alcanzando la parte exterior del anillo. Estos cereales son maíz, arroz y trigo, representando las fuentes principales de la alimentación en el mundo. Las letras R e I, superpuestas una encima de la otra, se encuentran a la derecha (representando la «Repubblica Italiana») y bajo ellas las iniciales de la grabadora (Uliana Pernazza) en una combinación con las letras «U» y «P». La marca de la ceca «R» se encuentra en la parte superior izquierda del globo. Abajo el año de acuñación. Las doce estrellas de la unión rodean el diseño en el anillo exterior, divididas en tres grupos de cuatro separadas por los cereales. |        |                                              |                     |                                |

| | Ciudad del Vaticano | 75.º aniversario de la fundación del Estado de la Ciudad del Vaticano | Emisión: 100 000 | Fecha: 15 de diciembre de 2004 |
| La parte central de la moneda muestra una representación de los muros de la ciudad y de la Basílica de San Pedro, junto con la inscripción 75º ANNO DELLO STATO (a la izquierda), 1929–2004 y la marca de la ceca (R) (ambas a la derecha). Además, aparece el nombre del diseñador (VEROI) y las iniciales (L.D.S. INC.) que están escritas en la parte inferior izquierda en letra más pequeña. El anillo exterior está adornado con las doce estrellas de la unión y la inscripción CITTÀ DEL VATICANO. |                     |                                                                       |                  |                                |

### 2005
| | Austria | Quincuagésimo aniversario del Tratado de Estado austriaco | Emisión: 7 000 000 | Fecha: |
| En la parte interior aparece una reproducción de las firmas y los sellos que figuraban en la última página del tratado, firmado el 15 de mayo de 1955 por los ministros de asuntos exteriores y los embajadores de la Unión Soviética, el Reino Unido, los Estados Unidos y Francia, así como del ministro austríaco de asuntos exteriores del momento, Leopold Figl. Sobre el diseño, en la parte superior de la zona interior, aparece la inscripción «50 JAHRE STAATSVERTRAG» (50 AÑOS TRATADO DE ESTADO en alemán). El año de emisión está en la parte inferior izquierda. En segundo plano, decorada con líneas verticales, aparece la representación heráldica de los colores nacionales austriacos (rojo-blanco-rojo). Todo rodeado por las doce estrellas de la Unión Europea en el anillo exterior. |         |                                                           |                    |        |

| | Bélgica | Unión Económica Belgo-Luxemburguesa | Emisión: 6 000 000 | Fecha: |
| En el centro de la moneda aparecen las efigies del Gran Duque de Luxemburgo y del Rey de los belgas mirando hacia la izquierda. Las iniciales (LL) se encuentran en el margen inferior derecho mientras que el año se encuentra debajo de las efigies. En el anillo exterior se encuentran las doce estrellas de la unión junto con la marca de la ceca y los monogramas de los monarcas. |         |                                     |                    |        |

| | España | IV Centenario de la primera edición de la obra «El Ingenioso Hidalgo Don Quijote de la Mancha» | Emisión: 8 000 000 | Fecha: |
| En la parte interna está representado Don Quijote sosteniendo una lanza, con unos molinos en segundo plano. A la izquierda aparece la palabra ESPAÑA en bajorrelieve y abajo la marca de ceca. En el anillo exterior aparecen las doce estrellas de la Unión Europea, cuatro de ellas (correspondiendo a los radiales 1, 2, 3 y 4) en bajorrelieve. El año de acuñación aparece en dos partes a ambos lados de la sexta estrella. Además, se puso a la venta en la FNMT en conjunto con una hoja bloque de 4 estampillas con escenas de la obra; junto con una moneda de 12 euro conmemorativa del mismo evento y en los eurosets FDC y prueba. |        |                                                                                                |                    |        |

| | Finlandia | Sexagésimo aniversario de la fundación de las Naciones Unidas y quincuagésimo aniversario de la adhesión de Finlandia a esta Organización | Emisión: 2 000 000 | Fecha: |
| El centro de la moneda contiene el símbolo de la paz, formada por las piezas de un rompecabezas. En el margen inferior central se encuentra la inscripción FINLAND — UN y la fecha. La inicial del artista («K») aparece sobre el último dígito del año, mientras que la marca de la ceca («M») aparece por encima de la paloma. Las doce estrellas de la unión adornan el anillo exterior. |           | |                    |        |

| | Italia | Primer aniversario de la firma de la Constitución Europea | Emisión: 18 000 000 | Fecha: |
| El centro de la moneda presenta Europa y el toro (Zeus), junto con la Constitución Europea. Europa sostiene una pluma, simbolizando la firma. La marca de la ceca (R) está en la parte superior izquierda de la imagen, las iniciales (MCC) de la grabadora (Maria Carmela Colaneri), en la parte inferior izquierda y la marca del año está en la parte superior derecha. El monograma de la república Italiana (RI) está en la parte inferior central, ligeramente hacia la derecha. En el anillo exterior está inscrito COSTITUZIONE EUROPEA, creando casi un semicírculo completo, mientras que el resto del círculo lo forman las doce estrellas de la bandera de la unión. |        |                                                           |                     |        |

| | Luxemburgo | Quincuagésimo aniversario del Gran Duque Enrique, quinto aniversario de su entronización y centenario de la muerte del Gran Duque Adolfo | Emisión: 2 800 000 | Fecha: enero de 2005 |
| En el centro de la moneda, las efigies del Grand Duque Adolfo y Enrique I de Luxemburgo mirando a la derecha, con el último superponiéndose al primero. La inscripción GRANDS-DUCS DE LUXEMBOURG aparece por encima de las efigies mientras que las HENRI *1955 y ADOLPHE †1905 están escritas debajo de la efigie respectiva. El anillo exterior está adornado con las doce estrellas de la unión colocadas entre las letras de la palabra LËTZEBUERG así como el año de emisión, que se encuentra centrado debajo de las efigies entre la inicial (S, de Suomi) a la izquierda y la marca de la ceca a la derecha. |            | |                    |                      |

| | San Marino | Año mundial de la física 2005 | Emisión: 130 000 | Fecha: |
| El centro de la moneda contiene una interpretación libre de la alegoría pintada por Galileo Galilei titulada La fisica antica o el estudio de los planetas. El año está inscrito debajo de un globo situado en un escritorio. La marca de la ceca («R») está a la derecha de la imagen mientras que las iniciales («LDS») aparecen a la izquierda. La inscripción SAN MARINO está alineada en un semicírculo por encima de la imagen, con la inscripción ANNO MONDIALE DELLA FISICA formando otro semicírculo debajo de ella. En el anillo exterior están las doce estrellas de la unión que están separadas por átomos. |            |                               |                  |        |

| | Ciudad del Vaticano | XX Jornada Mundial de la Juventud, celebrado en Colonia en agosto de 2005 | Emisión: 100 000 | Fecha: |
| El centro de la moneda contiene la Catedral de Colonia y un cometa pasando por encima de ella. La inscripción XX GIORNATA MONDIALE DELLA GIOVENTÙ está escrita en la parte superior del centro, separada por la cola del cometa y las dos torres de la catedral. Una de las torres se extiende hasta el anillo exterior. En él se encuentra la inscripción CITTÀ DEL VATICANO en la parte inferior y las doce estrellas de la unión en la superior, con el año y la marca de la (R) separándolas en el centro de la parte superior. |                     |                                                                           |                  |        |

### 2006
| | Luxemburgo | Vigésimo quinto cumpleaños del heredero al trono, Guillermo de Luxemburgo | Emisión: 1 100 000 | Fecha: |
| Al margen izquierdo de la moneda se encuentra la efigie del Gran Duque Enrique, superpuesta sobre la de su heredero Guillermo, que está a la derecha. Ambos miran hacia la izquierda. La marca del año aparece debajo de las efigies flanqueada por la letra S y la marca de la ceca. La inscripción LËTZEBUERG aparece sobre las efigies. Las doce estrellas de la unión se encuentran en el anillo exterior de la moneda. |            |                                                                           |                    |        |

| | Italia | Juegos Olímpicos de Turín 2006 | Emisión: 40 000 000 | Fecha: |
| La moneda muestra a un esquiador y la Mole Antonelliana (edificio símbolo de la ciudad) junto con un gran número de inscripciones: sobre la cabeza del esquiador GIOCHI INVERNALI (Juegos de Invierno); Bajo "la Mole", el nombre de la ciudad TORINO; al lado izquierdo del esquiador, las iniciales (MCC); también a la izquierda se encuentra el año, escrito de forma vertical, y finalmente a la izquierda de la torre el monograma de la república Italiana y la marca de la ceca. El anillo exterior está decorado con las estrellas de la unión. |        |                                |                     |        |

| | Alemania | Puerta de Holsten en Schleswig-Holstein | Emisión: 30 000 000 | Fecha: |
| Primera moneda de la serie Bundeslander. La moneda muestra la Holstentor de Lübeck en el centro de la moneda, con la inscripción in SCHLESWIG–HOLSTEIN bajo la puerta. La marca de la ceca se encuentra a la derecha mientras que las iniciales del diseñador (HH) se encuentran a la izquierda. En el anillo exterior, formando un semicírculo, se encuentra la inscripción BUNDESREPUBLIK DEUTSCHLAND y el año en la parte superior. Las doce estrellas de la unión se encuentran entre el año y la inscripción con el nombre del país. |          |                                         |                     |        |

| | Bélgica | El Atomium | Emisión: 5 000 000 | Fecha: |
| La moneda muestra el Atomium en el centro, con la marca de la ceca a la izquierda y derecha del mismo. Las iniciales del diseñador (LL) se encuentran a la derecha. La letra B de Bélgica está escrita en la parte alta del anillo externo y el año en la parte inferior. Las estrellas de la unión se encuentran entre ellas. Fue diseñada para conmemorar la reapertura al público de este monumento. |         |            |                    |        |

| | Finlandia | I centenario del sufragio universal e igualitario | Emisión: 2 500 000 | Fecha: |
| La moneda muestra dos caras estilizadas en la parte central, una masculina y otra femenina, separadas por una fina línea curvada. Las dos marcas de la ceca aparecen a la derecha de cada cara. A la derecha aparece la fecha de la instrucción del sufragio universal e igual en Finlandia (1-10-1906), mientras que a la izquierda aparece la abreviación 20 FI 06. Las doce estrellas de la Unión Europea rodean el diseño en el anillo exterior de la moneda. |           |                                                   |                    |        |

| | San Marino | V centenario de la muerte de Cristóbal Colón | Emisión: 120 000 | Fecha: |
| La parte central de la moneda la compone un retrato de Cristóbal Colón mirando hacia la izquierda con las tres carabelas (La Pinta, La Niña y la Santa María) al fondo. En la parte de arriba del interior aparece la inscripción SAN MARINO junto con una brújula. En el centro se encuentra la marca de la ceca, una R y en la parte de abajo hay un pergamino que contiene la inscripción 1506 — 2006 y las iniciales del diseñador (LDS). Las doce estrellas de la Unión Europea rodean el diseño en el anillo externo. |            |                                              |                  |        |

| | Ciudad del Vaticano | V centenario de la Guardia Suiza Pontificia | Emisión: 100 000 | Fecha: |
| La parte central de la moneda la compone un retrato de un guardia suizo prestando juramento. Alrededor aparecen las fechas 1506 y 2006. Debajo de 2006 aparece la marca de la ceca (R), mientras que encima de la bandera aparece el nombre del diseñador O.Rossi. Rodeando la figura, en la parte superior aparece la inscripción Guardia Svizzera Pontificia y en la parte inferior Città del Vaticano. En el anillo exterior aparecen las doce estrellas de la Unión Europea. |                     |                                             |                  |        |

### 2007
| | Luxemburgo | Palacio Gran Ducal de Luxemburgo | Emisión: 1 100 000 | Fecha: febrero de 2007 |
| El diseño de la moneda muestra en la parte derecha la efigie del duque Enrique y en la parte izquierda una imagen del Palacio Gran Ducal. En la parte izquierda aparece el año de emisión (2007). Sobre éste se encuentra la marca del grabador y debajo la marca de la Casa de la Moneda. En la base de la imagen aparece la inscripción «LËTZEBUERG». |            |                                  |                    |                        |

| | Alemania | Palacio de Schwerin en Mecklemburgo-Pomerania Occidental | Emisión: 30 000 000 | Fecha: febrero de 2007 |
| Segunda moneda de la serie de los estados federales alemanes, correspondiente al Estado Federal de Mecklemburgo-Pomerania Occidental, en el centro de la moneda figura el palacio de Schwerin y bajo la imagen aparece la inscripción «MECKLENBURG-VORPOMMERN». En la corona circular, rodeando al diseño en la parte superior, está el año de emisión, 2007. En los lados, en dos grupos de seis, aparecen las doce estrellas de la Unión Europea y en la parte inferior la leyenda «BUNDESREPUBLIK DEUTSCHLAND». La marca de la Casa de la Moneda está en la parte superior. |          |                                                          |                     |                        |

| | Portugal | Presidencia del Consejo de la Unión Europea durante el segundo semestre de 2007 | Emisión: 2 000 000 | Fecha: julio de 2007 |
| El diseño de la moneda muestra en el centro una encina. Bajo las ramas de la encina, a la izquierda del tronco, aparece el escudo de armas de Portugal y a la derecha la inscripción «POR TU GAL» en tres líneas. La firma de la artista (I. Vilar), el año de emisión (2007), la marca de la Fábrica de la Moneda (INCM) y la leyenda «PRESIDÊNCIA DO CONSELHO DA UE» forman una semicircunferencia en la parte inferior del centro de la moneda. En la corona circular rodeando al diseño se representan las doce estrellas de la Unión Europea. |          |                                                                                 |                    |                      |

| | Mónaco | Vigésimo quinto aniversario del fallecimiento de la princesa Grace Kelly | Emisión: 20 000 | Fecha: julio de 2007 |
| El diseño de la moneda muestra la efigie de la princesa Grace. A la derecha aparece la leyenda «MONACO», la marca de la Casa de la Moneda, el año de emisión (2007) y la marca del grabador. El nombre del artista (R.B.BARON) está grabado debajo de la cabellera de la Princesa. En la corona circular rodeando al diseño se representan las doce estrellas de la Unión Europea. |        |                                                                          |                 |                      |

| | Ciudad del Vaticano | Octogésimo cumpleaños de Su Santidad el papa Benedicto XVI | Emisión: 100 000 | Fecha: octubre de 2007 |
| El diseño de la moneda muestra la efigie de Benedicto XVI. La leyenda «BENEDICTI XVI P.M. AETATIS ANNO LXXX CITTA' DEL VATICANO» aparece grabada a lo largo del borde del círculo interior de la moneda. La marca de la Casa de la Moneda (R), el año de emisión (2007) y las iniciales del grabador (M.C.C. INC) aparecen a la izquierda de la efigie y el nombre del artista (LONGO) está inscrito a la derecha. En la corona circular rodeando al diseño se representan las doce estrellas de la Unión Europea. |                     |                                                            |                  |                        |

| | San Marino | Bicentenario del nacimiento de Giuseppe Garibaldi | Emisión: 130 000 | Fecha: octubre de 2007 |
| El diseño de la moneda muestra un retrato de Giuseppe Garibaldi en el centro, en el lado izquierdo la inscripción «SAN MARINO», la marca de la Fábrica de la Moneda (R) y en el lado derecho el año de emisión, 2007. En la parte inferior izquierda del círculo interior de la moneda están inscritas las iniciales del artista Ettore Lorenzo Frapiccini (E.L.F.). En la corona circular rodeando al diseño se representan las doce estrellas de la Unión Europea. |            |                                                   |                  |                        |

| | Finlandia | Nonagésimo aniversario de la independencia de Finlandia | Emisión: 2 000 000 | Fecha: diciembre de 2007 |
| El diseño de la moneda muestra un bote de remos de nueve líneas, símbolo de la colaboración. En la parte superior de la moneda se encuentra el año de la emisión (2007) y en la parte inferior el año de la independencia de Finlandia, 1917. A la izquierda de los remeros aparece la marca de la Fábrica de la Moneda y a la derecha aparece la abreviatura FI (Finlandia). En la corona circular rodeando al diseño se representan las doce estrellas de la Unión Europea. |           |                                                         |                    |                          |

### 2008
| | Alemania | Iglesia de San Miguel de Hamburgo | Emisión: 30 000 000 | Fecha: febrero de 2008 |
| Tercera moneda conmemorativa de los estados federales alemanes, correspondiente al Estado Federal de Hamburgo. En el centro de la moneda figura la iglesia barroca de St. Michaelis, conocida popularmente como «Michel» y bajo la imagen aparece el nombre de Hamburgo. En la corona circular, rodeando al diseño en la parte superior, esta el año de emisión (2008). En los lados, en dos grupos de seis, las doce estrellas de la Unión Europea y en la parte inferior la leyenda «BUNDESREPUBLIK DEUTSCHLAND». La marca de la Casa de la Moneda está en la parte superior derecha de la moneda. |          |                                   |                     |                        |

| | Luxemburgo | El Gran Duque Enrique y el Castillo de Berg | Emisión: 1 300 000 | Fecha: febrero de 2008 |
| La parte interior de la moneda muestra, en el lado derecho y en primer plano, la efigie del Gran Duque Enrique mirando hacia su izquierda y, en la izquierda y en segundo plano, el Castillo de Berg. El año se encuentra flanqueado por la marca de la Casa de la Moneda y la del grabador en la parte alta de la moneda. El nombre del país emisor, LËTZEBUERG, aparece en la parte inferior del diseño. Las doce estrellas de la Unión Europea rodean el diseño en la corona circular exterior de la moneda. |            |                                             |                    |                        |

| | Italia | Sexagésimo aniversario de la Declaración Universal de los Derechos Humanos | Emisión: 5 000 000 | Fecha: abril de 2008 |
| La parte interior de la moneda muestra un hombre y una mujer con una rama de olivo, una espiga de maíz, una rueda dentada y un alambre de púas, símbolos que representan respectivamente el derecho a la paz, a la comida, al trabajo y a la libertad, junto con los eslabones de una cadena rota que forman un 60°. En el centro de la moneda se encuentran las iniciales del país emisor RI; a la izquierda la marca del año; a la derecha las iniciales MCC del artista, Maria Carmela Colaneri y la marca de la ceca; en la parte inferior, un cartucho con la inscripción DIRITTI UMANI. Las doce estrellas de la Unión Europea rodean el diseño en la corona circular exterior de la moneda. |        |                                                                            |                    |                      |

| | San Marino | Año europeo del diálogo intercultural | Emisión: 130 000 | Fecha: abril de 2008 |
| La parte interior de la moneda representa las diferentes culturas de las cinco regiones del continente europeo, simbolizado con cinco siluetas humanas y los textos sagrados de diferentes comunidades. Completan el diseño inscripciones en forma de arco: en la parte superior, SAN MARINO, y debajo de esto, la marca del año; en la parte inferior, ANNO EUROPEO DEL DIALOGO INTERCULTURALE y las iniciales E.L.F. del artista, Ettore Lorenzo Frapiccini; y ala izquierda, la marca de la ceca. Las doce estrellas de la Unión Europea rodean el diseño en la corona circular exterior de la moneda. |            |                                       |                  |                      |

| | Bélgica | Sexagésimo aniversario de la Declaración Universal de Derechos Humanos | Emisión: 5 000 000 | Fecha: mayo de 2008 |
| La parte interior de la moneda muestra líneas curvas sobre un rectángulo marcadas con la cifra 60. La marca del año está inscrita encima del rectángulo y las palabras UNIVERSAL DECLARATION OF HUMAN RIGHTS aparecen encima. El nombre del país en sus tres lenguas oficiales (BELGIE – BELGIQUE – BELGIEN) está inscrito en un semicírculo encima del diseño. Las marcas de la ceca aparecen a la izquierda y a la derecha del diseño respectivamente. Las doce estrellas de la Unión Europea rodean el diseño en la corona circular exterior de la moneda. |         |                                                                        |                    |                     |

| | Eslovenia | Quinto centenario del nacimiento de Primož Trubar | Emisión: 1 000 000 | Fecha: mayo de 2008 |
| En la parte interior de la moneda aparece el busto de Primož Trubar mirando hacia la izquierda. A la derecha, a modo de dos semicircunferencias concéntricas se pueden leer las inscripciones PRIMOŽ TRUBAR y las fechas 1508–1586, mientras que en la parte inferior derecha del centro se observa el nombre del país y el año de emisión SLOVENIJA 2008 también en semicircunferencia. Las doce estrellas de la Unión Europea rodean el diseño en la corona circular exterior de la moneda. |           |                                                   |                    |                     |

| | Francia | Presidencia del Consejo de la Unión Europea en el segundo semestre de 2008 | Emisión: 20 000 000 | Fecha: julio de 2008 |
| El diseño está formado solo por una leyenda situada al centro de la moneda y normalizada a la izquierda de la misma, cada renglón es ocupado por una palabra y en la parte inferior aparece la marca de ceca. El año de emisión (2008), situado en la parte superior del centro de la pieza posee un tamaño de fuente mayor al del resto de la leyenda PRÉSIDENCE FRANÇAISE UNIÓN EUROPÉENNE y las grafías RF, iniciales del nombre oficial del país, República Francesa. Las doce estrellas de la Unión Europea rodean el diseño en la corona circular exterior de la moneda. |         |                                                                            |                     |                      |

| | Portugal | Sexagésimo aniversario de la Declaración Universal de Derechos Humanos | Emisión: 1 000 000 | Fecha: septiembre de 2008 |
| En la parte interior de la moneda se encuentra el escudo de armas de Portugal en la parte superior, debajo, el nombre del país emisor PORTUGAL, la marca del año y un diseño geométrico aparecen en la mitad inferior del centro. La leyenda 60 ANOS DA DECLARAÇÃO UNIVERSAL DOS DIREITOS HUMANOS adorna el lateral de los dos tercios de la parte inferior del anillo central y va seguida de la inscripción Esc. J. Duarte INCM en caracteres muy pequeños.Las doce estrellas de la Unión Europea rodean el diseño en la corona circular exterior de la moneda. |          |                                                                        |                    |                           |

| | Finlandia | Sexagésimo aniversario de la Declaración Universal de Derechos Humanos | Emisión: 1 500 000 | Fecha: octubre de 2008 |
| Diseñada por el escultor Tapio Kettunen, la moneda reproduce una figura humana en el interior de un corazón, y debajo aparece la inscripción «HUMAN RIGHTS». En la parte inferior del centro de la moneda figuran las letras FI de Finlandia, la inicial del nombre del escultor, K, y la marca de la Fábrica de la Moneda; mientras que en la parte superior puede verse el año de emisión, 2008. En la corona circular se representan las doce estrellas de la Unión Europea. |           |                                                                        |                    |                        |

| | Ciudad del Vaticano | Año dedicado al apóstol San Pablo con motivo del bimilenario de su nacimiento | Emisión: 100 000 | Fecha: octubre de 2008 |
| La parte interior de la moneda representa la conversión de San Pablo de camino a Damasco (con la ciudad visible en el fondo); el santo, deslumbrado por una luz del cielo, cae sobre su caballo encabritado. Dos inscripciones están grabadas alrededor del retrato: en el lado izquierdo, una inscripción que denota el país emisor CITTÀ DEL VATICANO; en el lado derecho, la leyenda ANNO SANCTO PAULO DICATO. La marca del año está inscrita a la derecha del retrato, así como la marca de la ceca R y el nombre del artista VEROI. Bajo el retrato están las iniciales de la grabadora Luciana De Simoni, L.D.S. INC.. Las doce estrellas de la Unión Europea rodean el diseño en la corona circular exterior de la moneda. |                     |                                                                               |                  |                        |

### 2009
| | Luxemburgo | El Gran Duque Enrique y la duquesa Carlota de Luxemburgo | Emisión: 1 400 000 | Fecha: enero de 2009 |
| La parte interior de la moneda muestra en el lado derecho y en primer plano vertical «LËTZEBUERG 2009», indicando el país emisor de la moneda y año de emisión. Al centro la efigie del Gran Duque Enrique superpuesta a la efigie de la Gran Duquesa Carlota de Luxemburgo en el lado izquierdo, ambos mirando a su derecha. El año se encuentra flanqueado por la marca de la Casa de la Moneda. Las doce estrellas de la Unión Europea rodean el diseño en la corona circular exterior de la moneda. |            |                                                          |                    |                      |

| | Alemania | Ludwigskirche de Saarbrücken en Sarre | Emisión: 30 000 000 | Fecha: febrero de 2009 |
| La parte interior de la moneda representa la Ludwigskirche de Saarbrücken. El nombre del estado federado SAARLAND y la marca de la ceca aparecen debajo del monumento; las iniciales del grabador FB (Friedrich Brenner) se encuentran a la derecha del monumento. La parte inferior del anillo exterior presenta la inscripción BUNDESREPUBLIK DEUTSCHLAND y la parte superior lleva la marca del año. Las doce estrellas de la Unión Europea rodean el diseño en la corona circular exterior de la moneda. |          |                                       |                     |                        |

| | San Marino | Año Europeo de la Creatividad y la Innovación | Emisión: 130 000 | Fecha: mayo de 2009 |
| La parte interior de la moneda muestra objetos que representan la investigación científica: un libro, una brújula, un tubo de ensayo y un frasco. A la izquierda están las tres emblemáticas plumas de la República de San Marino. A la derecha aparecen la marca de la ceca y el año. En la parte superior aparece la leyenda CREATIVITÀ INNOVAZIONE. En la parte inferior está la inscripción SAN MARINO y las iniciales del artista A.M.. Las doce estrellas de la Unión Europea rodean el diseño en la corona circular exterior de la moneda. |            |                                               |                  |                     |

| | Portugal | Segundos Juegos de la Lusofonía | Emisión: 1 250 000 | Fecha: junio de 2009 |
| La parte interior de la moneda muestra una gimnasta haciendo un espiral con un largo lazo. En la parte superior, aparece el escudo de armas portugués con un semicírculo formado por la inscripción PORTUGAL. En un semicírculo en la parte inferior está inscrito la leyenda 2.os JOGOS DA LUSOFONIA LISBOA entre las iniciales INCM a la izquierda y el nombre del artista J. AURÉLIO a la derecha. La marca del año aparece encima de la cabeza de la gimnasta, a la izquierda. Las doce estrellas de la Unión Europea rodean el diseño en la corona circular exterior de la moneda (en un fondo de líneas circulares concéntricas). |          |                                 |                    |                      |

| | Bélgica | Segundo centenario del nacimiento de Louis Braille | Emisión: 5 013 500 | Fecha: septiembre de 2009 |
| La moneda reproduce un retrato de Louis Braille y sus iniciales L y B en el alfabeto que inventó. Encima del retrato aparece su nombre y debajo, el código del país emisor, «BE», y los años «1809» y «2009». A la izquierda figura la marca de la Fábrica de la Moneda y a la derecha, la marca del maestro grabador. En la corona circular se representan las doce estrellas de la Unión Europea. |         |                                                    |                    |                           |

| | Italia | Segundo centenario del nacimiento de Louis Braille | Emisión: 2 000 000 | Fecha: octubre de 2009 |
| La moneda muestra una mano leyendo con el tacto un libro abierto. El dedo índice señala la inscripción que aparece en vertical «LOUIS BRAILLE 1809-2009»; sobre la mano, dos pájaros volando simbolizan la libertad del conocimiento. En la parte superior derecha figura el anagrama de la República Italiana, «RI», y en la parte inferior, la marca de la Fábrica de la Moneda, «R». Debajo del libro está escrito el nombre de Braille en el alfabeto que inventó. En la parte inferior figuran las iniciales de la artista Maria Carmela Colaneri, «MCC». En la corona circular se representan las doce estrellas de la Unión Europea. |        |                                                    |                    |                        |

| | Ciudad del Vaticano | Año Internacional de la Astronomía | Emisión: 106 000 | Fecha: octubre de 2009 |
| La parte interior de la moneda representa una alegoría del nacimiento de las estrellas y los planetas, así como varios instrumentos de astronomía. La marca de ceca, «R», está situada en el cuadrante inferior izquierdo. El año de emisión, «2009», figura en la parte inferior. Alrededor del motivo, abajo y a la izquierda, la leyenda «ANNO INTERNAZIONALE DELL’ASTRONOMIA»; arriba a la derecha, la indicación del país emisor, «CITTÁ DEL VATICANO». En la corona circular de la moneda figuran las doce estrellas de la bandera europea. |                     |                                    |                  |                        |

| | Finlandia | Segundo centenario de la autonomía de Finlandia y de la Dieta de Porvoo | Emisión: 1 600 000 | Fecha: octubre de 2009 |
| La moneda reproduce un perfil de la catedral de Porvoo, lugar donde se celebró en 1809 la ceremonia inaugural de la primera sesión de la Dieta de Finlandia. Sobre el perfil aparece escrito en números estilizados «1809». A la izquierda figura el código del país emisor, «FI», y a la derecha, el año de emisión, «2009». En la corona circular se representan las doce estrellas de la Unión Europea. |           |                                                                         |                    |                        |

| | Eslovaquia | Vigésimo aniversario del día de la libertad y de la democracia | Emisión: 1 000 000 | Fecha: noviembre de 2009 |
| La moneda muestra una campana estilizada con unas llaves como badajo, que recuerda la manifestación del 17 de noviembre de 1989, en la que los manifestantes hicieron sonar sus llaves para simbolizar la apertura de las puertas, un acontecimiento que marcó el inicio de la «Revolución de Terciopelo» en la antigua Checoslovaquia. Debajo de la campana figura la marca del artista y la de la Fábrica de la Moneda eslovaca (Mincovňa Kremnica). La leyenda «17. NOVEMBER SLOBODA DEMOKRACIA», los años «1989-2009» y el nombre del país emisor «SLOVENSKO» rodean la campana. En la corona circular se representan las doce estrellas de la Unión Europea. |            |                                                                |                    |                          |

### 2010
| | Alemania | Ayuntamiento de Bremen | Emisión: 30 000 000 | Fecha: enero de 2010 |
| En la parte central de la moneda se encuentra el Ayuntamiento de Bremen, con el Roland (una estatua) en primer plano. La palabra BREMEN está inscrito debajo del ayuntamiento a la derecha. La marca de ceca aparece en la parte superior izquierda. Las iniciales del artista Bodo Broschat están en la parte inferior, justo debajo de la estatua. La inicial del país emisor D y la marca del año se insertan en la parte superior e inferior del anillo exterior de la moneda, respectivamente, en las doce estrellas de la Unión Europea rodean el diseño. |          |                        |                     |                      |

| | Luxemburgo | Escudo de armas del Gran Duque | Emisión: 1 000 000 | Fecha: marzo de 2010 |
| El anverso muestra, a la izquierda, la imagen del Gran Duque Enrique mirando hacia la derecha y, a la derecha, el Escudo de Armas del Gran Duque, sobre el cual figura el año de emisión entre las marcas de la Fábrica de la Moneda. Abajo, el nombre del país emisor, LËTZEBUERG, se superpone ligeramente sobre el anillo exterior. Las doce estrellas de la Unión Europea rodean el diseño en la corona circular exterior de la moneda. |            |                                |                    |                      |

| | Italia | Bicentenario del nacimiento del conde de Cavour | Emisión: 4 000 000 | Fecha: enero de 2010 |
| El interior de la moneda muestra el retrato del estadista italiano en el centro, la inscripción CAVOUR y RI a la izquierda, y la marca de la ceca, las fechas 1810 y 2010 y las iniciales de la artista, Claudia Momoni (C.M.), a la derecha. Las doce estrellas de la Unión Europea rodean el diseño en la corona circular exterior de la moneda. |        |                                                 |                    |                      |

| | España | Mezquita de Córdoba, serie dedicada al patrimonio mundial de la UNESCO | Emisión: 4 000 000 | Fecha: marzo de 2010 |
| La moneda conmemora el primer lugar español (el centro histórico de Córdoba) en ser incluido en la lista de Patrimonios de la Humanidad de la UNESCO, en 1984. Muestra las columnas de la Mezquita-Catedral de Córdoba, uno de los más grandes y antiguos ejemplos de arte islámico en Europa. Construida entre los siglos VIII y X, la mezquita fue más tarde consagrada como catedral cristiana y sufrió varias transformaciones. La moneda es la primera de una nueva serie dedicada a los lugares españoles incluidos en la lista de Patrimonios de la Humanidad de la UNESCO, que será emitida anualmente comenzando en 2010. En la parte inferior del disco central aparecen las palabras ESPAÑA 2010. |        |                                                                        |                    |                      |

| | Eslovenia | Bicentenario del jardín botánico de Liubliana | Emisión: 1 000 000 | Fecha: mayo de 2010 |
| La parte central de la moneda figura la planta Rebrinčevolistna Hladnikija. A la izquierda debajo de la planta, su nombre científico HLADNIKIA PASTINACIFOLIA Está escrito en un arco. Alrededor de la imagen en un círculo es la leyenda SLOVENIJA 2010. 200 LET. BOTANIČNI VRT. LJUBLJANA. Las doce estrellas de la Unión Europea rodean el diseño en el anillo exterior de la moneda. |           |                                               |                    |                     |

| | Bélgica | Presidencia del Consejo de la Unión Europea | Emisión: 5 000 000 | Fecha: junio de 2010 |
| En el año 2010 el país de Bélgica a emitido su moneda de 2 euros conmemorativa. el tema es la presidencia Belga, durante el segundo semestre de 2010, del consejo de la Unión Europea. |         |                                             |                    |                      |

| | Francia | Septuagésimo aniversario del Llamamiento del 18 de junio | Emisión: 20 000 000 | Fecha: junio de 2010 |
| En interior de la moneda muestra al General Charles de Gaulle, en uniforme y con la cabeza descubierta, frente a un micrófono de la época leyendo la Llamada en la cual están insertadas las siglas RF. En la parte alta se muestra la fecha y, bajo ella, las inscripciones 70 ANS y APPEL 18 JUIN. Las doce estrellas de la Unión Europea rodean el diseño en el anillo exterior de la moneda. |         |                                                          |                     |                      |

| | Portugal | Centenario de la República Portuguesa | Emisión: 2 000 000 | Fecha: septiembre de 2010 |
| La proclamación de la República Portuguesa fue el resultado de la Revolución del 5 de octubre de 1910 que en esa fecha pone fin a la monarquía en Portugal. |          |                                       |                    |                           |

| | San Marino | Quinto centenario del fallecimiento de Sandro Botticelli | Emisión: 130 000 | Fecha: septiembre de 2010 |
| La moneda conmemora el 500.º aniversario de la muerte de Sandro Botticelli y muestra un pequeño fragmento de su obra La primavera. |            |                                                          |                  |                           |

| | Finlandia | Decreto de 1860, que concede a Finlandia el derecho a emitir billetes y monedas | Emisión: 1 600 000 | Fecha: octubre de 2010 |
| Emisión conmemorativa de 2 euros dedicada al 150.º aniversario de la ceca de Rahapaja, en Finlandia. |           |                                                                                 |                    |                        |

| | Ciudad del Vaticano | Año Sacerdotal | Emisión: 115 000 | Fecha: octubre de 2010 |
| La moneda muestra en su interior a un pastor sacando un cordero de la boca de un león. A la izquierda aparece el año, en la parte superior aparece la leyenda CITTÁ DEL VATICANO y en la parte inferior está la inscripción ANNO SACERDOTALE y la marca de la ceca. Las doce estrellas de la Unión Europea rodean el diseño en la corona circular exterior de la moneda. |                     |                |                  |                        |

| | Grecia | 2500 años de la Batalla de Maratón | Emisión: 2 500 000 | Fecha: octubre de 2010 |
| El centro de la moneda muestra una síntesis de un escudo y un corredor/guerrero simbolizando así la lucha por la libertad y los nobles ideales derivados de la batalla de Maratón. El ave en el escudo simboliza el nacimiento de la civilización occidental en su forma actual. |        |                                    |                    |                        |

### 2011
| | Alemania | Catedral de Colonia | Emisión: 30 000 000 | Fecha: enero de 2011 |
| Catedral de Colonia en Renania del Norte-Westfalia. Es la sexta moneda de la Serie de los Estados Federados dedicada a Renania del Norte-Westfalia. Aparece la Catedral de Colonia. en las doce estrellas de la Unión Europea rodean el diseño. |          |                     |                     |                      |

| | Países Bajos | Quinto centenario de la publicación del Elogio de la locura: Erasmo de Róterdam | Emisión: 4 000 000 | Fecha: enero de 2011 |
| Moneda dedicada a conmemorar el Quinto Centenario de la publicación del libro “Laus Stultitiae” (El elogio de la locura), una de las obras más célebres de la literatura universal, del filósofo, humanista y teólogo neerlandés Erasmo de Róterdam (Desiderus Erasmus). En el centro de la moneda, se representa a Erasmo escribiendo su libro, así como la efigie de la Reina Beatriz. Entre esas dos imágenes, figura la inscripción Beatrix Koningin der Nederlanden, dispuesta verticalmente, el año 2011, la marca del maestro de ceca y la marca de ceca. |              |                                                                                 |                    |                      |

| | Luxemburgo | 50.º aniversario del nombramiento de Jean Benoît como Gran Duque heredero | Emisión: 700 000 | Fecha: enero de 2011 |
| La moneda muestra, a la derecha de su parte central, la efigie de Su Alteza Real el Gran Duque Henri, mirando a la izquierda, superpuesta a las efigies del Gran Duque Jean y de la Gran Duquesa Charlotte. Sobre las tres efigies figura el texto “LËTZEBUERG”. La fecha de “2011”, con la marca de ceca y la del director de la misma a los lados, aparece en la parte superior. El nombre de sus Altezas Reales figura debajo de la efigie respectiva. En la corona circular de la moneda figuran las doce estrellas de la bandera europea. |            |                                                                           |                  |                      |

| | Eslovaquia | 20.º aniversario del Grupo Visegrád | Emisión: 1 000 000 | Fecha: enero de 2011 |
| El diseño de la parte interior de la moneda incorpora el relieve de cuatro Estados centroeuropeos (República Checa, Hungría, Polonia y Eslovaquia) y una «V» compuesta y superpuesta en referencia al Grupo de Visegrado, una alianza regional conocida también con el nombre de «Visegrado 4» o «V4». El Grupo fue fundado tras la cumbre de jefes de Estado o de Gobierno de Checoslovaquia, Hungría y Polonia celebrada en la localidad de Visegrado (Hungría) el 15 de febrero de 1991, con el objetivo primordial de cooperar en ámbitos de interés común dentro del proceso de integración europea. En la corona circular figuran las doce estrellas de la Unión Europea. |            |                                     |                    |                      |

| | Bélgica | Centenario del Día Internacional de la Mujer | Emisión: 5 000 000 | Fecha: marzo de 2011 |
| Esta moneda conmemora el 100.º aniversario del día internacional de la mujer que se celebra el 8 de marzo. En la parte central de la moneda aparece la figura de Isala van Diest, la primera mujer médico belga y de Marie Popelina, la primera mujer abogado belga. Sus nombres y símbolos profesionales se muestran debajo de cada lado del año 2011. |         |                                              |                    |                      |

| | Eslovenia | 100 años del nacimiento de Franc Rozman | Emisión: 1 000 000 | Fecha: marzo de 2011 |
| En la parte interior de la moneda figura la silueta estilizada de Franc Rozman-Stane, general del Alto Mando del ejército partisano esloveno y héroe nacional de Eslovenia. En la corona circular figuran las doce estrellas de la Unión Europea. |           |                                         |                    |                      |

| | España | Patio de los Leones,en la Alhambra serie dedicada al patrimonio mundial de la UNESCO | Emisión: 8 000 000 | Fecha: marzo de 2011 |
| Es la segunda moneda de la Serie del Patrimonio Mundial de la UNESCO dedicada a la Alhambra, el Generalife y el Albaicín de Granada. En su reverso se muestra una imagen del Patio de los Leones, situado en la Alhambra de Granada. |        |                                                                                      |                    |                      |

| | Italia | 150.º aniversario de la unificación de Italia | Emisión: 10 000 000 | Fecha: marzo de 2011 |
| La parte central de la moneda muestra tres banderas italianas en el viento, lo que representa los tres últimos 50os aniversarios —1911, 1961 y 2011— que muestran un vínculo perfecto entre las generaciones: este es el logotipo del 150.º aniversario de la unificación de Italia. |        |                                               |                     |                      |

| | San Marino | Quinto centenario del nacimiento de Giorgio Vasari | Emisión: 130 000 | Fecha: marzo de 2011 |
| Es la octava moneda que emite San Marino. Muestra la obra de Vasari “Judith decapita a Holofernes”. |            |                                                    |                  |                      |

| | Grecia | Juegos Mundiales de Verano de Olimpiadas Especiales de Atenas 2011 | Emisión: 1 000 000 | Fecha: junio de 2011 |
| En el centro de la moneda figura el emblema de los Juegos, un sol radiante de la fuente de la vida que pone de relieve la excelencia y el poder del atleta que participa en los Juegos. La excelencia está representada en la rama de olivo y el poder en forma de espiral en el centro del sol. Alrededor de la imagen está escrito el texto XIII OLIMPIADAS ESPECIALES WSG Atenas 2011, así como el país emisor ΔΗΜΟΚΡΑΤΙΑ ΕΛΛΗΝΙΚΗ. La marca de ceca también se representa en el medio. |        |                                                                    |                    |                      |

| | Francia | Trigésimo aniversario de la Fiesta de la Música | Emisión: 10 000 000 | Fecha: junio de 2011 |
| La parte interior de la moneda muestra una multitud gozosa, con una representación estilizada de un instrumento musical y notas flotando en el aire, a fin de simbolizar una atmósfera festiva, la de la Fiesta de la Música, que se celebra en Francia el día del solsticio de verano desde 1981. También en el centro del motivo figuran la leyenda «Fête de la MUSIQUE» y la fecha de «21 JUIN 2011» (21 de junio de 2011). En la parte superior y bajando hacia la derecha figura la leyenda «30 e ANNIVERSAIRE» (trigésimo aniversario) y en la parte inferior, la indicación del país «RF». En la corona circular de la moneda figuran las doce estrellas de la bandera europea. |         |                                                 |                     |                      |

| | Mónaco | Boda del príncipe Alberto y Charlene | Emisión: 148 000 | Fecha: julio de 2011 |
| La parte interior de la moneda presenta, en el centro, las efigies del Príncipe Alberto y de Charlene. Debajo, el nombre del país emisor «MONACO» y el año de emisión «2011». La inscripción «MONACO 2011» es precedida por la marca de ceca y seguida por la marca del grabador. |        |                                      |                  |                      |

| | Portugal | Quinto centenario del nacimiento de Fernão Mendes Pinto | Emisión: 520 000 | Fecha: septiembre de 2011 |
| Esta moneda de 2 euros conmemora el 500.º aniversario del nacimiento del explorador y aventurero portugués Fernão Mendes Pinto, autor de varias obras, todas ellas fruto de sus viajes y exploraciones, destacar que fue el primer portugués que pisó tierras niponas, concretamente en su viaje a Japón que tuvo lugar en 1543. |          |                                                         |                  |                           |

| | Finlandia | Bicentenario del Suomen Pankki - Banco de Finlandia | Emisión: 1 500 000 | Fecha: octubre de 2011 |
| La moneda conmemorativa diseñada por el artista Hannu Veijalainen, muestra un cisne, el ave nacional de Finlandia, y los años «2011», año de emisión, y «1811», año en que el Zar Alejandro I de Rusia ordenó establecer una "Oficina de Cambio, Préstamo y Depósito" en Turku (Finlandia). Esta oficina fue el primer banco de Finlandia y se convirtió luego en el Suomen Pankki - Finlands Bank, que se trasladó a Helsinki en 1819. El banco empezó a funcionar como banco central a finales del siglo XIX, una vez que Finlandia tuvo su propia moneda y la banca comercial se estableció en el país. |           |                                                     |                    |                        |

| | Ciudad del Vaticano | Jornada Mundial de la Juventud 2011 | Emisión: 115 000 | Fecha: octubre de 2011 |
| La parte central de la moneda muestra varios jóvenes con banderas, la marca de ceca «R» y el año «2011», rodeado todo ello, en el borde superior, por los números romanos «XXVI» y las iniciales «G.M.G.» de la Giornata Mondiale della Gioventù (Jornada Mundial de la Juventud) y, en el borde inferior, por el nombre del país de emisión «CITTÀ DEL VATICANO». En la corona circular figuran las doce estrellas de la Unión Europea. |                     |                                     |                  |                        |

| | Malta | Historia constitucional, primera elección de representantes en 1849 | Emisión: 430 000 | Fecha: noviembre de 2011 |
| Es la primera moneda de una nueva serie. Conmemora la elección en 1849 de los primeros representantes de Malta al Consejo de Gobierno británico. Malta fue una colonia británica desde 1814 por el Tratado de París. El centro de la moneda muestra una mano poniendo un voto en una urna. Las palabras "Malta - Elegido por primera vez representantes de 1849" se muestran arriba. |       |                                                                     |                  |                          |

### 2012
| | Alemania | Palacio de Neuschwanstein en Baviera | Emisión: 30 000 000 | Fecha: enero de 2012 |
| Séptima moneda de la serie de los Estados Alemanes, representando al Estado de Baviera. Muestra El Castillo de Neuschwanstein, situado en Baviera cerca de Füssen. Este castillo fue mandado construir por Luis II de Baviera en 1866, originalmente era conocido como el nuevo Hohenschwangau, en honor al lugar donde el rey pasó gran parte de su infancia. Su nombre fue cambiado tras la muerte del rey. Es el edificio más fotografiado en Alemania y es uno de los destinos turísticos más populares en ese país. |          |                                      |                     |                      |

| | Luxemburgo | El gran duque Enrique y el gran duque Guillermo IV | Emisión: 1 400 000 | Fecha: enero de 2012 |
| La moneda muestra, en el lado izquierdo de su parte central, la efigie de Su Alteza Real el gran duque Enrique y, en el lado derecho, la efigie del príncipe Guillermo, Gran Duque heredero, superpuesta a la de la condesa Estefanía. Las inscripciones «PRËNZENHOCHZAÏT» y «LËTZEBUERG» y el año «2012», con la marca de ceca y las iniciales del maestro grabador, aparecen en la parte inferior del interior de la moneda. En la corona circular figuran las doce estrellas de la Unión Europea. |            |                                                    |                    |                      |

| | España | Catedral de Burgos – serie Patrimonio Mundial de la UNESCO | Emisión: 8 000 000 | Fecha: marzo de 2012 |
| La parte central de la moneda muestra la catedral de Santa María de Burgos, famosa por su gran tamaño y originalidad arquitectónica. Su construcción comenzó en 1221 y, nueve años después, ya se utilizaba como lugar de culto, aunque las obras prosiguieron con carácter intermitente hasta 1567. Su estilo es predominantemente gótico francés, con elementos renacentistas incorporados en los siglos XV y XVI. El nombre del país emisor «ESPAÑA» figura en la parte superior izquierda y, en la derecha, el año «2012». La marca de ceca (una M rematada con una corona) aparece a la derecha. |        |                                                            |                    |                      |

| | Italia | Centenario de la muerte de Giovanni Pascoli | Emisión: 15 000 000 | Fecha: abril de 2012 |
| La parte central de la moneda muestra un retrato del poeta de Romaña, Giovanni Pascoli, representante destacado de la literatura italiana de finales del siglo XIX. A la izquierda figuran el año de fallecimiento del poeta «1912», la marca de ceca «R» y las iniciales de la diseñadora Maria Carmela Colaneri «M.C.C.». A la derecha aparece el año de emisión «2012», sobre el monograma de la República Italiana «RI». Debajo del retrato, la inscripción «G. PASCOLI» forma un arco sobre el borde inferior del interior de la moneda. |        |                                             |                     |                      |

| | Bélgica | 75.º aniversario del Concurso Internacional de Música Reina Isabel de Bélgica | Emisión: 5 000 000 | Fecha: mayo de 2012 |
| En la parte central de la moneda figura el logotipo del concurso Reina Isabel superpuesto en el perfil izquierdo de la reina, fundadora del concurso musical en 1937. A la izquierda aparece la marca del director de la ceca (un cálamo) y, a la derecha, la marca de ceca (la cabeza del arcángel San Miguel). Formando un semicírculo en el borde inferior de la parte central de la moneda figura la inscripción «QUEEN ELISABETH COMPETITION» y, en el borde superior, la inscripción «1937 - 2012» relativa al septuagésimoquinto aniversario del concurso. Las letras «BE» que aparecen a la derecha del perfil indican el país de emisión. |         |                                                                               |                    |                     |

| | San Marino | Décimo aniversario del euro | Emisión: 130 000 | Fecha: mayo de 2012 |
| El símbolo del euro en el centro de la moneda muestra la importancia adquirida por el euro, tanto en Europa como en el resto del mundo, ya que se ha convertido en protagonista en el sistema monetario internacional en los últimos diez años. Los elementos en torno al símbolo del euro expresan la importancia del euro para los ciudadanos, el mundo financiero (torre del BCE), el comercio (buques), la industria (fábricas), el sector de la energía y la investigación y el desarrollo (centrales de energía eólica). Las iniciales del artista (AH) figuran bajo la imagen de la torre del BCE. El nombre del país emisor «SAN MARINO» figura en la parte superior, la marca de ceca aparece en el lado derecho y la indicación 2002-2012, en la parte inferior. Nota: Aunque el diseño es el mismo que el de la emisión común de 2012, la moneda se emite como moneda nacional, ya que las emisiones secundarias comunes están restringidas a los Estados miembros de la UE. |            |                             |                  |                     |

| | Portugal | Capital Europea de la Cultura: Ciudad de Guimarães | Emisión: 520 000 | Fecha: junio de 2012 |
| La parte central de la moneda muestra una imagen estilizada de Afonso Henriques, primer rey de Portugal, junto a su espada y el castillo de Guimarães, que se considera el lugar donde Portugal se erigió como nación independiente en el siglo XII. A la izquierda de la imagen aparece el escudo portugués encima de la palabra «PORTUGAL». En la parte inferior derecha aparece la leyenda «GUIMARÃES 2012» con el logotipo de Guimarães Capital Europea de la Cultura 2012. En el borde inferior de la parte central figuran la marca de ceca «INCM» y el nombre del diseñador «JOSÉ DE GUIMARÃES». |          |                                                    |                  |                      |

| | Francia | Centenario del nacimiento del Abate Pierre | Emisión: 1 000 000 | Fecha: julio de 2012 |
| La parte central de la moneda muestra un retrato del abad Pierre con su famosa boina, escorado ligeramente a la izquierda. A la derecha figura el logotipo de la fundación que lleva su nombre, con un microtexto en el que se puede leer «Et les autres?», que era su divisa favorita para recordar que nunca debemos olvidar ayudar a los demás. En el borde interior, la inscripción «Centenaire de la naissance de l’abbé Pierre» forma un arco alrededor del retrato. A la izquierda figuran el cuerno de la abundancia (marca de ceca de la Monnaie de Paris) y las letras «RF», que hacen referencia al país de emisión. A la derecha aparece la «fleurette» (distintivo del taller de grabado). |         |                                            |                    |                      |

| | Mónaco | Quinto Centenario de la soberanía de Mónaco, obtenida por Luciane I Grimaldi | Emisión: 100 000 | Fecha: julio de 2012 |
| La parte central de la moneda muestra un retrato de Lucien I Grimaldi de perfil, mirando a la izquierda. En el borde, la inscripción «1512 SOUVERAINETE DE MONACO 2012» forma un arco alrededor del retrato, con un diamante ornamental a cada lado, y con el cuerno de la abundancia (marca de ceca de la Monnaie de Paris) y la «fleurette» (distintivo del taller de grabado) a izquierda y derecha respectivamente, en la parte inferior. El nombre del fundador, «Lucien Ier», figura sobre la marca de ceca. En la corona circular figuran las doce estrellas de la Unión Europea. |        |                                                                              |                  |                      |

| | Malta | Representación mayoritaria, 1887 | Emisión: 430 000 | Fecha: septiembre de 2012 |
| El diseño de la parte central de la moneda, creado por el artista maltés Gianni Bonnici, muestra una multitud jubilosa, con el palacio del Gobernador, en la Valetta, en segundo plano. La inscripción «MALTA – Majority representation 1887» figura en el borde superior del interior de la moneda, y el año de emisión «2012», en el borde inferior. |       |                                  |                  |                           |

| | Finlandia | 150.º aniversario del nacimiento de la artista Helene Schjerfbeck | Emisión: 2 000 000 | Fecha: septiembre de 2012 |
| La parte central de la moneda muestra un autorretrato estilizado de la artista, con el texto «Helene SCHJERFBECK» y los años de su nacimiento y fallecimiento, «1862-1946», inscritos en vertical a la izquierda y la derecha respectivamente. En la parte inferior, a la izquierda del retrato figuran las letras «FI» y el año «2012», que indican el país y el año de emisión respectivamente. La marca de ceca aparece en el borde de la parte central debajo de las fechas de nacimiento y fallecimiento. |           |                                                                   |                    |                           |

| | Ciudad del Vaticano | VII Encuentro Mundial de las Familias | Emisión: 115 000 | Fecha: septiembre de 2012 |
| La parte central de la moneda muestra una familia con la catedral de Milán, ciudad que acoge el Séptimo Encuentro Mundial de las Familias, al fondo. El encuentro se celebra cada tres años para destacar a la familia como patrimonio humano común y reflejar su carácter universal y su contribución al lado humano de la vida en todo el mundo. Rodean la imagen de la familia los nombres en italiano del evento y de la Ciudad del Vaticano, así como el año «2012». Entre el niño y su madre figura la marca de ceca «R». |                     |                                       |                  |                           |

| | Luxemburgo | Boda del príncipe Guillermo, Gran Duque heredero, con la condesa Estefanía de Lannoy | Emisión: 1 400 000 | Fecha: diciembre de 2012 |
| La moneda muestra, en el lado izquierdo de su parte central, la efigie de Su Alteza Real el Gran Duque Enrique y, en el lado derecho, la efigie del Príncipe Guillermo, Gran Duque heredero, superpuesta a la de la Condesa Estefanía. Las inscripciones «PRËNZENHOCHZAÏT» y «LËTZEBUERG» y el año «2012», con la marca de ceca y las iniciales del maestro grabador, aparecen en la parte inferior del interior de la moneda. |            |                                                                                      |                    |                          |

### 2013
| | Alemania | Quincuagésimo aniversario de la firma del Tratado del Elíseo | Emisión: 30 000 000 10 000 000 | Fecha: |
| La moneda, diseñada por Yves Sampo, de la Fábrica de la Moneda de París, Stefanie Lindner, de la Fábrica de la Moneda de Berlín, Alina Hoyer (Berlín) y Sneschana Russewa-Hoyer (Berlín), muestra los retratos estilizados de los signatarios del Tratado del Elíseo (el entonces canciller de la República Federal de Alemania, Konrad Adenauer, y el antiguo presidente de la República Francesa, Charles de Gaulle), sobre sus respectivas firmas, situadas a los lados de la inscripción «50 ANS JAHRE» con el año «2013» en el centro. El lado derecho de la parte interior de la moneda muestra también la marca de ceca de la fábrica de la moneda correspondiente («A», «D», «F», «G» o «J»), así como el código del Estado emisor: «D». bajo la efigie de De Gaulle. En la corona circular figuran las doce estrellas de la Unión Europea. |          |                                                              |                                |        |

| | Francia | Quincuagésimo aniversario de la firma del Tratado del Elíseo | Emisión: 30 000 000 10 000 000 | Fecha: |
| La moneda, diseñada por Yves Sampo, de la Fábrica de la Moneda de París, Stefanie Lindner, de la Fábrica de la Moneda de Berlín, Alina Hoyer (Berlín) y Sneschana Russewa-Hoyer (Berlín), muestra los retratos estilizados de los signatarios del Tratado del Elíseo (el entonces canciller de la República Federal de Alemania, Konrad Adenauer, y el antiguo presidente de la República Francesa, Charles de Gaulle), sobre sus respectivas firmas, situadas a los lados de la inscripción «50 ANS JAHRE» con el año «2013» en el centro. En el lado derecho de la parte interior figura, bajo la efigie de Adenauer, la «fleurette» (distintivo del taller de grabado) y las letras «RF» que indican el país emisor, mientras que la marca de ceca está situada en el lado izquierdo de la parte interior, bajo la efigie de De Gaulle. En la corona circular figuran las doce estrellas de la Unión Europea. |         |                                                              |                                |        |

| | España | Monasterio de San Lorenzo de El Escorial – serie dedicada al patrimonio mundial de la UNESCO | Emisión: 8 000 000 | Fecha: |
| El centro de la moneda muestra una imagen del monasterio de San Lorenzo de El Escorial. En el borde superior figura el nombre del país emisor «ESPAÑA» en letras mayúsculas, con el año de emisión «2013» a la derecha, sobre la marca de ceca. En la corona circular figuran las doce estrellas de la Unión Europea. |        |                                                                                              |                    |        |

| | Eslovenia | Octingentésimo aniversario de las visitas a la Cueva de Postojna | Emisión: 1 000 000 | Fecha: |
| La imagen central de la moneda es una espiral estilizada que comienza en el lado izquierdo con la inscripción «POSTOJNSKA JAMA • 1213 - 2013 • SLOVENIJA» y termina con dos espeleotemas estilizados. En la corona circular de la moneda figuran las doce estrellas de la Unión Europea. |           |                                                                  |                    |        |

| | Alemania | Monasterio de Maulbronn, de la serie de «Estados federados» | Emisión: 30 000 000 | Fecha: |
| La parte interior de la moneda muestra el monasterio de Maulbronn, el complejo monástico medieval mejor conservado al norte de los Alpes. Este complejo, incluido en la Lista del Patrimonio Mundial de la UNESCO desde 1993, se fundó en 1147. En la parte superior, se indica el año de emisión «2013»; en la parte inferior, figura la inscripción BADEN-WÜRTTEMBERG y, debajo, el código del país emisor «D»; la marca de ceca, representada por una de las letras A, D, F, G o J, aparece a la derecha y en la parte inferior izquierda, las iniciales del artista. En la corona circular figuran las doce estrellas de la Unión Europea. |          |                                                             |                     |        |

| | Países Bajos | Anuncio de la abdicación de la reina Beatriz de los Países Bajos | Emisión: 20 000 000 | Fecha: |
| En la parte interior del motivo aparece una cinta ininterrumpida que dibuja, empezando por fuera, la efigie del rey Guillermo-Alejandro, seguida de las de sus seis predecesores: la reina Beatriz, la reina Juliana, la reina Guillermina, el rey Guillermo III, el rey Guillermo II y el rey Guillermo I. Rodea a las efigies la inscripción «Willem-Alexander Koning der Nederlanden» seguida por la marca de la ceca real de los Países Bajos, la marca del maestro grabador, el año «2013», las iniciales del diseñador y, a la izquierda, la inscripción «200 jaar Koninkrijk der Nederlanden». En la corona circular figuran las doce estrellas de la Unión Europea. |              |                                                                  |                     |        |

| | Italia | Segundo centenario del nacimiento de Giuseppe Verdi | Emisión: 10 000 000 | Fecha: |
| La imagen muestra una vista de tres cuartos del busto de Giuseppe Verdi, con el rostro vuelto hacia la izquierda; a la izquierda, las letras superpuestas del monograma «RI»/1813 de la República Italiana; a la derecha, una R (marca de la fábrica de la moneda de Roma)/2013; en exergo, MCC (monograma de la autora Maria Carmela Colaneri)/G. VERDI. En la corona circular figuran las doce estrellas de la Unión Europea. |        |                                                     |                     |        |

| | Ciudad del Vaticano | Sede Vacante 2013 | Emisión: 125 000 | Fecha: |
| La imagen muestra el escudo del cardenal camarlengo debajo del símbolo de la Cámara Apostólica, dos pequeñas cruces, las palabras «CITTÀ DEL VATICANO» a la izquierda y «SEDE VACANTE MMXIII» a la derecha. |                     |                   |                  |        |

| | Francia | 150 aniversario del nacimiento de Pierre de Coubertin | Emisión: 1 000 000 | Fecha: |
| En el centro de la moneda, ligeramente a la derecha, aparece retratado un Pierre de Coubertin joven sobre una representación estilizada de los anillos olímpicos, que enmarcan las siluetas que simbolizan los deportes olímpicos. Las letras «RF», que indican el país emisor, figuran a la izquierda del retrato, sobre el año de emisión «2013». El nombre «PIERRE DE COUBERTIN» está inscrito en el borde superior de la parte central de la moneda. |         |                                                       |                    |        |

| | Portugal | 250.º aniversario de la construcción de «Torre de los Clérigos» | Emisión: 525 000 | Fecha: |
| La torre aparece tal y como se ve desde la calle, al acercarse a ella, junto a una vista panorámica de Oporto desde la orilla meridional del río Duero. En la parte superior, en semicírculo, aparece la inscripción «250 ANOS TORRE DOS CLÉRIGOS — 2013»; en la parte inferior derecha, el escudo portugués y, debajo, el nombre del país emisor «PORTUGAL»; a la izquierda, la marca de ceca y el nombre del artista «INCM — HUGO MACIEL». |          |                                                                 |                  |        |

| | Italia | Séptimo centenario del nacimiento de Giovanni Boccaccio | Emisión: 10 000 000 | Fecha: |
| La imagen muestra una vista de tres cuartos del rostro de Giovanni Boccaccio, mirando hacia la derecha, basado en el fresco realizado por Andrea del Castagno en torno a 1450 (Florencia, Galleria degli Uffizi); en la parte inferior, figura la inscripción BOCCACCIO 1313 2013, y a la derecha, las letras superpuestas R (monograma de la casa de la moneda de Roma)/RI (monograma de la República Italiana)/m (monograma del autor Mauri). |        |                                                         |                     |        |

| | Mónaco | 20.º aniversario de su adhesión a las Naciones Unidas | Emisión: 1 200 000 | Fecha: |
| La moneda muestra una paloma con una rama de olivo: en medio del arco, en la parte izquierda, hay una cornucopia y, en la parte derecha, un punzón, como marca de la fábrica de la moneda de París. En la parte superior, en semicírculo, aparece el nombre del país emisor «MONACO» y, en la parte inferior, también en semicírculo, la inscripción «1993 ADMISSION À L'ONU 2013». |        |                                                       |                    |        |

| | Eslovaquia | 1150.º aniversario de la misión de Constantino y Metodio a la Gran Moravia | Emisión: 1 000 000 | Fecha: |
| El centro de la moneda muestra a los hermanos tesalonicenses Constantino y Metodio con la doble cruz simbólica entre ellos y sobre tres colinas. Portan la cruz como un báculo obispal, vinculando así los símbolos del Estado y de la Cristiandad, y ensalzando la importancia de la misión de los hermanos, que contribuyó a garantizar la plena soberanía y legitimidad de la Gran Moravia, primer Estado eslavo en Europa central. Constantino sostiene un libro que representa la educación y la fe, mientras que Metodio aparece con una iglesia que simboliza la fe y el cristianismo institucional. En el borde inferior de la parte central de la moneda, figura el nombre del país emisor, «SLOVENSKO», así como los años «863» y «2013», separados por un guion; en el borde superior de la parte central, los nombres «KONŠTANTÍN» y «METOD»; a la izquierda de los hermanos, las letras estilizadas «mh» (iniciales del diseñador Miroslav Hric) y a la derecha, la marca de ceca de la Fábrica de la Moneda de Kremnica (compuesta por las letras «MK» entre dos cuños). |            |                                                                            |                    |        |

| | Luxemburgo | Himno nacional del Gran Ducado de Luxemburgo | Emisión: 1 400 000 | Fecha: |
| El centro de la moneda muestra, a la derecha, la efigie de Su Alteza Real el gran duque Enrique, mirando a la izquierda, y a la izquierda, la notación musical y el texto del himno nacional. En la parte superior de la parte central figura el texto «Ons Hémécht» y en la parte inferior, el nombre del país emisor «LËTZEBUERG» y el año «2013», este último entre la marca de ceca y las iniciales del maestro grabador. |            |                                              |                    |        |

| | Finlandia | 150.º aniversario del Parlamento de 1863 | Emisión: 1 000 000 | Fecha: |
| En la moneda conmemorativa de 2 euros figura el año «1863», del que brota una pequeña planta como símbolo del comienzo de la democracia y del desarrollo de Finlandia. En la parte inferior, en semicírculo, se indica el nombre del país emisor «SUOMI FINLAND», con las dos palabras separadas por la marca de ceca y el año «2013». La Dieta de 1863 señala el comienzo de un período de luz. En Finlandia, el año 1863 marcó el inicio de una democracia auténtica, una prensa transparente y el derecho a usar el idioma finés. Con las reuniones periódicas de la Dieta, las oportunidades de los finlandeses de influir en los asuntos de su propio país mejoraron de manera extraordinaria. Ese año representó el comienzo de un período de luz para la democracia finlandesa. |           |                                          |                    |        |

| | Bélgica | 100.º aniversario de la creación del «Institut Royal Météorologique» | Emisión: 2 000 000 | Fecha: |
| En el centro de la moneda figura el número 100. Dentro del primer cero aparecen las siglas «KMI» e «IRM», y el segundo cero representa un sol. A la izquierda del sol, hay unas isobaras, algunas gotas de lluvia y varios copos de nieve. En los rayos del sol se indica, en la parte superior, el año «2013» y, en la parte inferior, el código del país «BE». Bajo el cifra 1 de la número 100 figura la marca del maestro grabador «Commissaire des Monnaies» y la marca de la Fábrica de la Moneda de Bruselas (la cabeza con casco del arcángel San Miguel). |         |                                                                      |                    |        |

| | San Marino | 500.º aniversario de la muerte del pintor italiano Pinturicchio | Emisión: 115 000 | Fecha: |
| En primer plano aparece el fresco «Disputa de Jesús con los Doctores»; en la parte inferior, la inscripción «SAN MARINO», en semicírculo; a la izquierda, la marca de ceca «R»; debajo del fresco, el nombre del autor «MOMONI»; encima del fresco, la inscripción «PINTURICCHIO» en semicírculo, y debajo de esta, los años «1513» y «2013». |            |                                                                 |                  |        |

| | Grecia | 2 400 años de la fundación de la Academia de Platón | Emisión: 750 000 | Fecha: |
| Retrato de Platón (de perfil). A la izquierda, aparecen las inscripciones «2 400 años desde la creación de la Academia de Platón» y «República Helénica», escritas en griego antiguo; a la derecha, «2013» y la marca de ceca. |        |                                                     |                  |        |

| | Grecia | Centenario de la unión de Creta a Grecia | Emisión: 750 000 | Fecha: |
| La parte interior de la moneda muestra a los rebeldes cretenses ondeando la bandera griega, en representación de la lucha de Creta por su unión a Grecia. En la parte superior figura, en sentido circular y en letras mayúsculas, el nombre en griego del país emisor «República Helénica» y debajo, las palabras «100 años de la Unión de Creta a Grecia» en griego; a la derecha, aparecen los años «1913-2013» y la marca de ceca. |        |                                          |                  |        |

| | Ciudad del Vaticano | Vigésimo octava Jornada Mundial de la Juventud | Emisión: 115 000 | Fecha: |
| El motivo representa el monumento más conocido de Río de Janeiro, el del «Cristo Redentor», así como algunos jóvenes alrededor de la estatua. En la parte superior, en forma de semicírculo, aparece la inscripción «XXVIII G.M.G. CITTÀ DEL VATICANO RIO 2013»; a la derecha, la marca de ceca «R» y el nombre del artista «P DANIELE». |                     |                                                |                  |        |

| | Malta | Constitución del autogobierno de 1921 | Emisión: 500 000 | Fecha: |
| El motivo es un mapa de las islas maltesas y una representación de la población. En la parte inferior del motivo, aparece el año «2013»; en la parte superior, en semicírculo, las palabras «MALTA - Self- government 1921». |       |                                       |                  |        |

| | Finlandia | 125.º aniversario del nacimiento del escritor ganador del premio Nobel de literatura Frans Eemil Sillanpää | Emisión: 1 500 000 | Fecha: |
| En la parte interior de la moneda figura el retrato de Sillanpää; en la parte superior, en semicírculo, las palabras «F. E. SILLANPÄÄ»; a la izquierda, el año «1888» y la marca de ceca; a la derecha, el año «1964», el código del país emisor «FI» y el año de emisión «2013». Esta es una moneda especial para conmemorar al abuelo de toda una nación. F. E. SILLANPÄÄ era un maestro del estilo que aportó a la literatura finesa una visión profunda de la relación entre las personas y la naturaleza. Recibió el premio Nobel en 1929, sobre todo, gracias a sus obras Santa miseria y Silja. Este autor magistral se hizo todavía más célebre gracias a sus populares intervenciones en la radio y a sus memorables columnas navideñas. Tras los años de guerra, el gran escritor se convirtió en el «taata» de largas barbas, el abuelo oficioso del país. A partir de los recuerdos de las navidades de su infancia surgió una tradición muy querida: el abuelo reunía a toda la nación en torno a la radio gracias a sus amenas «charlas» navideñas. |           | |                    |        |

| | Países Bajos | 200 años del Reino de los Países Bajos | Emisión: 3 500 000 | Fecha: |
| En el motivo figura en primer plano la efigie de la reina Beatriz y, al fondo, cubierta en parte por la efigie de la Reina, la efigie del príncipe de Orange. Rodeando ambas efigies aparece la leyenda siguiente: WILLEM-ALEXANDER PRINS VAN ORANJE (símbolo de una corona) BEATRIX KONINGIN DER NEDERLANDEN (marca de ceca) 28 januari 2013 (marca del maestro grabador). |              |                                        |                    |        |

### 2014
| | Alemania | Iglesia de San Miguel de Hildesheim en la Baja Sajonia | Emisión: 30 000 000 | Fecha: enero de 2014 |
| Descripción: El centro de la moneda muestra la iglesia de San Miguel de Hildesheim (Baja Sajonia), incluida en la lista del patrimonio cultural mundial de la UNESCO en 1985. En la parte superior figura el año de emisión «2014» y, a la izquierda, la marca de ceca (A, D, F, G, J). En la parte inferior se lee la inscripción «NIEDERSACHSEN» y, debajo, el código del país emisor «D». En la parte superior derecha aparecen las iniciales del grabador OE (Ott Erich). |          |                                                        |                     |                      |

| | Luxemburgo | 175.º aniversario de la Independencia de Luxemburgo | Emisión: 1 400 000 | Fecha: enero de 2014 |
| En el centro de la moneda, a la derecha, aparece la efigie de su alteza real el gran duque Enrique mirando a la izquierda y, a la izquierda, en vertical, los años «1839» y «2014» y el nombre del país emisor «LËTZEBUERG». Las inscripciones «ONOFHÄNGEGKEET» y «175 Joër» aparecen en la parte inferior del centro de la moneda. |            |                                                     |                    |                      |

| | Andorra | 20 años en el Consejo de Europa | Emisión: 100 000 | Fecha: febrero de 2014 |
| El motivo muestra, en la parte central a la izquierda, el escudo de Andorra, seguido de la leyenda «20», con el cero estilizado de forma que representa la bandera del Consejo de Europa. En la parte superior figuran las leyendas «ANDORRA» y, debajo, «AL CONSELL D’EUROPA». El año «2014» aparece en la parte inferior a la izquierda, seguido de una línea oblicua. |         |                                 |                  |                        |

| | España | Lugares del patrimonio mundial de la UNESCO: parque Güell | Emisión: 8 000 000 | Fecha: marzo de 2014 |
| El centro de la moneda muestra en primer plano el emblema del parque Güell, una escultura en forma de lagarto diseñada por el arquitecto Antoni Gaudí. Al fondo, aparece un detalle de uno de los pabellones situados a la entrada del parque. En la parte superior, en sentido circular y en mayúsculas las palabras «ESPAÑA» y «PARK GÜELL — GAUDÍ». A la izquierda, el año de emisión «2014», y a la derecha, la marca de ceca. |        |                                                           |                    |                      |

| | Bélgica | Centenario del comienzo de la Primera Guerra Mundial | Emisión: 1 750 000 | Fecha: abril de 2014 |
| El centro de la moneda muestra una amapola sobre las fechas «2014-18». Bajo las fechas figura la leyenda «The Great War Centenary» y debajo, la marca del maestro grabador, la marca de la ceca de Bruselas y la cabeza con yelmo del arcángel San Miguel. En la parte central, arriba, aparece la inscripción trilingüe «BELGIE—BELGIQUE—BELGIEN». |         |                                                      |                    |                      |

| | Portugal | aniversario de la revolución del 25 de abril | Emisión: 500 000 | Fecha: abril de 2014 |
| Las dos curvas representan la forma genérica de un clavel, flor que simboliza el movimiento y que dio nombre a la revolución. El nombre del país emisor, «PORTUGAL», y el escudo nacional aparecen encima de la flor. El centro de la imagen muestra la fecha del acontecimiento, «25 DE ABRIL», y en la parte inferior se indica el número de años transcurridos desde la revolución, «40 ANOS», y el año de emisión «2014». El formato de las letras y números se inspira en los utilizados en los carteles y demás materiales de información política hace 40 años, como símbolo del período de euforia que se vivió inmediatamente después del acontecimiento. |          |                                              |                  |                      |

| | Eslovaquia | 10.º aniversario de la adhesión de la República Eslovaca a la Unión Europea | Emisión: 1 000 000 | Fecha: abril de 2014 |
| El centro de la moneda muestra las letras estilizadas «EÚ», como abreviatura de la Unión Europea, y el escudo de la República Eslovaca en primer plano. A la derecha de la parte interior de la moneda, en dos líneas, aparecen la fecha de la adhesión de Eslovaquia a la Unión Europea, «1.5.2004» y, justo debajo, el año «2014». A lo largo del borde inferior de la parte interior, se lee el nombre del país emisor «SLOVENSKO» y, en semicírculo en el borde superior, la leyenda «10. VÝROČIE VSTUPU DO EURÓPSKEJ ÚNIE». En la parte inferior izquierda figura la marca de la fábrica de la moneda de Kremnica, formada por las letras «MK» entre dos troqueles, y en la parte inferior derecha, las letras estilizadas «MP», que son las iniciales de la diseñadora, Mária Poldaufová. |            |                                                                             |                    |                      |

| | Países Bajos | Despedida oficial a la antigua reina Beatriz | Emisión: 1 000 000 | Fecha: mayo de 2014 |
| El centro de la moneda muestra las efigies del rey Guillermo-Alejandro y de la antigua reina Beatriz. A la izquierda, en semicírculo, se observa la inscripción «WILLEM-ALEXANDER KONING DER NEDERLANDEN» y, a la derecha, en semicírculo, la inscripción «BEATRIX PRINSES DER NEDERLANDEN». Entre ambas inscripciones aparecen, en la parte superior, el símbolo de la corona y, en la parte inferior, la marca del maestro grabador, la marca de ceca y, entre ambas, el año de emisión «2014». |              |                                              |                    |                     |

| | Francia | 70.º aniversario del desembarco de Normandía, el 6 de junio de 1944 | Emisión: 3 000 000 | Fecha: junio de 2014 |
| En el centro de la moneda, el grafismo «D-DAY» representa a la vez una lancha de desembarco y el cañón de un carro de combate. Encima del cañón figuran las fechas «1944 - 2014» y la mención «70e anniversaire du débarquement». Las características huellas de las botas que llevaban los soldados estadounidenses, británicos y canadienses van desapareciendo poco a poco, borradas por una ola. En la ola están grabados los versos de Verlaine que fueron la contraseña para el inicio del desembarco: «Les sanglots longs des violons de l’automne blessent mon coeur d’une langueur monotone» |         |                                                                     |                    |                      |

| | Italia | 450.º aniversario del nacimiento de Galileo Galilei | Emisión: 6 500 000 | Fecha: junio de 2014 |
| El centro de la moneda muestra la cabeza de Galileo Galilei tal como aparece en la pintura de Justus Sustermans, 1636 (Florencia, Galleria degli Uffizi); alrededor, en la parte superior, GALILEO GALILEI; a la derecha, superpuestos, el monograma «R» de la ceca de Roma, un telescopio astronómico y las iniciales «C.M.» de la autora, Claudia Momoni; a la izquierda, las letras superpuestas del monograma de la República Italiana «RI»; en exergo, «1564-2014». |        |                                                     |                    |                      |

| | Italia | Segundo centenario de la fundación del Arma de Carabineros | Emisión: 6 500 000 | Fecha: junio de 2014 |
| El centro de la moneda muestra una reinterpretación de la escultura «Pattuglia di Carabinieri nella tormenta» realizada por Antonio Berti en 1973; a la derecha, las letras superpuestas del monograma de la República Italiana «RI» y el año «2014»; a la izquierda, el año «1814»; arriba, la letra superpuesta «R» (monograma de la ceca de Roma); en exergo, «LDS» (monograma de la diseñadora, Luciana De Simoni) y CARABINIERI. |        |                                                            |                    |                      |

| | Finlandia | Centenario del nacimiento de la autora y artista Tove Jansson | Emisión: 1 500 000 | Fecha: junio de 2014 |
| El centro de la moneda muestra el retrato de Tove Jansson, bajo el cual figuran la firma «Tove Jansson» y los años «1914-2001». A la izquierda, el código del país emisor «FI». A la derecha, el año de emisión «2014» |           |                                                               |                    |                      |

| | San Marino | Quinto centenario de la muerte de Donato d'Angelo Bramante | Emisión: 110 000 | Fecha: julio de 2014 |
| La moneda muestra un retrato de Bramante y parte del templete ubicado en el patio del convento de San Pietro in Montorio («Tempietto»), tumba conmemorativa construida por Donato Bramante posiblemente ya en 1502, considerado obra maestra de la arquitectura del Alto Renacimiento italiano. La inscripción «BRAMANTE LAZZARI DELLE PENNE DI SAN MARINO» rodea casi completamente el diseño. A la izquierda y a la derecha se indican los años «1514» y «2014», respectivamente. En la parte inferior, las iniciales «MCC» de la artista Maria Carmela Colaneri y la marca de ceca. |            |                                                            |                  |                      |

| | Malta | Segundo centenario de la Policía de Malta | Emisión: 300 000 | Fecha: julio de 2014 |
| La moneda conmemora el segundo centenario de la Policía de Malta, que se creó mediante la proclamación XXII de 1814. Así pues, la Policía de Malta es una de las más antiguas de Europa. La cara nacional de la moneda muestra la insignia de la Policía de Malta con la leyenda «200 Years Malta Police Force» y las fechas «1814-2014». |       |                                           |                  |                      |

| | Letonia | Riga, Capital Europea de la Cultura | Emisión: 1 000 000 | Fecha: septiembre de 2014 |
| El centro de la moneda muestra la silueta del centro histórico de la ciudad de Riga, que ha sido incluido en la lista de lugares declarados Patrimonio de la Humanidad por la UNESCO. En la parte superior, figura la inscripción «EIROPAS KULTURAS GALVASPILSETA» (Capital Europea de la Cultura) y, en la parte inferior, el nombre de la célebre ciudad y el año de emisión «RIGA — 2014», sobre el código del país emisor «LV». |         |                                     |                    |                           |

| | Grecia | 400.º aniversario de la muerte de Domenikos Theotokopoulos (1614-2014) | Emisión: 750 000 | Fecha: septiembre de 2014 |
| El centro de la moneda muestra un retrato de Domenikos Theotokopoulos. En segundo plano aparece una figura típica de su obra, ilustrativa de su técnica. A la izquierda, el año «2014» y la firma característica del artista («Domenikos Theotokopoulos Epoiei»). A la derecha, la marca de ceca de la fábrica de la moneda de Grecia. Rodea el diseño una inscripción en griego que reza «DOMENIKOS THEOTOKOPOULOS 1541-1614» y el nombre del país emisor «REPÚBLICA HELÉNICA». |        |                                                                        |                  |                           |

| | Grecia | 150 Aniversario de la unión de las Islas Jónicas a Grecia (1864-2014) | Emisión: 750 000 | Fecha: septiembre de 2014 |
| El centro de la moneda muestra una estrella de siete puntas con una inscripción en griego que reza: «150 AÑOS DESDE LA UNIÓN DE LAS ISLAS JÓNICAS (EPTÁNISA) A GRECIA 1864-2014», el nombre del país emisor, «REPÚBLICA HELÉNICA», y la marca de la fábrica de la moneda de Grecia. En los espacios entre las puntas de la estrella se encuentran los símbolos de las islas Jónicas. Rodea el diseño un motivo decorativo en forma de ola estilizada. |        |                                                                       |                  |                           |

| | Bélgica | 150 años de la Cruz Roja de Bélgica | Emisión: 260 000 | Fecha: septiembre de 2014 |
| El centro de la moneda muestra una cruz con la cifra «150» en su interior. En los ejes vertical y horizontal de la cruz figuran, respectivamente, las inscripciones «Rode Kruis» y «Croix-Rouge». Rodean la cruz la marca de la Fábrica de la Moneda de Bruselas (la cabeza con yelmo del arcángel San Miguel), la marca del «Commissaire des Monnaies», el año «2014» y el código del país «BE». |         |                                     |                  |                           |

| | San Marino | 90.º aniversario de la muerte de Giacomo Puccini | Emisión: 100 000 | Fecha: septiembre de 2014 |
| La imagen muestra un retrato del compositor Giacomo Puccini. A la derecha, aparece el nombre del país emisor, «SAN MARINO», en semicírculo; a la izquierda, la inscripción «G. PUCCINI» y la marca de ceca; en la parte inferior, el año «2014». |            |                                                  |                  |                           |

| | Malta | Independencia de Malta en 1964 | Emisión: 400 000 | Fecha: octubre de 2014 |
| La moneda que conmemora la Constitución de la Independencia de Malta de 1964 es la cuarta de una serie de cinco monedas conmemorativas de los hitos constitucionales de la historia maltesa. Mediante la Constitución de 1964, Malta se convirtió en una nación independiente por primera vez tras siglos de dominación extranjera. La cara nacional de la moneda muestra una parte del monumento de bronce conmemorativo de la independencia, diseñado por el artista Gianni Bonnici en 1989. Aparece una joven, que representa a Malta, ondeando una bandera maltesa. A la derecha, en semicírculo, figura la inscripción «MALTA — Independence 1964» y debajo, el año de emisión «2014». |       |                                |                  |                        |

| | Portugal | Año Internacional de la Agricultura Familiar | Emisión: 500 000 | Fecha: octubre de 2014 |
| El centro de la moneda muestra diversos utensilios típicos de la agricultura tradicional, junto con algunos productos agrarios: en el centro un pollo y, alrededor, calabazas, una cesta con patatas y otras hortalizas y flores. A la izquierda, en semicírculo, se indica el tema de la conmemoración, «AGRICULTURA FAMILIAR», y a la derecha, también en semicírculo, el nombre del país emisor «PORTUGAL», seguido del año de emisión «2014». En la parte inferior izquierda aparece la marca de ceca «INCM». |          |                                              |                  |                        |

| | Luxemburgo | Cincuentenario del ascenso al trono del gran duque Juan | Emisión: 1 400 000 | Fecha: octubre de 2014 |
| El centro de la moneda muestra las efigies de sus altezas reales el gran duque Enrique y el gran duque Juan, mirando hacia la izquierda. En la parte superior aparecen el año «1964» sobre la efigie del gran duque Juan y una corona. En la parte inferior, los nombres «Jean» (Juan) y «Henri» (Enrique) figuran bajo las efigies correspondientes, junto con el año «2014». La inscripción «50e ANNIVERSAIRE DE L’ACCESSION AU TRÔNE DU GRAND-DUC JEAN» bordea la parte interior superior de la moneda. |            |                                                         |                    |                        |

| | Eslovenia | 600 aniversario de la coronación de Barbara Celjska | Emisión: 1 000 000 | Fecha: octubre de 2014 |
| La imagen central de la moneda es el retrato de la reina Bárbara de Celje con su cetro, realizado con líneas paralelas. Sobre la imagen figuran tres estrellas de seis puntas, características de los condes de Celje. A la izquierda del retrato aparece la inscripción «SLOVENIJA» y, a la derecha, la inscripción «BARBARA CELJSKA» y los años «1414-2014». |           |                                                     |                    |                        |

| | Ciudad del Vaticano | 25.º aniversario de la caída del muro de Berlín | Emisión: 103 000 | Fecha: octubre de 2014 |
| En primer plano se observan unos ladrillos del muro de Berlín, derrumbados en parte, con la inscripción «XXV ANNIVERSARIO DEL CROLLO DEL MURO DI BERLINO 1989 2014». En el centro, en un hueco entre los ladrillos y un trozo de alambre de espino, aparece un ramo de olivo y, al fondo, la Puerta de Brandeburgo. En la parte superior aparece la leyenda «Città del Vaticano». |                     |                                                 |                  |                        |

| | Finlandia | Centenario del nacimiento del diseñador y decorador Ilmari Tapiovaara | Emisión: 1 000 000 | Fecha: noviembre de 2014 |
| En el centro de la moneda, a la izquierda, figuran el nombre y las fechas de Ilmari Tapiovaara. A la derecha, se observa un primer plano de una pieza de mobiliario característica de Ilmari Tapiovaara, así como el código del país emisor «FI», la marca de ceca y el año de emisión «2014». |           |                                                                       |                    |                          |

| | Francia | Día Mundial de la Lucha contra el Sida | Emisión: 3 000 000 | Fecha: noviembre de 2014 |
| El lazo rojo, símbolo de la lucha contra el sida, figura en la cara de la moneda. Creado por iniciativa del «Visual Aids Artist Caucus» y del pintor estadounidense Frank Moore, el lazo rojo, que se lleva cerca del corazón como símbolo de solidaridad con los enfermos, tiene forma de «V» invertida. La idea es que un día pueda llevarse hacia arriba, representando la victoria contra la enfermedad. En el centro de la moneda aparecen tres lazos: uno de ellos está en el sentido clásico y es de color rojo para las versiones BU (brillante universal) y BE (belle épreuve, acabado mate-brillo), y los otros dos al revés, en forma de «V», para reforzar el valor simbólico de la victoria tan esperada. La fecha del 1 de diciembre, Día Mundial de Lucha contra el sida de la UNESCO, aparece en la parte superior de la moneda. |         |                                        |                    |                          |

| | España | Cambio en la jefatura del Estado | Emisión: 12 000 000 | Fecha: diciembre de 2014 |
| El centro de la moneda muestra los retratos superpuestos de los reyes Felipe VI y Juan Carlos I. En la parte inferior figuran el nombre del país emisor y el año de emisión: «ESPAÑA — 2014». |        |                                  |                     |                          |

### 2015
| | Letonia | Presidencia del Consejo de la Unión Europea | Emisión: 2 000 000 | Fecha: enero de 2015 |
| La imagen muestra el logotipo oficial de la Presidencia letona del Consejo de la UE. Complementan el logotipo la leyenda «LATVIJAS PREZIDENTŪRA ES PADOMĒ» («PRESIDENCIA LETONA DEL CONSEJO DE LA UE») y la página web de la Presidencia «EU2015.LV». |         |                                             |                    |                      |

| | Finlandia | 150 aniversario del nacimiento del compositor Jean Sibelius | Emisión: 1 000 000 | Fecha: enero de 2015 |
| El centro de la moneda muestra un cielo estrellado y, a la derecha, copas de árboles. La leyenda «JEAN SIBELIUS» y el año de emisión «2015» figuran en el lado izquierdo de la parte central de la moneda. A la derecha aparecen el código del país emisor «FI» y la marca de ceca. |           |                                                             |                    |                      |

| | Francia | Desde 1945, Europa construye la paz y la seguridad | Emisión: 4 000 000 | Fecha: enero de 2015 |
| El centro de la moneda muestra una representación gráfica y moderna de una paloma. Lleva un ramo d e olivo, que simboliza la paz, cuyas ramas han sido sustituidas por las 12 estrellas de la bandera europea. Asimismo, se hace referencia a los 28 países de la Unión Europea mediante el correspondiente código ISO. Las letras «RF» (República Francesa) están en la parte inferior de la moneda, las marcas de ceca, a la izquierda y el año de fabricación, «2015», a la derecha. |         |                                                    |                    |                      |

| | Eslovenia | 2000 años del asentamiento romano de Emona la actual Liubliana | Emisión: 1 000 000 | Fecha: enero de 2015 |
| La imagen central de la moneda es una composición de letras que forman la palabra «EMONA» o «AEMONA» y una representación estilizada de Emona. En la parte inferior, en sentido circular, aparece la inscripción «EMONA LJUBLJANA SLOVENIJA 2015». |           |                                                                |                    |                      |

| | Alemania | Iglesia Paulskirche en Hesse | Emisión: 30 000 000 | Fecha: enero de 2015 |
| La imagen muestra una perspectiva clásica de la iglesia de San Pablo en Fráncfort (la «Paulskirche» fue la sede del primer órgano legislativo libremente elegido de Alemania, en 1849, y se considera la cuna de la democracia alemana) y, por tanto, la que tiene mayor valor identificativo. El diseño pone de manifiesto la tensión entre el dominio de la torre y la estructura elíptica de la iglesia. El tramo ligeramente exagerado de escalera resulta atrayente al tiempo que refuerza la inscripción subyacente «HESSEN» (la iglesia de San Pablo está en el Estado federal de Hesse). En el interior de la moneda aparece también el año «2015». |          |                              |                     |                      |

| | Alemania | 25 años de la Reunificación alemana | Emisión: 30 000 000 | Fecha: enero de 2015 |
| En primer plano figura un grupo de personas, que encarna un nuevo comienzo y el progreso hacia un futuro mejor, ante la Puerta de Brandeburgo, símbolo de la unidad alemana. La reproducción del lema «WIR SIND EIN VOLK» (somos un pueblo), expresión colectiva de la voluntad de los ciudadanos alemanes, evoca el camino hacia la reunificación alemana. |          |                                     |                     |                      |

| | España | Lista de la UNESCO de bienes culturales y naturales Patrimonio de la Humanidad: Cueva de Altamira | Emisión: 8 000 000 | Fecha: febrero de 2015 |
| La imagen muestra, en primer plano, un bisonte pintado en la cueva de Altamira (Cantabria). En la parte superior, en semicírculo y en mayúsculas, figura la palabra «ESPAÑA». A la derecha, aparece la marca de ceca y, en la parte inferior, el año de emisión «2015». |        |                                                                                                   |                    |                        |

| | Italia | Exposición Internacional de Milán (2015) | Emisión: 3 500 000 | Fecha: marzo de 2015 |
| La imagen muestra una composición que simboliza la fertilidad de la Tierra: en un semicírculo que representa la esfera terrestre, una semilla regada con agua está a punto de brotar; sobre la Tierra crecen una vid, una rama de olivo y una espiga a partir de un tronco; a su alrededor, figura la inscripción «NUTRIRE IL PIANETA»; a la izquierda, las iniciales de la diseñadora Maria Grazia Urbani, «MGU»; a la derecha, el monograma de la República Italiana, «RI», y la marca de la fábrica de la moneda de Roma, «R»; en el centro, aparece el logotipo de la Expo de Milán («EXPO MILANO 2015»). |        |                                          |                    |                      |

| | Luxemburgo | 15.º aniversario del ascenso al trono de S.A.R el Gran Duque | Emisión: 1 400 000 | Fecha: marzo de 2015 |
| La moneda muestra las efigies de SS.AA.RR. el gran duque Enrique y la Gran Duquesa, sobre las que figura el año del ascenso al trono «2000», el país emisor «Luxembourg», y el año de emisión «2015». Debajo aparece la inscripción «15e anniversaire de l’accession au trône de S.A.R. le Grand-Duc». |            |                                                              |                    |                      |

| | Malta | 100 años del primer vuelo desde Malta | Emisión: 300 000 | Fecha: marzo de 2015 |
| La moneda conmemora un importante hito de la historia de la aviación maltesa: el centenario del primer vuelo desde Malta, que tuvo lugar el 13 de febrero de 1915, cuando el capitán Kilmer despegó del Gran Puerto en un hidroavión transportado por el HMS Ark Royal. El avión amerizó en el puerto tras volar 55 minutos. La moneda muestra el hidroavión del capitán Kilmer con el cabo Senglea, un elemento destacado del Gran Puerto, al fondo. En la parte superior figura la inscripción «FIRST FLIGHT FROM MALTA» en semicírculo. A la derecha aparecen los años «1915-2015». En la parte inferior izquierda, aparece la inscripción «100TH ANNIVERSARY» y, abajo, las iniciales del diseñador «NGB» (Noel Galea Bason). |       |                                       |                  |                      |

| | San Marino | 750.º aniversario del nacimiento de Dante Alighieri | Emisión: 104 000 | Fecha: abril de 2015 |
| El diseño de Annalisa Masini muestra un retrato de Dante, extraído de un fresco de Botticelli. A la derecha del retrato, aparece la inscripción «Dante», en vertical; en el centro, a la derecha, el nombre del país emisor «SAN MARINO», en semicírculo; entre ambas inscripciones, la marca de ceca «R», los años «1265» y «2015» y las iniciales de la artista, «AM». El estilo tipográfico utilizado para identificar el motivo de la moneda y el país está inspirado en la tipografía de las primeras copias de la Divina Commedia de Dante. |            |                                                     |                  |                      |

| | Portugal | 150.º aniversario de la Cruz Roja portuguesa | Emisión: 520 000 | Fecha: abril de 2015 |
| La imagen muestra una composición visual basada en la famosa cruz, símbolo de la organización, reproducida varias veces para representar la expansión de la acción humanitaria en Portugal y en el extranjero. Al fondo, el contorno de una mano simboliza los diferentes tipos de ayuda que presta la organización, la mayoría de carácter médico, pero también de cooperación, construcción y apoyo, entre otros. En la parte izquierda, en semicírculo, figura la leyenda «CRUZ VERMELHA PORTUGUESA»; en la parte superior, el escudo y el nombre del país emisor «PORTUGAL» y en la parte inferior, los años «1865» y «2015». |          |                                              |                  |                      |

| | Portugal | 500 años de los primeros contactos con Timor | Emisión: 520 000 | Fecha: abril de 2015 |
| La imagen muestra una carabela del siglo XVI, en representación de la llegada de los navegantes portugueses a la isla, y el tejado de paja de una casa del lugar, con las típicas esculturas de madera, recuerdos indelebles de mitos y leyendas. Esta imagen narra la historia de los primeros habitantes, que llegaron en barco desde otros lugares del continente asiático, y refleja asimismo la importancia del caballo para viajar por las abruptas montañas que cubren la mayor parte de la isla. En la parte superior derecha, aparece el año «1515» y el nombre del país emisor «Portugal»; en la parte inferior izquierda, la inscripción «TIMOR» y el año «2015»; y en la parte inferior, la firma del artista Fernando Fonseca. |          |                                              |                  |                      |

| | Italia | 750.º aniversario del nacimiento de Dante Alighieri (1265-2015) | Emisión: 3 500 000 | Fecha: julio de 2015 |
| La imagen muestra a Dante con un libro abierto en la mano izquierda y, detrás, la montaña del purgatorio, un detalle de la ilustración de la Divina Comedia pintada por Domenico di Michelino (1417-1491) en la cúpula de la iglesia de Santa Maria del Fiore de Florencia; en el centro, aparece el monograma de la República Italiana «RI»; a la derecha, la marca de la fábrica de la moneda de Roma «R»; en la parte inferior, la inscripción «SP», siglas de Silvia Petrassi, y los años del nacimiento de Dante «1265» y de emisión de la moneda «2015»; por último, en forma de arco, la inscripción «DANTE ALIGHIERI». |        |                                                                 |                    |                      |

| | Francia | 225 años de la Fiesta de la Federación | Emisión: 4 000 000 | Fecha: julio de 2015 |
| La fiesta nacional une al pueblo francés en conmemoración de la República. La imagen muestra el perfil de Mariana, símbolo de la República, representada de manera gráfica y moderna. Lleva el gorro frigio. A la derecha, sobre las iniciales «RF», se esboza la escarapela tricolor. El año está grabado en el centro de la moneda. En el lado izquierdo hay una estrofa de «Liberté», obra del poeta francés Paul Éluard, en referencia al lema de la República. Las marcas de ceca aparecen al lado de este fragmento. |         |                                        |                    |                      |

| | Luxemburgo | 125.º aniversario de la dinastía Nassau-Weilbourg | Emisión: 1 400 000 | Fecha: agosto de 2015 |
| La moneda muestra, a la izquierda, la efigie de su alteza real el gran duque Enrique y, a la derecha, en forma circular y en orden cronológico de su ascenso al trono, los retratos de sus altezas reales los grandes duques Adolfo y Guillermo IV, las grandes duquesas María Adelaida y Carlota y el gran duque Juan. A la derecha, también en forma circular, figura la inscripción «1890 - Dynastie Nassau-Weilbourg». El nombre del país emisor «Luxembourg» y el año «2015» aparecen en el centro en posición vertical. |            |                                                   |                    |                       |

| | Bélgica | 2015 Año Europeo del Desarrollo | Emisión: 250 000 | Fecha: septiembre de 2015 |
| El centro de la moneda muestra una mano que sostiene un globo terráqueo con una planta en primer plano. La inscripción «2015 EUROPEAN YEAR FOR DEVELOPMENT» aparece en semicírculo sobre el globo. Bajo la mano figura el código del país «BE» y, a la derecha, la marca del maestro grabador, la marca de la Fábrica de la Moneda de Bruselas y la cabeza con yelmo del arcángel San Miguel. |         |                                 |                  |                           |

| | San Marino | 25.º aniversario de la reunificación alemana | Emisión: 100 000 | Fecha: septiembre de 2015 |
| El motivo muestra la Puerta de Brandeburgo, que estaba situada en Berlín Oriental durante la Guerra Fría, en dos representaciones entrelazadas como dos manos, simbolizando la reunificación de las dos partes de Berlín. A la derecha, la marca de ceca «R» y, a la izquierda, las iniciales del artista «ES» (Erik Spiekermann). En círculo en torno al motivo aparecen la inscripción «25º ANNIVERSARIO DELLA RIUNIFICAZIONE DELLA GERMANIA 1990-2015» (25.º aniversario de la reunificación alemana) y el país y el año de emisión «San Marino MMXV» |            |                                              |                  |                           |

| | Malta | 40.º aniversario República de Malta 1974 | Emisión: 400 000 | Fecha: septiembre de 2015 |
| La moneda conmemora el último de una serie de cinco hitos constitucionales en la historia de Malta. La República fue proclamada el 13 de diciembre de 1974 mediante un acuerdo que obtuvo el voto mayoritario del Parlamento. El diseño reproduce una placa de mármol fijada en la fachada del palacio presidencial de La Valeta para celebrar el paso de la monarquía a la república. En el lado superior derecho, en semicírculo, aparece la inscripción «MALTA — Republic 1974». En la parte inferior, el año «2015» |       |                                          |                  |                           |

| | Grecia | 75.º aniversario de la muerte del atleta Spiridon Louis | Emisión: 750 000 | Fecha: septiembre de 2015 |
| El motivo muestra a Spyros Louis y la copa que recibió, con el estadio Panatenaico de fondo. A lo largo del borde interior figuran el país emisor «REPÚBLICA HELÉNICA» y «75 AÑOS EN MEMORIA DE SPYROS LOUIS» (en griego). Sobre la copa aparecen el año de emisión «2015» y, a la derecha, una palmeta (la marca de ceca de la fábrica de la moneda griega). En la parte inferior del motivo se puede ver el monograma del artista (George Stamatopoulos). |        |                                                         |                  |                           |

| | Eslovaquia | 200.º aniversario del nacimiento de Ľudovít Štúr | Emisión: 1 000 000 | Fecha: octubre de 2015 |
| El motivo es un retrato de Ľudovít Štúr. A la derecha del retrato, paralelamente al borde interior de la moneda, figuran el año de emisión «2015» y, más a la derecha, sobre el borde, el nombre del país emisor «SLOVENSKO». A la izquierda del retrato, paralelamente al borde interior, aparecen las fechas de nacimiento y muerte de Štúr «1815-1856» y, más a la izquierda, sobre el borde, el nombre «ĽUDOVÍT ŠTÚR». En la parte superior derecha del motivo figura la marca de la fábrica de la moneda de Kremnica (Mincovňa Kremnica), consistente en las iniciales «MK» entre dos cuños. En la parte inferior derecha aparecen las letras estilizadas «IŘ», que son las iniciales del diseñador Ivan Řehák. |            |                                                  |                    |                        |

| | Letonia | Naturaleza en peligro de extinción: la cigüeña negra | Emisión: 1 010 000 | Fecha: octubre de 2015 |
| El motivo muestra una cigüeña negra, que se considera una de las especies emblemáticas desde el punto de vista de la conservación de la naturaleza en Europa. El plan de protección de la cigüeña negra se adoptó en 2005 en Letonia. En la parte inferior del motivo aparece el nombre del país emisor «LATVIJA» y, debajo, el año de emisión «2015». |         |                                                      |                    |                        |

| | Finlandia | 150.º aniversario del nacimiento del artista Akseli Gallen-Kallela | Emisión: 500 000 | Fecha: octubre de 2015 |
| En la parte superior figura un cisne de Tuonela nadando. El agua bajo del cisne ondea como representación del espíritu que desciende. La indicación del país emisor «FI» se lee en el extremo derecho de la línea horizontal. En la parte inferior del motivo aparece la paleta del artista, con el año de nacimiento de Gallen-Kallela, «1865», y el año de emisión «2015». Al lado de la paleta figura la marca de ceca. El nombre del artista «AKSELI GALLEN KALLELA» |           |                                                                    |                  |                        |

| | Ciudad del Vaticano | VIII Encuentro Mundial de las Familias | Emisión: 500 000 | Fecha: noviembre de 2015 |
| El motivo muestra una representación simbólica de dos familias que abrazan la Tierra. En la parte superior aparece el año de emisión «2015». En el lado izquierdo figura el nombre del artista «C. Principe». La marca de ceca «R» figura a la derecha sobre el brazo de uno de los miembros de la familia. Rodean el motivo la inscripción «VIII INCONTRO MONDIALE DELLE FAMIGLIE» (VIII Encuentro Mundial de las Familias), de izquierda a derecha en semicírculo, y «CITTA' DEL VATICANO» en la parte inferior. |                     |                                        |                  |                          |

| | Mónaco | 800.º aniversario de la construcción del primer castillo en la roca | Emisión: 10 000 | Fecha: noviembre de 2015 |
| El motivo muestra una torre en lo alto de una roca. En la parte superior, aparece el nombre del país emisor «MONACO» y, a su lado, la marca de la ceca de París y la marca del maestro grabador. En la parte inferior, se lee la inscripción «FONDATION DE LA FORTERESSE» (Fundación de la fortaleza), acompañada de los años «1215» y «2015». |        |                                                                     |                 |                          |

| | Andorra | 25.º aniversario de la Firma del Acuerdo Aduanero con la Unión Europea | Emisión: 85 000 | Fecha: diciembre de 2015 |
| En la parte superior, el motivo muestra el mapa de Andorra con el escudo de armas del Principado destacado en el interior. En la parte inferior del motivo, dos flechas entrelazadas en sentido contrario, que simbolizan el Acuerdo Aduanero entre Andorra y la UE, muestran los años que se conmemoran, «1990» y «2015» (este último es también el año de emisión de la moneda) y el nombre del Estado emisor, «ANDORRA». Rodeando el mapa aparece la inscripción «25è aniversari de la Signatura de l’Acord Duaner amb la Unió Europea» (25.º aniversario de la Firma del Acuerdo Aduanero con la Unión Europea). |         |                                                                        |                 |                          |

| | Andorra | 30.º aniversario de la mayoría de edad y de los derechos políticos para hombres y mujeres a los 18 | Emisión: 85 000 | Fecha: diciembre de 2015 |
| El motivo muestra una imagen parcial de una persona joven en el momento de emitir su voto. La papeleta que sostiene la figura lleva la inscripción «ANDORRA». A la izquierda de la figura se muestran los años que se conmemoran, «1985» y «2015» (este último es también el año de emisión de la moneda). Rodea todo el diseño una inscripción abreviada de la conmemoración «30è ANIVERSARI MAJORIA D’EDAT ALS 18 ANYS» (30.º aniversario de la mayoría de edad a los 18 años) |         | |                 |                          |

| | Lituania | Idioma lituano | Emisión: 1 000 000 | Fecha: diciembre de 2015 |
| El motivo muestra la palabra «AČIŪ» (GRACIAS), una de las palabras más bellas de la lengua lituana. El diseño utiliza un tipo de letra original lituano, creado especialmente a partir de caracteres latinos con ocasión del centenario de la restauración de la prensa en Lituania, con el fin de adecuar mejor las combinaciones de letras más utilizadas en la lengua lituana. Todas las letras de la lengua lituana se representan al fondo de la palabra «AČIŪ» en forma de nube de letras. En la parte inferior, figura el nombre del país emisor «LIETUVA» y, debajo, el año «2015». En la parte inferior derecha, bajo la palabra «AČIŪ», |          |                |                    |                          |

### 2016
| | Irlanda | Centenario del Alzamiento de Pascua de 1916 en Irlanda | Emisión: 4 500 000 | Fecha: enero de 2016 |
| El motivo muestra la estatua de Hibernia que se levanta sobre el edificio general de correos cuya ocupación en 1916 marcó el inicio del levantamiento de Pascua. Hibernia es el símbolo de Irlanda. Su nombre procede de la antigua denominación griega de Irlanda y su escultura es obra de John Smyth. Hibernia es considerada testigo de los sucesos de 1916 y, desde hace cien años, ha asistido al florecimiento de la nación sobre la base de los ideales de la Proclamación. Sigue mirando hacia adelante y es un símbolo del pasado, presente y futuro del país. En la parte superior del círculo interior figura la inscripción «HIBERNIA» en letra manuscrita inspirada en el histórico libro de Kells. Los rayos de sol reflejan la idea subyacente del alzamiento y de la Proclamación correspondiente, es decir, el alba de la nueva nación y república. Flanquean la imagen de la estatua los años «1916» y «2016». En la parte inferior del círculo interior figuran el nombre del país emisor «éire», y, debajo, el año de emisión «2016» |         |                                                        |                    |                      |

| | Estonia | Centenario del nacimiento del famoso gran maestro de ajedrez estonio Paul Keres | Emisión: 500 000 | Fecha: enero de 2016 |
| En la moneda figura el retrato del gran maestro de ajedrez estonio Paul Keres con algunas piezas de ajedrez. En la parte superior izquierda, en semicírculo, figura la inscripción «PAUL KERES»; el nombre del país emisor «EESTI» aparece debajo y, en la línea inferior, el año de emisión «2016». |         |                                                                                 |                  |                      |

| | Austria | 200 años del Oesterreichische Nationalbank | Emisión: 16 000 000 | Fecha: enero de 2016 |
| El diseño representa a dos dioses de la mitología romana grabados en bajorrelieve frente a la entrada del edificio principal del Oesterreichische Nationalbank (OeNB): a la izquierda, Mercurio, mensajero de los dioses y dios de los comerciantes y el comercio; a la derecha, Fortuna, diosa del destino y la prosperidad, representada con un cuerno de la abundancia. La imagen de fondo, desde la izquierda hasta la derecha del núcleo, representa la sede del OeNB. Una banda ornamental en la parte inferior del centro de la moneda evoca la secuencia roja-blanca-roja de la bandera nacional austriaca, con líneas verticales sombreadas que simbolizan el color rojo, según se establece en las normas de diseño heráldico. Los años «1816» y «2016» a la izquierda de Mercurio hacen referencia al año de fundación del OeNB y a su bicentenario. Las inscripciones que figuran en los bordes del centro dorado son «Republik Österreich» (República de Austria) y «200 Jahre Oesterreichische Nationalbank» (200 años del Banco Nacional Austriaco). |         |                                            |                     |                      |

| | España | Lugares culturales y naturales patrimonio de la humanidad de la Unesco: Acueducto de Segovia | Emisión: 8 000 000 | Fecha: febrero de 2016 |
| El motivo muestra en primer plano el acueducto de Segovia. En la parte superior del círculo interior, y siguiendo la forma circular de la moneda, figura el nombre del país emisor «ESPAÑA»y, debajo, el año de emisión «2016». |        |                                                                                              |                    |                        |

| | Alemania | Palacio de Zwinger en Sajonia (serie de los «Estados federados») | Emisión: 30 000 000 | Fecha: febrero de 2016 |
| El motivo muestra una vista desde el patio interior del Zwinger de Dresde, un monumento famoso en todo el mundo, hacia la Puerta de la Corona. En la parte interior, abajo, también figuran el nombre «SACHSEN» y el código del país emisor «D»; en la parte superior derecha, la marca de ceca de la casa de la moneda correspondiente («A», «D», «F», «G» o «J») y la marca del grabador (las iniciales «JT»: Jordi Truxa) y, en la parte superior izquierda, el año «2016». |          |                                                                  |                     |                        |

| | Francia | Eurocopa 2016 | Emisión: 10 000 000 | Fecha: enero de 2016 |
| El campeonato de Europa de la UEFA, que se organiza cada cuatro años desde 1960 y se denomina comúnmente Eurocopa, se disputó en Francia entre el 10 de junio y el 10 de julio de 2016. La Eurocopa 2016 fue la decimoquinta edición de la competición organizada por la Unión de Asociaciones Europeas de Fútbol y reunió a los mejores equipos masculinos europeos. El trofeo Henri-Delaunay, llamado así por el creador de la competición, se entregó en versión reducida al vencedor. El motivo representa el trofeo Henri-Delaunay en el centro de la silueta de Francia, flanqueado por dos marcas de la Monnaie de Paris. A la derecha de la silueta de Francia figura el código «RF» (República Francesa) y encima aparece el nombre de la competición: «UEFA EURO 2016 France». Más abajo figura un balón en primer plano. El conjunto descansa sobre un fondo compuesto por elementos gráficos que representan la competición. |         |               |                     |                      |

| | Luxemburgo | 50.º aniversario del Puente Gran Duquesa Charlotte | Emisión: 1 000 000 | Fecha: febrero/marzo de 2016 |
| El motivo muestra el puente de la Gran Duquesa Carlota, que es la ruta principal que conecta el centro urbano de Luxemburgo con el barrio de Kirchberg, donde están situadas las instituciones de la Unión Europea con sede en la ciudad. El texto «Pont Grande-Duchesse Charlotte» (puente de la Gran Duquesa Carlota) y, debajo, el año «1966» aparecen sobre la imagen del puente. En la parte superior del motivo figura la efigie del Gran Duque Enrique de Luxemburgo y, a su izquierda, el año de emisión «2016». |            |                                                    |                    |                              |

| | Eslovaquia | Presidencia del Consejo de la Unión Europea | Emisión: 1 000 000 | Fecha: marzo de 2016 |
| En el diseño predomina el escudo nacional de la República Eslovaca, dispuesto en su parte central y sobre un fondo de líneas centrípetas dinámicas que representan la posición y la importancia de la República de Eslovaquia durante su primera presidencia del Consejo de la Unión Europea. A la derecha del escudo nacional de la República Eslovaca aparece el año «2016». En el borde del círculo interior se encuentran el nombre del país «SLOVENSKO» (Eslovaquia) y la inscripción «PREDSEDNÍCTVO SR V RADE EÚ» (Presidencia eslovaca del Consejo de la UE), separados por símbolos gráficos. La marca de ceca de la fábrica de moneda de Kremnica, compuesta por las letras «MK» entre dos cuños, y las iniciales estilizadas del diseñador de la cara nacional, Vladimír Pavlica, «VP», se muestran en la parte inferior de la composición. |            |                                             |                    |                      |

| | Bélgica | Equipo belga en los Juegos Olímpicos de Río 2016 | Emisión: 375 000 | Fecha: marzo de 2016 |
| La parte interior de la moneda representa, de arriba abajo, un personaje estilizado, los cinco anillos olímpicos y la inscripción «TEAM BELGIUM». A la izquierda figura el año 2016. A la derecha, el código del país emisor «BE» aparece entre la marca de la ceca de Bruselas (la cabeza del San Miguel Arcángel con casco) y la marca del «comisario de la moneda». |         |                                                  |                  |                      |

| | Italia | 2200.º aniversario de la muerte de Tito Maccio Plauto | Emisión: 1 500 000 | Fecha: marzo de 2016 |
| Máscaras de teatro que representan a dos personajes de la Comedia Nueva, la mujer joven y el esclavo, procedentes de un mosaico del siglo II de nuestra era (Roma, Museos Capitalinos); alrededor, plano de construcción de un teatro romano y el anagrama de la República Italiana «RI»; en el lado izquierdo, «R», y en el derecho, «LDS», iniciales de la autora Luciana De Simoni; abajo, «184 a. C.», «2016» y «PLAUTO». |        |                                                       |                    |                      |

| | Italia | 550.º aniversario de la muerte de Donatello | Emisión: 1 500 000 | Fecha: marzo de 2016 |
| Cabeza del David de Donatello (detalle de la escultura de bronce expuesta en el Museo Nacional de Bargello, Florencia). A la izquierda, el anagrama de la República Italiana «RI»; abajo, en dos líneas, los años «1466» y «2016». A la derecha, las iniciales de la autora Claudia Momoni «C.M.»; abajo, la inscripción «DONATELLO». |        |                                             |                    |                      |

| | Portugal | Equipo portugués en los Juegos Olímpicos de Río 2016 | Emisión: 650 000 | Fecha: marzo de 2016 |
| El motivo muestra una imagen basada en la famosa obra de arte firmada por la artista Joanna Vasconcelos, el «corazón de Viana», inspirada por la joyería tradicional del norte de Portugal (la zona en torno a la ciudad de Viana do Castelo). Simboliza el apoyo del pueblo portugués al equipo nacional con ocasión de las olimpíadas. A izquierda y derecha, formando una semicircunferencia, figuran las leyendas «JOANA VASCONCELOS» y «EQUIPA OLÍMPICA DE PORTUGAL 2016», respectivamente. En la parte inferior se encuentra la marca de ceca «INCM». |          |                                                      |                  |                      |

| | San Marino | 550.º aniversario de la muerte de Donatello | Emisión: 85 000 | Fecha: abril de 2016 |
| El motivo representa, en primer plano a la izquierda, el retrato de David, detalle de la escultura de bronce creada por Donatello. En la parte superior, en el centro, figura la marca de ceca «R»; a la derecha, el nombre del país emisor «SAN MARINO»; en la parte inferior, a la derecha, la leyenda «DONATELLO», los años «1466-2016» y, en el centro, las iniciales del artista «MB». |            |                                             |                 |                      |

| | Finlandia | 90 años del fallecimiento del escritor y letrista finés Eino Leino | Emisión: 1 000 000 | Fecha: abril de 2016 |
| En la parte interior de la moneda figura una llama y un atizador que apunta hacia arriba y la derecha. La leyenda «EINO LEINO» en semicírculo y el año de emisión «2016» se encuentran a la derecha. En la parte inferior izquierda aparece el código del país emisor «FI» y la marca de ceca. |           |                                                                    |                    |                      |

| | Bélgica | Día Internacional de los Niños Desaparecidos | Emisión: 1 020 000 | Fecha: mayo de 2016 |
| La parte interior de la moneda representa en el centro el rostro de un niño rodeado por la inscripción «MISSING-DISPARU-VERMIST», «WWW.CHILDFOCUS.BE» y por la indicación trilingüe del país emisor «BELGIQUE-BELGIE-BELGIEN», seguida del año «2016». La marca de la ceca de Bruselas (la cabeza del San Miguel Arcángel con casco) y la marca del comisario de la moneda figuran a la izquierda y a la derecha del rostro, respectivamente. |         |                                              |                    |                     |

| | Eslovenia | 25.º aniversario de la independencia de la República de Eslovenia | Emisión: 1 000 000 | Fecha: junio de 2016 |
| En la parte izquierda del círculo interior figura una línea oblicua. A su derecha, en la parte superior de la moneda, aparece la inscripción «25 LET» y, debajo, la inscripción «REPUBLIKA SLOVENIJA». Debajo de ambas inscripciones se encuentra la escritura original de Prešeren del pasaje «dočákat' dan» del himno esloveno Zdravljica. En la parte inferior del círculo interior aparece el año «2016». |           |                                                                   |                    |                      |

| | Mónaco | 150.º aniversario de la fundación de Monte Carlo por Carlos III | Emisión: 15 000 | Fecha: junio de 2016 |
| El motivo muestra a CARLOS III con MONTE CARLO al fondo. En la parte superior figura el nombre del país emisor «MONACO», flanqueado por la marca de ceca y la marca del maestro de ceca. En la parte inferior, en semicírculo de izquierda a derecha, aparece la leyenda «1866 CHARLES III FONDE MONTE CARLO 2016». |        |                                                                 |                 |                      |

| | Letonia | Sector agrario letón | Emisión: 1 010 000 | Fecha: junio de 2016 |
| El motivo muestra una vaca parda letona, uno de los símbolos de la ganadería láctea letona tanto en el folklore como en la vida. Bajo el motivo, en el lado izquierdo, figura el año de emisión «2016» y, en la parte inferior del círculo interior, el nombre del país emisor «LATVIJA». |         |                      |                    |                      |

| | Ciudad del Vaticano | Bicentenario del Cuerpo de Gendarmería de la Ciudad del Vaticano | Emisión: 105 000 | Fecha: junio de 2016 |
| La cara nacional muestra a un guardia vaticano delante de la cúpula de la basílica de San Pedro. En la parte superior, en semicírculo, figura la leyenda «CORPO DELLA GENDARMERIA 1816-2016». En la parte inferior, en semicírculo, aparece el nombre del país emisor «CITTÀ DEL VATICANO». A la izquierda del motivo figura la marca de ceca «R» y, a la derecha, el nombre del diseñador «D. Longo». |                     |                                                                  |                  |                      |

| | Lituania | La cultura báltica | Emisión: 1 000 000 | Fecha: mayo de 2016 |
| El motivo muestra un disco de ámbar, uno de los símbolos más característicos de la cultura báltica. El disco está decorado con una figura en forma de cruz con agujeros perforados, ornamento que simboliza el eje del mundo. En la parte superior figura el nombre del país emisor, «LIETUVA», flanqueado por la marca de ceca y el año de emisión «2016». |          |                    |                    |                     |

| | Portugal | 50.º aniversario del Puente 25 de Abril | Emisión: 500 000 | Fecha: julio de 2016 |
| El motivo representa la imagen del puente. En la parte superior derecha figura la leyenda «PORTUGAL». En la parte inferior derecha se encuentran las leyendas «PONTE», «25 DE ABRIL», «1966» y «2016», una debajo de otra. En la parte inferior izquierda aparece la marca de ceca «INCM» y, en el centro de la parte inferior, el nombre del diseñador «JOSÉ AURÉLIO». |          |                                         |                  |                      |

| | Malta | Templos de Ggantija | Emisión: 350 000 | Fecha: julio de 2016 |
| En la moneda se representan los templos de Ġgantija, situados en la isla de Gozo. Ġgantija es un complejo de templos megalíticos construidos en el período neolítico. Es una de las estructuras autoportantes más antiguas del mundo y figura entre las construcciones religiosas más antiguas. Al haber sido construido en el siglo XXXVI a. C., el complejo de Ġgantija es anterior a Stonehenge y a las pirámides egipcias. En la parte superior figura la inscripción «ĠGANTIJA TEMPLES» y, debajo, los años «3600-3200 BC». En la parte inferior, a la izquierda, aparece el nombre del país emisor «MALTA» y, debajo, el año de emisión «2016». |       |                     |                  |                      |

| | San Marino | Cuarto centenario de la muerte de William Shakespeare | Emisión: 85 000 | Fecha: septiembre de 2016 |
| El motivo reproduce un retrato del poeta. A la derecha y en semicírculo figuran los años «1616-2016» y el nombre del país emisor «San Marino»; abajo, a la derecha, las iniciales del artista «MB». A la izquierda y en semicírculo, la inscripción «William Shakespeare»; abajo, a la izquierda, la marca de ceca «R». |            |                                                       |                 |                           |

| | Finlandia | Centenario del nacimiento del filósofo Georg Henrik von Wright | Emisión: 1 000 000 | Fecha: octubre de 2016 |
| En la parte interior de la moneda aparece el fuste de una antigua columna dórica y una rama de roble a la izquierda. La leyenda «GEORG HENRIK VON WRIGHT» figura en semicírculo de izquierda a derecha, y el año de emisión «2016» aparece arriba a la derecha. En la parte superior, a la izquierda, se encuentran el código del país emisor «FI» y la marca de ceca. |           |                                                                |                    |                        |

| | Francia | Centenario del nacimiento de François Mitterrand | Emisión: 10 000 000 | Fecha: octubre de 2016 |
| El motivo representa un perfil de François Mitterrand pensativo. A la derecha aparece su emblema personal: un roble y un olivo entrelazados. Por encima del conjunto figuran los años de su nacimiento y centenario («1916» y «2016») y su nombre. En la parte inferior aparece el código del país emisor «RF». |         |                                                  |                     |                        |

| | Letonia | Región de Vidzeme | Emisión: 1 030 000 | Fecha: noviembre de 2016 |
| El motivo muestra el escudo de la región histórica de Letonia llamada Vidzeme o Livonia. En la parte superior aparece el código del país emisor «LATVIJA» y, en la parte inferior, la inscripción «VIDZEME». A la derecha figura el año de emisión «2016». |         |                   |                    |                          |

| | Malta | El papel de la «Malta Community Chest Fund» en la sociedad | Emisión: 380 000 | Fecha: noviembre de 2016 |
| Esta moneda conmemora el papel de la «Malta Community Chest Fund» en la sociedad mediante un programa para estudiantes de enseñanza secundaria titulado «From Children in Solidarity». El programa identifica el papel social de los niños en cinco ámbitos distintos y el primer tema es «Solidaridad a través del amor». El motivo de la moneda fue creado por Sarah Cilia, estudiante de secundaria, que ha expresado el tema citado mediante dos manos que forman un corazón en el que aparece una representación de la bandera maltesa. En la parte inferior del motivo, figura la inscripción «MALTA 2016». En cada muñeca aparecen dos representaciones estilizadas de cuerpos humanos. |       |                                                            |                  |                          |

| | Grecia | 150 años desde que se produjo el incendio del Monasterio de Arkadi | Emisión: 730 000 | Fecha: diciembre de 2016 |
| El motivo reproduce el Monasterio de Arkadi. Inscrita, en el centro, figura la leyenda «MONASTERIO DE ARKADI» y a lo largo del borde interior, a la izquierda «REPÚBLICA HELÉNICA», en griego. En la parte superior derecha aparece el año de emisión «2016» y, debajo de la inscripción central, una palmeta (la marca de ceca de la Casa de la moneda griega). En la parte inferior derecha se aprecia el monograma del artista (Georgios Stamatópoulos). |        |                                                                    |                  |                          |

| | Grecia | 120 aniversario del nacimiento de Dimitri Mitropoulos | Emisión: 730 000 | Fecha: diciembre de 2016 |
| El motivo representa el retrato de Dimitri Mitropoulos sobre un fondo de notas musicales. Inscrito en el borde interior izquierdo aparece el texto «120 AÑOS DEL NACIMIENTO DE DIMITRI MITROPOULOS» y «REPÚBLICA HELÉNICA», en griego. En la parte superior izquierda figura el año de emisión «2016» y una palmeta (la marca de ceca de la Casa de la moneda griega). En la parte inferior derecha se aprecia el monograma del artista (Georgios Stamatópoulos). |        |                                                       |                  |                          |

| | Andorra | 150 años de la nueva reforma de 1866 | Emisión: 85 000 | Fecha: diciembre de 2016 |
| El motivo muestra la sala principal de «Casa de la Vall» (sede del Parlamento de Andorra) con la inscripción «150 ANYS DE LA NOVA REFORMA DE 1866», el año de emisión «2016» y el nombre del Estado emisor «ANDORRA». Esta moneda conmemora los 150 años del Decreto de la Nueva Reforma, uno de los principales hitos en la historia de Andorra y del Consell General (Parlamento), que supuso la transformación política y social del Principado de Andorra. |         |                                      |                 |                          |

| | Andorra | 25.º aniversario de la radio y televisión de Andorra | Emisión: 85 000 | Fecha: diciembre de 2016 |
| El motivo muestra un micrófono y una antena rodeados por varias líneas circulares con la inscripción «25è ANIVERSARI DE RÀDIO I TELEVISIÓ D’ANDORRA», el año de emisión «2016» y el nombre del Estado emisor «ANDORRA». Esta moneda conmemora el 25.º aniversario de la creación de los medios de comunicación públicos de Andorra, con el inicio de las emisiones de los servicios públicos andorranos de radio y televisión. |         |                                                      |                 |                          |

### 2017
| | Eslovaquia | 50.º aniversario del Universitas Istropolitana | Emisión: 1 000 000 | Fecha: enero de 2017 |
| El motivo muestra la imagen de un profesor y dos estudiantes delante de la fachada de la antigua Universitas Istropolitana de Bratislava. En la parte superior izquierda del motivo figura un medallón del rey Matías Corvino, fundador de la universidad. Sobre el medallón aparece la inscripción «1467», año de apertura de la universidad. El país de emisión, «SLOVENSKO», figura en la base del círculo interior, sobre el año de emisión, «2017». A lo largo del borde izquierdo del círculo interior aparece la inscripción «UNIVERZITA» y, a lo largo del borde derecho, «ISTROPOLITANA». En la parte inferior izquierda del motivo se encuentra la marca de ceca de la fábrica de moneda de Kremnica (Mincovňa Kremnica), esto es, las letras «MK» entre dos cuños. Debajo de la marca de ceca se aprecian las letras estilizadas «MP», iniciales de la diseñadora, Mária Poldaufová. |            |                                                |                    |                      |

| | Luxemburgo | 50.º aniversario del servicio militar voluntario | Emisión: 300 000 | Fecha: enero de 2017 |
| El motivo muestra, a la derecha, la efigie de Su Alteza Real el Gran Duque Enrique, mirando a la derecha, y, a la izquierda, el texto «50 Joer Fräiwëllegen-Arméi» en forma de logotipo. En la parte superior del motivo figura el año «2017», con la marca de ceca y las iniciales del maestro de ceca a cada lado. En la parte inferior aparece el nombre del país de emisión, «LËTZEBUERG». |            |                                                  |                  |                      |

| | Eslovenia | 10.º aniversario del Euro en Eslovenia | Emisión: 1 000 000 | Fecha: febrero de 2017 |
| El motivo muestra diez golondrinas que forman un círculo. En la mitad inferior, en semicircunferencia, figura la inscripción «10 LET SKUPNE EVROPSKE VALUTE», mientras que en la parte superior izquierda se lee la inscripción «SLOVENIJA 2017». Entre ambas inscripciones está grabado un punto. |           |                                        |                    |                        |

| | Alemania | Renania-Palatinado - Porta Nigra en Tréveris (serie de los «Estados federados») | Emisión: 30 000 000 | Fecha: febrero de 2017 |
| El motivo muestra la Porta Nigra de Tréveris, que es probablemente la puerta urbana romana mejor conservada al norte de los Alpes. En la parte interior figuran el nombre «RHEINLAND-PFALZ» y, debajo, el código del país emisor («D»). La marca de ceca correspondiente («A», «D», «F», «G» o «J») aparece a la izquierda y, arriba, el año «2017». A la derecha se aprecian las iniciales («CH») de la diseñadora (Chocola Frantisek). |          |                                                                                 |                     |                        |

| | España | Lugares culturales y naturales patrimonio de la humanidad de la Unesco: Iglesia de Santa María del Naranco en Oviedo (Asturias) | Emisión: 4 000 000 | Fecha: febrero de 2017 |
| El motivo representa la iglesia de Santa María del Naranco en primer plano. En la parte superior del círculo interior y en sentido circular aparecen el nombre del país emisor, «ESPAÑA», y, debajo, a la derecha, el año de emisión, «2017». En la parte izquierda del círculo interior se aprecia la marca de ceca. |        | |                    |                        |

| | Francia | 100 años de la muerte de Auguste Rodin | Emisión: 10 000 000 | Fecha: enero de 2017 |
| Para conmemorar el centenario de su fallecimiento, la Monnaie de Paris rinde tributo al ilustre escultor francés Auguste Rodin. Nacido en 1840, es uno de los grandes genios del estilo realista. Obras suyas como El pensador, El beso, La puerta del infierno o Los burgueses de Calais son obras maestras intemporales de la escultura mundial. El motivo representa a Auguste Rodin y El pensador, su obra más conocida, frente con frente. La mención RF, por la República Francesa, aparece como esculpida en la parte superior de la moneda, con el nombre del artista, «A. Rodin», y las fechas de la efemérides, «1917-2017», |         |                                        |                     |                      |

| | San Marino | 750.º aniversario del Nacimiento de Giotto | Emisión: 70 000 | Fecha: abril de 2017 |
| A la izquierda, un detalle de la torre campanario de Santa María del Fiore de Florencia, obra arquitectónica de Giotto; en vertical, las inscripciones «SAN MARINO», «GIOTTO» y las fechas «1267-2017»; a la derecha, un detalle del retrato de Giotto y las iniciales de la autora Luciana De Simoni, «LDS»; en la parte de abajo, la marca de ceca de la Casa de la Moneda de Roma, «R». |            |                                            |                 |                      |

| | Bélgica | 200.º aniversario de la Universidad de Lieja | Emisión: 200 000 | Fecha: abril de 2017 |
| La parte central de la moneda presenta el logotipo de la Universidad de Lieja, con las fechas 1817 – 2017 debajo, rodeado por la inscripción «200 ANS UNIVERSITE DE LIEGE – 200 YEARS UNIVERSITY OF LIEGE» y la indicación del país «BE». La marca de ceca de la Casa de la Moneda de Bruselas, representada por una cabeza con casco de San Miguel Arcángel, y la marca de ceca de su dirección, representada por el escudo de armas de la municipalidad de Herzele, están colocadas a la derecha y a la izquierda, respectivamente, de la indicación del país. |         |                                              |                  |                      |

| | Ciudad del Vaticano | 1950.º aniversario del martirio de San Pedro y San Pablo | Emisión: 105 000 | Fecha: junio de 2017 |
| El motivo muestra a San Pedro y San Pablo y sus símbolos, las llaves y la espada, respectivamente. En la parte superior figura la inscripción «CITTÀ DEL VATICANO», en semicircunferencia. En la parte inferior, en semicircunferencia, aparece la inscripción «1950º DEL MARTIRIO DEI SANTI PIETRO E PAOLO». En la parte inferior izquierda figura el año de emisión, «2017», y en la parte inferior derecha se encuentra la marca de ceca, «R». En medio aparece el nombre del artista «G. TITOTTO». |                     |                                                          |                  |                      |

| | Finlandia | Centenario de la independencia de Finlandia | Emisión: 2 500 000 | Fecha: abril de 2017 |
| La parte central de la moneda tiene un diseño en forma de mosaico cuyos componentes más esparcidos a la derecha dejan entrever una imagen cartográfica que recuerda a Finlandia. A la izquierda, dispuestos de forma vertical y uno debajo del otro, encontramos la leyenda «SUOMI FINLAND», el año de la independencia, «1917», y el año de acuñación, «2017». En la parte central derecha se indica el país emisor, «FI», y la marca de ceca. |           |                                             |                    |                      |

| | Italia | 400 años de la finalización de la Basílica de San Marcos en Venecia | Emisión: 1 500 000 | Fecha: abril de 2017 |
| Fachada de la Basílica de San Marcos en Venecia. En el exergo las fechas «1617» y «2017», año en el que se completó la construcción de la Basílica y de la acuñación de la moneda, respectivamente, junto al logotipo de la República Italiana, «RI»; debajo, la inscripción «SAN MARCO»; a la derecha, las iniciales «LDS», que corresponden a su autor, Luciano De Simoni. En la parte de arriba la inscripción «VENEZIA», y la marca de ceca de la Casa de la Moneda de Roma, «R». |        |                                                                     |                    |                      |

| | Estonia | Camino de la independencia de Estonia | Emisión: 1 500 000 | Fecha: julio de 2017 |
| El motivo representa el tronco sinuoso de un roble, en uno de cuyos lados figuran representadas las ramas y, en el otro, las hojas. Las ramas simbolizan la época de revoluciones y penalidades que caracterizaron el camino de Estonia hacia su independencia. Las hojas simbolizan el vigor, los logros y la longevidad de Estonia. En laparte inferior de la moneda, a la izquierda del tronco, aparece la palabra «MAAPÄEV» (Asamblea Provisional de Estonia) y, encima, el año «1917»; y, a la derecha del árbol, el nombre del Estado emisor, «EESTI», y, debajo, el año de emisión, «2017». |         |                                       |                    |                      |

| | Malta | Templos de Ħaġar Qim | Emisión: 400 000 | Fecha: junio de 2017 |
| La moneda presenta los templos prehistóricos de Hagar Qim. En la parte superior derecha figuran las inscripciones «HAGAR QIM», «TEMPLES» y los años «3600-3200 BC», una debajo de la otra. En la parte inferior izquierda, el nombre del país emisor, «MALTA», y debajo el año de acuñación, «2017». En la parte inferior derecha, las iniciales «NGB», que corresponden al artista Noel Galea Bason. |       |                      |                  |                      |

| | Grecia | 60 años de la muerte de Nikos Kazantzakis | Emisión: 700 000 | Fecha: julio de 2017 |
| El diseño representa un retrato de perfil de Nikos Kazantzakis, uno de los mayores escritores griegos del siglo XX. Inscritas en el círculo interior, a la izquierda, aparecen las menciones «REPÚBLICA HELÉNICA» y «NIKOS KAZANTZAKIS» (en griego). En la parte superior aparece el año de emisión «2017» y, en el centro, a la izquierda, una palmeta (la marca de la Fábrica de la Moneda griega). En la parte inferior, a la derecha, figura el monograma del artista (Georgios Stamatópoulos). |        |                                           |                  |                      |

| | Portugal | 150 años de la policía de Seguridad Pública | Emisión: 500 000 | Fecha: julio de 2017 |
| El motivo muestra figuras humanas y edificios, representaciones simbólicas de ciudadanos y ciudades, donde la seguridad ciudadana está en general garantizada, y el distintivo simplificado de las fuerzas policiales. Las leyendas incluyen el año «1867» y el año de acuñación, «2017»; el país emisor, «PORTUGAL»; el motivo de la conmemoración, «SEGURANÇA PÚBLICA» (Seguridad Pública); los tres temas principales relacionados con la ciudadanía, «DIREITOS», «LIBERDADES» y «GARANTIAS» (Derechos, Libertades y Garantías), y el nombre del autor, JOSÉ DE GUIMARÃES. |          |                                             |                  |                      |

| | Lituania | Vilna, Capital Cultural y Artística del Estado | Emisión: 1 000 000 | Fecha: julio de 2017 |
| El diseño muestra una parte del panorama de la ciudad de Vilna. En el lado izquierdo aparece la inscripción «VILNIUS» y la marca del diseñador. En el lado superior derecho se encuentra el nombre del país emisor «LIETUVA» y el año de emisión «2017». |          |                                                |                    |                      |

| | San Marino | 2017 Año Internacional del Turismo Sostenible para el Desarrollo | Emisión: 70 000 | Fecha: septiembre de 2017 |
| El diseño muestra, en el centro, el planeta Tierra rodeado por olas y, entre estas a la derecha, un círculo con la letra A, símbolo del diseñador Andrew Lewis. En forma de arco, aparece, en la mitad superior, la inscripción «TURISMO SOSTENIBLE» y, en la mitad inferior, «SAN MARINO» y el año «2017». A la derecha se encuentran las iniciales de la grabadora Uliana Pernazza, «UP INC.», y a la izquierda, la letra «R», que representa la Fábrica de la Moneda italiana que se ocupó de la acuñación. |            |                                                                  |                 |                           |

| | Francia | 25.º aniversario del Lazo Rosa | Emisión: 10 000 000 | Fecha: septiembre de 2017 |
| Desde la década de 1990, la lucha contra el cáncer de mama es una importante causa común en todo el mundo. Con ocasión del 25.º aniversario del lazo rosado, icono de esta lucha, la Monnaie de Paris ha decidido prestar su apoyo a la causa. Desde hace casi quince años, se concede un premio lazo rosado para contribuir a los esfuerzos de investigación y a la innovación. |         |                                |                     |                           |

| | Bélgica | 200 años de la Universidad de Gante | Emisión: 200 000 | Fecha: septiembre de 2017 |
| En la parte central de la moneda figura el logotipo de la Universidad de Gante y, bajo este, las fechas 1817-2017, todo rodeado por la leyenda «200 JAAR UNIVERSITEIT GENT – 200 YEARS GHENT UNIVERSITY» |         |                                     |                  |                           |

| | Ciudad del Vaticano | Centenario de las Apariciones de Fátima | Emisión: 105 000 | Fecha: octubre de 2017 |
| El diseño muestra los tres pastorcitos a los que se les apareció María y, en segundo plano, el Santuario de Fátima. En el lado superior aparece la inscripción «CITTÀ DEL VATICANO» en forma de semicírculo y, debajo, el año «1917». Debajo del año, de izquierda a derecha, se encuentra la inscripción «FATIMA 2017» |                     |                                         |                  |                        |

| | Grecia | Sitio arqueológico de Filipos | Emisión: 750 000 | Fecha: octubre de 2017 |
| El diseño muestra parte de la Basílica B y motivos lineales inspirados en el trazado de la cenefa de un antiguo mosaico griego descubierto en el yacimiento. Inscritas en el círculo interior aparecen las menciones «YACIMIENTO ARQUEOLÓGICO DE FILIPOS» y «REPÚBLICA HELÉNICA» |        |                               |                  |                        |

| | Finlandia | Naturaleza Finlandesa | Emisión: 500 000 | Fecha: octubre de 2017 |
| La parte interior de la moneda reproduce un mapa cartográfico de la luna vista desde Harmaja, Finlandia. Por encima de la luna aparece un cuervo posado en una rama. En la parte inferior, en el centro, se encuentra el año de emisión «2017». |           |                       |                  |                        |

| | Luxemburgo | 200.º aniversario del nacimiento del Guillermo III | Emisión: 500 000 | Fecha: septiembre de 2017 |
| El diseño muestra, en el lado izquierdo, la efigie de Su Alteza Real, el Gran Duque Enrique, mirando hacia la izquierda y, en el lado derecho, la efigie de S.A.R. el Gran Duque Guillermo III. En la parte superior del motivo figura la fecha «2017», y, en la parte inferior, el texto «GRANDS-DUCS DE LUXEMBOURG». Por encima de su respectiva efigie aparece el nombre «GUILLAUME III» |            |                                                    |                  |                           |

| | Chipre | Pafos 2017 – Capital Europea de la Cultura | Emisión: 400 000 | Fecha: septiembre de 2017 |
| El diseño muestra el «Antiguo odeón de Pafos», un pequeño anfiteatro que data del siglo II d. C. Hoy en día se utiliza en verano para realizar actuaciones musicales y teatrales y acogerá numerosos eventos dentro del programa «Pafos 2017 – Capital Europea de la Cultura». En el interior de la parte nacional de la moneda se encuentran grabados el nombre del estado emisor «ΚΥΠΡΟΣ KIBRIS» y la frase «Πάφος 2017 – Πολιτιστική πρωτεύουσα Ευρώπης» |        |                                            |                  |                           |

| | Malta | Los Niños y la Solidaridad - Paz | Emisión: 380 000 | Fecha: noviembre de 2017 |
| El tema de la moneda se centra en el concepto de solidaridad y de paz. El motivo es obra de un estudiante y representa a dos niños enarbolando la bandera maltesa con la paloma de la paz sobrevolándolos. En la parte inferior figura el nombre del país emisor, «Malta», |       |                                  |                  |                          |

| | Mónaco | 200 años de la Compañía de Carabineros del Príncipe | Emisión: 15 000 | Fecha: noviembre de 2017 |
| El motivo muestra a un CARABINERO con el Palacio de Mónaco al fondo. En la parte superior figura la inscripción «MONACO», flanqueada por la marca de ceca y la marca del maestro de ceca. En la parte inferior figuran los años «1817-2017» y, debajo, la inscripción «CARABINIERS DU PRINCE» |        |                                                     |                 |                          |

| | Letonia | Región de Kurzeme | Emisión: 530 000 | Fecha: septiembre de 2017 |
| En el motivo figura el escudo de la región de Curlandia («Kurzeme», en letón). En la parte superior figuran el nombre del país emisor, «LATVIJA», y en la parte inferior, la inscripción «KURZEME». En el lado derecho se encuentra el año de emisión «2017» |         |                   |                  |                           |

| | Letonia | Región de Latgale | Emisión: 530 000 | Fecha: octubre de 2017 |
| En el motivo figura el escudo de la región de Latgalia («Latgale», en letón). En la parte superior figura el nombre del país emisor, «LATVIJA», y, en la parte inferior, la inscripción «LATGALE». |         |                   |                  |                        |

| | Italia | Bimilenario de la Muerte de Tito Livio | Emisión: 1 500 000 | Fecha: abril de 2017 |
| Busto del historiador romano Tito Livio, proveniente de una obra de Lorenzo Larese Moretti; a la izquierda, el logotipo de la República Italiana, «RI», y las iniciales de la autora, Claudia Momoni, «C.M.»; a la derecha, «17» y «2017», año de la muerte de Livio y de la acuñación de la moneda, respectivamente, y la marca de ceca de la Casa de la Moneda de Roma, «R»; alrededor, un círculo de puntos y la inscripción «TITO • LIVIO». |        |                                        |                    |                      |

| | Portugal | 150 años del nacimiento del escritor Raul Brandão | Emisión: 500 000 | Fecha: noviembre de 2017 |
| El motivo muestra el rostro de Raul Brandão. En el lado izquierdo figura la inscripción RAUL BRANDÃO y, debajo, los años «1867» y «2017». En la parte inferior derecha aparece la inscripción del país de emisión «PORTUGAL», y en la parte superior derecha figura el nombre del autor «LUIS FILIPE DE ABREU» seguido de la marca de ceca «INCM». |          |                                                   |                  |                          |

| | Andorra | Andorra, el País de los Pirineos | Emisión: 85.000 | Fecha: diciembre de 2017 |
| El diseño reproduce, en la parte superior, un triángulo con tres líneas onduladas que representa la versión simplificada del mapa del país. Aparecen las inscripciones «Andorra» y «EL PAÍS DELS PIRINEUS» (el País de los Pirineos). Estos tres elementos constituyen la marca del Gobierno de Andorra, que se utiliza para proporcionar una imagen uniforme, consistente y coordinada a todas las comunicaciones gráficas y, al mismo tiempo, conseguir una identificación inconfundible e inmediata. |         |                                  |                 |                          |

| | Andorra | 100 años del Himno de Andorra | Emisión: 85.000 | Fecha: diciembre de 2017 |
| El diseño muestra una reproducción parcial del himno de Andorra, publicado en 1914. La parte central reproduce las primeras notas del himno y, a su alrededor, aparece una decoración floral y la inscripción «Himne Andorrà» (Himno de Andorra). En la parte superior del diseño se encuentran el año de emisión, «2017», y la inscripción «100 anys de l’himne d’Andorra» (100 años del himno de Andorra). |         |                               |                 |                          |

### 2018
| | Alemania | Centenario del Nacimiento de Helmut Schmidt | Emisión: 30 000 000 | Fecha: enero de 2018 |
| El diseño representa a Helmut Schmidt en una pose característica participando en un diálogo con su interlocutor. En un semicírculo en la parte superior derecha figura la inscripción «HELMUT SCHMIDT» y en el lado derecho los años «1918-2015». |          |                                             |                     |                      |

| | Alemania | Estado de Berlín - Palacio de Charlottenburg | Emisión: 30 000 000 | Fecha: enero de 2018 |
| El diseño muestra el edificio principal del Palacio de Charlottenburg visto desde la «Cour d’Honneur». En la parte interior también figura la palabra «BERLIN», |          |                                              |                     |                      |

| | Andorra | 25.º aniversario de la Constitución de Andorra | Emisión: 75 000 | Fecha: enero de 2018 |
| El diseño representa el «Monumento a los hombres y mujeres de Andorra que quisieron la Constitución», que está situado en la plaza del Consell General (Parlamento de Andorra). Este monumento muestra las siluetas de un hombre y una mujer y conmemora la voluntad expresada por la ciudadanía andorrana, en el referéndum celebrado el 14 de marzo de 1993, de convertirse en un Estado constitucional, democrático y social, como así lo expresa el artículo 1 de la Constitución. A la derecha del monumento figura el mapa de Andorra con la inscripción latina «VIRTVS VNITA FORTIOR» |         |                                                |                 |                      |

| | Andorra | 70 años de la Declaración de los Derechos Humanos | Emisión: 75 000 | Fecha: noviembre de 2018 |
| El diseño de las monedas muestra siete escaleras (que representan a las siete parroquias o divisiones administrativas de Andorra) en forma de montañas que llevan al valle, en el que se encuentran el nombre del Estado emisor «ANDORRA» y el año de emisión «2018». Esas escaleras son, al mismo tiempo, las ramas de un árbol que simboliza la humanidad, de la que Andorra es parte integrante. De las ramas del árbol crecen 30 hojas que representan los 30 artículos de la Declaración Universal de los Derechos Humanos. |         |                                                   |                 |                          |

| | Austria | 100 años de la República de Austria | Emisión: 18 100 100 | Fecha: diciembre de 2017 |
| El motivo muestra la estatua de Palas Atenea delante del edificio de estilo griego del Parlamento austriaco, en Viena. La diosa de la sabiduría simboliza el parlamentarismo austriaco, así como el conocimiento, la razón y el talento estratégico. En el lado izquierdo aparece el año «2018» y, debajo, el texto «100 JAHRE» (100 AÑOS). La leyenda «REPUBLIK ÖSTERREICH» |         |                                     |                     |                          |

| | Bélgica | El 50.º aniversario del satélite ESRO 2B | Emisión: 260 000 | Fecha: octubre de 2018 |
| El diseño muestra el satélite ESRO 2B, el primer satélite lanzado con éxito por la Organización Europea de Investigaciones Espaciales, que fue puesto en la órbita terrestre en 1968. El ESRO 2B, rebautizado como «IRIS» (por las siglas en inglés de Satélite Internacional de Investigación de la Radiación) al entrar en órbita, tenía como misión estudiar los rayos X solares, la radiación cósmica y los cinturones de radiación de la Tierra. La marca de ceca de Utrecht (el caduceo de Mercurio) se reproduce en la parte inferior junto con la marca del maestro de ceca belga, el escudo de armas del municipio de Herzele, el código de país BE y las iniciales LL, que hacen referencia al diseñador de la moneda, Don Luc Luycx. |         |                                          |                  |                        |

| | Bélgica | El 50.º aniversario de los acontecimientos de mayo del 68 en Bélgica | Emisión: 260 000 | Fecha: mayo de 2018 |
| El diseño, que representa a unos estudiantes sujetando en las manos un panfleto y una bandera, hace referencia a las manifestaciones estudiantiles que tuvieron lugar en Bélgica en el contexto de los cambios socioculturales de mayo del 68. Este importante acontecimiento nacional marcó la política nacional belga e influyó en las reformas gubernamentales posteriores, hace ahora 50 años. La marca de ceca de Utrecht (el caduceo de Mercurio) se reproduce en la parte izquierda junto a la marca del maestro de ceca belga (el escudo de armas del municipio de Herzele). El año de emisión «2018» y el código del país «BE» están igualmente situados a la izquierda, así como las iniciales del diseñador de la moneda, Luc Luycx «LL». Al fondo destaca un auditorio, que constituye otra referencia estudiantil. |         |                                                                      |                  |                     |

| | Eslovaquia | 25.º aniversario de la República Eslovaca | Emisión: 1 000 000 | Fecha: enero de 2018 |
| El diseño simboliza la entrada de Eslovaquia en la Unión Europea y en la zona del euro, mostrando un portal estilizado que se alza sobre un mapa de Eslovaquia y el símbolo del euro rodeado de las estrellas de la Unión Europea, algunas de ellas cubiertas por el mapa. El escudo de armas eslovaco aparece a la izquierda del dibujo. En la parte inferior izquierda, en semicírculo, figura el nombre del país emisor, «SLOVENSKÁ REPUBLIKA». La fecha de creación del país, «1.1.1993», |            |                                           |                    |                      |

| | Eslovenia | Día Mundial de las Abejas | Emisión: 1 000 000 | Fecha: abril de 2018 |
| En el centro del anillo interior de la moneda aparece la imagen de un panal en forma de globo terráqueo en el que se muestra el hemisferio oriental. Alrededor del panal, en el lado superior izquierdo, figura la inscripción «SVETOVNI DAN ČEBEL», y en la parte inferior derecha, la inscripción «SLOVENIJA 2018». |           |                           |                    |                      |

| | España | Casco Antiguo de Santiago de Compostela | Emisión: 300 000 | Fecha: febrero de 2018 |
| En 1985, la ciudad de Santiago de Compostela fue declarada por la UNESCO Patrimonio Cultural de la Humanidad en razón de su belleza urbana e integridad monumental, que se suman a los profundos ecos de su importancia espiritual y cultural que se extienden desde la Edad Media: el Camino de Santiago. El diseño reproduce la escultura de Santiago, figura central del pórtico de la Puerta Santa de la Catedral de Santiago de Compostela. A la izquierda, en semicírculo, figura la palabra «ESPAÑA», en la parte inferior izquierda, el año de emisión, «2018», y debajo, la marca de ceca. |        |                                         |                  |                        |

| | España | 50.º aniversario del Rey Felipe VI | Emisión: 400 000 | Fecha: febrero de 2018 |
| El diseño reproduce el escudo de armas del rey Felipe VI. A la izquierda, en semicírculo, aparece la palabra «ESPAÑA» y debajo el año de emisión, «2018». En la parte inferior derecha, en semicírculo, figura la inscripción «50 ANIVERSARIO DE S.M. FELIPE VI». |        |                                    |                  |                        |

| | Estonia | 100 años de la República de Estonia | Emisión: 1 317 800 | Fecha: enero de 2018 |
| El diseño representa los números 18 y 100, que simbolizan el momento en que Estonia se convirtió en un país independiente y reflejan asimismo los últimos cien años. En la parte inferior derecha figura el texto «SADA AASTAT EESTI VABARIIKI» y junto a él, el nombre del país, «EESTI» |         |                                     |                    |                      |

| | Letonia | Región de Semigalia | Emisión: 512 000 | Fecha: septiembre de 2018 |
| El motivo muestra el escudo de armas de la región de Semigalia (Zemgale en letón). En la parte superior, figura el nombre del país emisor «LATVIJA» y, en la parte inferior, la leyenda «ZEMGALE» |         |                     |                  |                           |

| | Lituania | Festival de la Canción y la Danza Lituania 2018 | Emisión: 500 000 | Fecha: abril de 2018 |
| El motivo recoge figuras estilizadas de personas y aves, características de una de las manifestaciones del arte folclórico lituano, el papel recortado, simbolizando los cantos y danzas populares. La indicación del país emisor, «LIETUVA» |          |                                                 |                  |                      |

| | Estonia | Centenario de la Fundación de los Países Bálticos Independientes | Emisión: 500 000 | Fecha: enero de 2018 |
| Los tres Estados bálticos están representados simbólicamente por una trenza. Están unidos por su historia: un pasado, presente y futuro compartidos. Una cifra estilizada representa el 100.º aniversario, junto a los escudos de los tres Estados bálticos. A la izquierda figura el nombre del país emisor, |         |                                                                  |                  |                      |

| | Letonia | Centenario de la Fundación de los Países Bálticos Independientes | Emisión: 512 000 | Fecha: enero de 2018 |
| Los tres Estados bálticos están representados simbólicamente por una trenza. Están unidos por su historia: un pasado, presente y futuro compartidos. Una cifra estilizada representa el 100.º aniversario, junto a los escudos de los tres Estados bálticos. A la izquierda figura el nombre del país emisor, |         |                                                                  |                  |                      |

| | Lituania | Centenario de la Fundación de los Países Bálticos Independientes | Emisión: 1 000 000 | Fecha: enero de 2018 |
| Los tres Estados bálticos están representados simbólicamente por una trenza. Están unidos por su historia: un pasado, presente y futuro compartidos. Una cifra estilizada representa el 100.º aniversario, junto a los escudos de los tres Estados bálticos. A la izquierda figura el nombre del país emisor, |          |                                                                  |                    |                      |

| | Finlandia | Paisaje nacional finlandés - Koli | Emisión: 1 000 000 | Fecha: abril de 2018 |
| El motivo muestra un dibujo del Parque nacional de Koli a vista de pájaro. El año de emisión «2018» se sitúa en el centro de la parte inferior. La indicación del país de emisión «FI» se halla en la parte izquierda, en el centro, y la marca ceca en la parte derecha, también en el centro. |           |                                   |                    |                      |

| | Finlandia | Cultura finlandesa de la Sauna | Emisión: 1 000 000 | Fecha: octubre de 2018 |
| El motivo muestra un paisaje finlandés con, en el centro, una típica sauna finlandesa a la orilla de un lago. El año de emisión, «2018», está situado en el centro de la parte inferior. La indicación del país emisor, «FI», se encuentra en el centro de la parte izquierda y la marca de ceca en el centro de la parte derecha. |           |                                |                    |                        |

| | Francia | Simone Veil | Emisión: 15 000 000 | Fecha: mayo de 2018 |
| El diseño muestra un retrato de Simone Veil, un icono de la lucha por los derechos de las mujeres. Simone Veil, Jacob de nacimiento, nos dejó en junio de 2017 a la edad de 89 años. Tras haber sobrevivido a una deportación a Auschwitz, llegó a convertirse en una de las protagonistas más importantes de la construcción de Europa. Fue la primera presidenta elegida democráticamente del Parlamento Europeo, cargo que ejerció desde 1979 hasta 1982. Es una figura simbólica de la despenalización del aborto, por la que luchó con la ley que lleva su nombre y que se votó en 1975. En 2008, fue elegida miembro de la Academia Francesa. El número con el que la registraron durante su deportación aparece en el cuello de su camisa. Al fondo aparece el Parlamento Europeo. |         |             |                     |                     |

| | Francia | Le Bleuet de France | Emisión: 15 000 000 | Fecha: enero de 2018 |
| Desde hace cien años, el aciano es la flor de la Memoria y la Solidaridad de Francia. Nació de la voluntad de acudir en auxilio de los soldados mutilados de la Primera Guerra Mundial. Rápidamente, esta florecita se convirtió en el símbolo de toda la nación francesa agradecida por el sacrificio de sus soldados en defensa de su país y sus ideales. Hoy en día, el Bleuet de France prosigue su misión tradicional de apoyo moral y económico a los veteranos y las víctimas de la guerra de ayer y hoy, sin olvidar a las víctimas del terrorismo. |         |                     |                     |                      |

| | Grecia | 75 años del fallecimiento de Kostís Palamás | Emisión: 750 000 | Fecha: octubre de 2018 |
| El diseño muestra un retrato del poeta griego Kostís Palamás (1859-1943). En el borde izquierdo interior figuran las palabras «REPÚBLICA HELÉNICA» y el nombre «KOSTÍS PALAMÁS». |        |                                             |                  |                        |

| | Grecia | 70 Aniversario de la unión de las islas del Dodecaneso con Grecia | Emisión: 750 000 | Fecha: octubre de 2018 |
| El diseño muestra una rosa en la parte central, emblema de Rodas, y está inspirado en una moneda acuñada en la antigua ciudad de Rodas. Se trata de una de las monedas más características del Dodecaneso, con olas estilizadas desplegándose en abanico desde el centro. En el borde interior figuran las palabras «1948-2018 LA UNIÓN DEL DODECANESO CON GRECIA» y «REPÚBLICA HELÉNICA» |        |                                                                   |                  |                        |

| | Italia | 70.º aniversario de la Constitución italiana | Emisión: 4 000 000 | Fecha: enero de 2018 |
| Enrico De Nicola, Jefe provisional del Estado, firma el acto de promulgación de la Constitución de la República Italiana, el 27 de diciembre de 1947; a su derecha, el Jefe de Gobierno Alcide De Gasperi; a su izquierda, Umberto Terracini, Presidente de la Asamblea Constituyente italiana. Encima, la inscripción «COSTITUZIONE» |        |                                              |                    |                      |

| | Italia | 60.º aniversario del Ministerio de Salud Italiano | Emisión: 3.000.000 | Fecha: marzo de 2018 |
| El motivo muestra una representación alegórica de la Sanidad con algunos símbolos de las actividades del Ministerio: medio ambiente, investigación, nutrición y medicina. A la izquierda se observa el anagrama «RI», símbolo de la República Italiana. |        |                                                   |                    |                      |

| | Luxemburgo | 175 Aniversario de la muerte del Gran Duque Guillermo I | Emisión: 500 000 | Fecha: septiembre de 2018 |
| El motivo de la moneda muestra, en el lado derecho, la efigie de Su Alteza Real, el Gran Duque Enrique, mirando hacia la izquierda; y, en el lado izquierdo, la efigie de S.A.R. el Gran Duque Guillermo I. Entre las dos efigies aparecen, en vertical, los años «1772-1843», así como el nombre de «Guillaume Ier». En la parte inferior aparece el texto «LUXEMBOURG» y el año «2018» |            |                                                         |                  |                           |

| | Luxemburgo | 150 Aniversario de la Constitución de Luxemburgo | Emisión: 300 000 | Fecha: enero de 2018 |
| El motivo muestra, en la mitad superior izquierda, el busto de Su Alteza Real, el Gran Duque Enrique, mirando hacia la derecha y, en la mitad superior derecha, los años «1868-2018» y, justo debajo, el texto «150 ans» (150 años); en la mitad inferior del motivo, figuran el texto «Constitution du Grand-Duché de Luxembourg». |            |                                                  |                  |                      |

| | Malta | Los Niños y la Solidaridad - Patrimonio Cultural | Emisión: 320 000 | Fecha: noviembre de 2018 |
| El diseño fue creado por un escolar y muestra una variedad de temas característicos del patrimonio maltés, concretamente: una alusión a los templos prehistóricos, que son las estructuras independientes más antiguas del mundo, la cúpula y el campanario de una iglesia, que son un rasgo característico del perfil de las ciudades y los pueblos malteses, y una representación de un bote tradicional maltés que lleva una bandera del país. |       |                                                  |                  |                          |

| | Malta | Templos de Mnajdra | Emisión: 335 000 | Fecha: julio de 2018 |
| El motivo muestra los templos prehistóricos malteses de Mnajdra, Patrimonio Mundial de la Unesco. Mnajdra es un yacimiento prehistórico que consta de tres templos dispuestos en torno a un patio ovalado. Está situado en la costa meridional de Malta, a unos 500 metros de Hagar Qim. Mnajdra es conocido por sus alineaciones astronómicas y, al parecer, el templo sur fue construido para señalar la salida del sol durante los equinoccios y los solsticios. Las partes más antiguas de este complejo datan del 3 600 al 3 200 a. C. |       |                    |                  |                      |

| | Mónaco | 250.º aniversario del nacimiento de François Joseph Bosio | Emisión: 16 000 | Fecha: junio de 2018 |
| El diseño muestra al Sr. BOSIO y una estatua como imagen de fondo. La inscripción «MONACO» se muestra en semicírculo en la parte alta de la imagen. En la parte baja, también en semicírculo, figuran dos inscripciones: «FRANÇOIS-JOSEPH BOSIO» y debajo «1768 – SCULPTEUR-2018». |        |                                                           |                 |                      |

| | Portugal | 250 años de la Oficina Nacional de Imprenta | Emisión: 520 000 | Fecha: mayo de 2018 |
| El motivo muestra la leyenda «1768-2018 IMPRENSA NACIONAL DUZENTOS E CINQUENTA 250 ANOS PORTUGAL MMXVIII» como si las letras y los números fueran los libros de una biblioteca. En la parte inferior del anillo interior figura el nombre del artista, «Eduardo Aires», a la izquierda, y la marca de ceca «INCM», a la derecha. |          |                                             |                  |                     |

| | Portugal | 250 años del Jardín Botánico de Ajuda | Emisión: 520 000 | Fecha: julio de 2018 |
| El motivo muestra un drago muy viejo que se encuentra en el Jardín Botánico de Ajuda y que es un símbolo de este jardín. El Jardín Botánico de Ajuda es una unidad de apoyo tecnológico de la Universidad de Agronomía. Funciona como infraestructura educativa y de investigación, pero también está abierto al público. Fue el primer jardín botánico de Portugal, concebido para preservar, estudiar y recoger el mayor número posible de especies vegetales. En la parte superior del motivo, de izquierda a derecha, en semicírculo, figura la leyenda «250 ANOS JARDIM BOTÂNICO DA AJUDA». |          |                                       |                  |                      |

| | San Marino | 500.º aniversario del Nacimiento de Tintoretto | Emisión: 60 500 | Fecha: abril de 2018 |
| En el centro de la moneda se reproduce un detalle del cuadro de Tintoretto «La Visitación» (el abrazo de la Virgen María e Isabel) y se indican las fechas «1518-2018». En el borde, se observa «SAN MARINO» en la parte superior y «Tintoretto». |            |                                                |                 |                      |

| | San Marino | 420.º aniversario del nacimiento de Gian Lorenzo Bernini | Emisión: 60 500 | Fecha: septiembre de 2018 |
| La moneda reproduce en su centro un detalle de la obra de Bernini «Busto de Costanza Bonarelli» e incluye las fechas «1598-2018». |            |                                                          |                 |                           |

| | Ciudad del Vaticano | Año Europeo del Patrimonio Cultural | Emisión: 101 000 | Fecha: mayo de 2018 |
| El motivo representa la estatua de Laocoonte y sus hijos, también llamada grupo escultórico del Laocoonte, una obra pionera en el mundo de la escultura y fundacional de los Museos Vaticanos. En la parte inferior, en el centro, figura la indicación del país emisor «Città del VATICANO». De izquierda a derecha, en semicírculo, se lee la inscripción «ANNO EUROPEO DEL PATRIMONIO CULTURALE». |                     |                                     |                  |                     |

| | Ciudad del Vaticano | 50.º aniversario de la muerte del Padre Pío | Emisión: 101.000 | Fecha: octubre de 2018 |
| El diseño muestra el perfil derecho del retrato del Padre Pío. En la parte superior, en semicírculo de izquierda a derecha, se encuentra la inscripción del Estado emisor «CITTÀ DEL VATICANO». |                     |                                             |                  |                        |

### 2019
| | Alemania | 70 Aniversario - Bundesrat | Emisión: 30 000 000 | Fecha: enero de 2019 |
| El motivo muestra una representación detallada y finamente esculpida del edificio del Bundesrat (es la cámara de representación de los dieciséis estados federados de Alemania). |          |                            |                     |                      |

| | Alemania | 30.º aniversario - Caída del Muro de Berlín | Emisión: 30 000 000 | Fecha: octubre de 2019 |
| Hace treinta años cayó el muro de Berlín. Fue un acontecimiento que, además de sus repercusiones en la sociedad alemana, tuvo consecuencias mundiales. El 9 de noviembre de 1989, este hito marcó el final de la guerra fría y anunció un apaciguamiento al cabo de varias décadas de tensiones internacionales. A escala europea, fue el primer paso hacia la reunificación de uno de los principales países de la Unión Europea. Este cambio importante quedó consagrado en el Tratado de Moscú, del que Francia fue signataria. La Unión Europea acogió entonces a dieciséis millones de nuevos ciudadanos en tan solo un año, lo cual suponía un efecto estructural y económico equivalente al de la adhesión de un nuevo país. El motivo representa el muro de Berlín, abierto en su centro, de forma que deja pasar a unas palomas y gente festejando la liberación. |          |                                             |                     |                        |

| | Andorra | Final de la Copa del Mundo de Esquí Alpino' | Emisión: 75 000 | Fecha: marzo de 2019 |
| La fase final de la Copa del Mundo de Esquí de 2019 se celebraron en el Principado de Andorra del 11 al 17 de marzo de 2019. De esta manera, el Principado de Andorra acogió una de las más importantes competiciones de esquí alpino del mundo. Para el Principado de Andorra, fue el evento deportivo de invierno más prestigioso que se haya celebrado jamás en el país y un punto de inflexión en su trayectoria como destino deportivo. El motivo de la moneda presenta en primer plano a un esquiador que se desliza por una ladera. En el fondo, cuatro líneas curvas, tomadas del logotipo oficial de esta fase final de la Copa del Mundo de Esquí, representan las laderas en las que tuvo lugar la competición. Algunos copos de nieve completan el motivo junto con la inscripción «FINALS DE LA COPA DEL MÓN D’ESQUÍ ANDORRA 2019» |         |                                             |                 |                      |

| | Andorra | 600.º aniversario - Consejo General de Andorra | Emisión: 75 000 | Fecha: noviembre de 2019 |
| El diseño conmemora el 600.º aniversario de la creación del Consell de la Terra, que fue un órgano representativo creado en 1419, predecesor del Consell General, el Parlamento de Andorra. El diseño representa la parte superior del portal de la Casa de la Vall (antiguo edificio del Parlamento), con el escudo de armas del país y un fragmento de ventana encima del mismo. Dos grupos compactos de rostros humanos en los dos lados del diseño, como si se tratara de piedras del edificio, representan la cohesión de los andorranos como comunidad social unida en la historia, las instituciones y los valores. La inscripción «600 ANYS DEL CONSELL DE LA TERRA» |         |                                                |                 |                          |

| | Bélgica | 450.º aniversario - Muerte de Pieter Bruegel el Viejo | Emisión: 18 100 100 | Fecha: enero de 2019 |
| La parte interior de la moneda representa el retrato del célebre artista belga Pieter Brueghel el Viejo, junto con un cuadro sobre un caballete. En la parte superior, se encuentra el nombre de P. BRUEGEL, el año 1569, con un pequeño obelisco que hace referencia al año de la muerte, y el año 2019, que es el de emisión. |         |                                                       |                     |                      |

| | Bélgica | 25.º aniversario - Creación del Instituto Monetario Europeo (EMI) | Emisión: 1 000 000 | Fecha: enero de 2019 |
| En la parte interior de la moneda, a la derecha, aparece el retrato de Alexandre Lamfalussy, el primer presidente del IME y, junto a él, su nombre. A la izquierda, figura la abreviatura EMI y, encima de esta, el año 1994, que hace referencia a la fecha de la creación del Instituto y a la designación de Lamfalussy como su primer presidente. Debajo de la abreviatura IME aparecen representadas varias monedas cayendo unas sobre otras con la inscripción €, «ECU» y «BEF», de arriba abajo. |         |                                                                   |                    |                      |

| | Eslovaquia | 100.º aniversario - Muerte de Milan Rastislav Štefánik | Emisión: 400 000 | Fecha: abril de 2019 |
| El motivo muestra el retrato de Milan Rastislav Štefánik, una de las figuras más importantes de la historia de Eslovaquia. A la izquierda del retrato figuran las fechas de nacimiento de Štefánik «1880» y de su fallecimiento «1919», una por encima de la otra. En el lado izquierdo de la parte interior de la moneda parecen, en semicircunferencia, el nombre «MILAN RASTISLAV ŠTEFÁNIK» |            |                                                        |                  |                      |

| | Eslovenia | 100.º aniversario - Universidad de Ljubljana | Emisión: 1 317 800 | Fecha: noviembre de 2019 |
| El logotipo de la Universalidad de Liubliana es el centro del diseño. En el lado izquierdo, se sustituye la fachada de la universidad, que normalmente aparece encima del cuadrado sólido en el logotipo, por la inscripción «100 LET UNIVERZE V LJUBLJANI». |           |                                              |                    |                          |

| | España | España Patrimonio de la UNESCO - Ciudad vieja de Ávila | Emisión: 1 000 000 | Fecha: febrero de 2019 |
| La ciudad de Ávila ha preservado la austeridad y la pureza del estilo medieval rodeada por las murallas más completas que existen en España. El motivo reproduce, en el centro de la moneda, un detalle de las murallas de Ávila. En la parte superior, siguiendo un sentido circular descendente, la palabra «ESPAÑA», el año de emisión «2019» y la marca de ceca. |        |                                                        |                    |                        |

| | Estonia | 150.º aniversario - Primer Festival de la Canción Estonia | Emisión: 500 000 | Fecha: junio de 2019 |
| El motivo se inspira en la procesión del Festival de la Canción, que se desplaza como las olas del mar, entre cantos de orgullo y alegría y un despliegue de atuendos nacionales. Aúna la música, la vestimenta nacional y los diversos lugares de celebración del grandioso y emotivo Festival de la Canción estonio a orillas el mar. Muestra asimismo las primeras notas musicales del himno nacional de Estonia y, en la parte inferior, la inscripción «LAULUPIDU 150». |         |                                                           |                  |                      |

| | Estonia | 100.º aniversario - Fundación de la Universidad de Tartu | Emisión: 500 000 | Fecha: noviembre de 2019 |
| La moneda marcará el centenario de la Universidad de Tartu desde su establecimiento como primera universidad de lengua estonia. Fundada en 1632 por el rey Gustavo II Adolfo de Suecia, es una de las universidades más antiguas del norte y el este de Europa. En 1919 se convirtió en la primera universidad de lengua estonia. El motivo del diseño representa el edificio principal de la Universidad. Asimismo, pueden leerse las inscripciones «RAHVUSÜLIKOOL 100» [Universidad Nacional 100] y «UNIVERSITAS TARTUENSIS», el año «1632», |         |                                                          |                  |                          |

| | Finlandia | 100.º aniversario - Constitución de Finlandia | Emisión: 1 000 000 | Fecha: noviembre de 2019 |
| El diseño muestra tres campos circulares que se unen en el centro. Los tres campos representan el trias política, la separación de poderes en tres ramas: poder legislativo, poder ejecutivo y poder judicial. |           |                                               |                    |                          |

| | Francia | 60.º aniversario - Creación de Astérix | Emisión: 310 000 | Fecha: mayo de 2019 |
| Durante sesenta años, Astérix ha sido un verdadero icono de la cultura francesa. Este personaje, creado en 1959 por el guionista René Goscinny y el dibujante Albert Uderzo, encarna al francés con su inteligencia y agudeza a través de la identidad gala. Aparte de su línea artística, su pintura de la sociedad contemporánea con humor ha ganado para Astérix una gran fama internacional desde hace muchos años. Desde su creación, se ha traducido a todas las lenguas de la Unión Europea con gran éxito. |         |                                        |                  |                     |

| | Francia | 30.º aniversario - Caída del Muro de Berlín | Emisión: 15 000 000 | Fecha: octubre de 2019 |
| Hace treinta años cayó el muro de Berlín. Fue un acontecimiento que, además de sus repercusiones en la sociedad alemana, tuvo consecuencias mundiales. El 9 de noviembre de 1989, este hito marcó el final de la guerra fría y anunció un apaciguamiento al cabo de varias décadas de tensiones internacionales. A escala europea, fue el primer paso hacia la reunificación de uno de los principales países de la Unión Europea. Este cambio importante quedó consagrado en el Tratado de Moscú, del que Francia fue signataria. La Unión Europea acogió entonces a dieciséis millones de nuevos ciudadanos en tan solo un año, lo cual suponía un efecto estructural y económico equivalente al de la adhesión de un nuevo país. |         |                                             |                     |                        |

| | Grecia | 100.º aniversario - Nacimiento de Manolis Andronikos | Emisión: 15 000 000 | Fecha: junio de 2019 |
| Manolis Andronicos (1919-1992) fue uno de los mayores arqueólogos de Grecia. El descubrimiento que hizo del túmulo regio de Vergina en 1977 reveló hallazgos de gran valor que confirman el esplendor de la Antigua Macedonia. El motivo muestra un retrato de Manolis Andronicos. En la parte izquierda, en semicírculo de abajo arriba, se encuentra la inscripción «ΜΑΝΌΛΗΣ ΑΝΔΡΌΝΙΚΟΣ 1919-1992», |        |                                                      |                     |                      |

| | Grecia | 150.º aniversario - Muerte de Andreas Kalvos | Emisión: 750 000 | Fecha: junio de 2019 |
| Nacido en Zante, Andreas Kalvos (1792-1869) es uno de los poetas griegos modernos más importantes. Al fusionar su sólida educación neoclásica con los ideales elevados del romanticismo y darle un giro arcaico al griego demótico, logró expresar tanto las ideas revolucionarias de su época como su propia visión. La cara nacional de la moneda muestra un retrato de Andreas Kalvos. En la parte izquierda, en semicírculo de abajo arriba, se encuentra la inscripción «ANDREAS KALVOS 1792-1869», |        |                                              |                  |                      |

| | Irlanda | 100.º aniversario - 1.ª Reunión de Dáil Éireann | Emisión: 1 000 000 | Fecha: enero de 2019 |
| El motivo representa la primera sesión del Dáil Éireann en la Sala Redonda. El gobierno de la nación irlandesa comenzó el 21 de enero y la sesión se desarrolló enteramente en lengua irlandesa con el fin de marcar el carácter simbólico de la reunión. La gran Sala Redonda de la Mansion House forma un arco sobre la gran reunión del primer Dáil elegido del país. La leyenda «An chéad Dáil», en el centro del motivo, y el año «1919», en la parte superior, figuran inscritos en letra uncial tradicional. |         |                                                 |                    |                      |

| | Italia | 500 aniversario - Muerte de Leonardo da Vinci | Emisión: 3 000 000 | Fecha: enero de 2019 |
| El motivo muestra un detalle del cuadro «La dama del armiño », de Leonardo da Vinci (Museo Nacional de Cracovia). A la izquierda figuran la leyenda «LEONARDO» y las iniciales de la autora, Maria Angela Cassol, «MAC», |        |                                               |                    |                      |

| | Letonia | El Sol Naciente | Emisión: 307 000 | Fecha: septiembre de 2019 |
| La moneda, dedicada a la historia del escudo de Letonia, muestra el diseño del Sol naciente. Originalmente, el motivo formaba parte de la propuesta de diseño para el símbolo de la autonomía de Letonia, que fue elaborada por el artista Ansis Cirulis en 1917. Más tarde, este motivo se convirtió en uno de los elementos esenciales del escudo de Letonia. Ansis Cirulis también usó el motivo del Sol naciente en el diseño de la insignia de los fusileros letones y otras obras. Tras la fundación de la República de Letonia en 1918, el motivo del Sol naciente aparecía en las propuestas de diseño para el escudo del nuevo Estado. El escudo de Letonia se estableció de manera oficial en 1921. El diseño representa el motivo del Sol naciente con las letras B y L estilizadas (abreviatura de «Brīvā Latvija»- Letonia libre) en el centro. También puede leerse la inscripción «UZLĒCOŠĀ SAULE» (el Sol naciente), el nombre del país emisor «LATVIJA» |         |                 |                  |                           |

| | Lituania | Los Sutartinės | Emisión: 500 000 | Fecha: julio de 2019 |
| El diseño presenta motivos lineares que simbolizan las melodías polifónicas del patrimonio lituano único, canciones folklóricas llamadas sutartinės. Las líneas se ensanchan y se encogen en una espiral decorada con diferentes figuras geométricas y de naturaleza en miniatura. En el semicírculo se pueden leer las inscripciones correspondientes al país emisor, «LIETUVA», a las canciones multiparte lituanas, «SUTARTINĖS» |          |                |                  |                      |

| | Lituania | Regiones etnográficas lituanas - Samogitia | Emisión: 500 000 | Fecha: septiembre de 2019 |
| El diseño muestra un oso erguido sobre las patas traseras con un collar en el cuello. Este oso aparece en el escudo de Samogitia desde el siglo XVI. El oso se recorta sobre un escudo con una corona en su parte superior que está sujeto por un soldado armado (símbolo de valentía, sacrificio y patriotismo) y por una diosa con un ancla (símbolo de esperanza). Debajo puede leerse la inscripción en latín «PATRIRIA UNA» |          |                                            |                  |                           |

| | Luxemburgo | Centenario de la ascensión al trono de la Gran Duquesa Carlota | Emisión: 300 000 | Fecha: enero de 2019 |
| El motivo muestra, a la izquierda, la efigie de Su Alteza Real, el Gran Duque Enrique y, a la derecha, la efigie de la Gran Duquesa Carlota. En la parte inferior figura el nombre del país emisor, «LUXEMBURGO», |            |                                                                |                  |                      |

| | Luxemburgo | Cien años del sufragio universal en Luxemburgo | Emisión: 300 000 | Fecha: septiembre de 2019 |
| El diseño muestra, a la izquierda, a Su Alteza Real el gran duque Henri y, a la derecha, aparece una mano introduciendo un voto en una urna. |            |                                                |                  |                           |

| | Malta | Los Niños y la Solidaridad - Naturaleza y Medio Ambiente | Emisión: 320 000 | Fecha: 21 de octubre de 2019 |
| El diseño, elaborado por un estudiante de Malta, muestra un árbol frutal y una representación estilizada del Sol. En la parte inferior izquierda aparece el nombre del Estado emisor, «MALTA» |       |                                                          |                  |                              |

| | Malta | Templos de Ta' Ħaġrat | Emisión: 320 000 | Fecha: julio de 2019 |
| El diseño representa Ta’ Haġrat, un templo prehistórico situado en Mġarr, un pequeño pueblo del noroeste de Malta. El templo está compuesto por dos estructuras, y la más grande data de entre los años 3600 y 3200 a. C. La puerta monumental del templo se considera su característica más distintiva. En la parte superior del diseño aparece la inscripción «TA’HAĠRAT TEMPLES 3600-3000 BC». |       |                       |                  |                      |

| | Mónaco | 200.º aniversario de la llegada al trono del príncipe Honorato V | Emisión: 320 000 | Fecha: junio de 2019 |
| El motivo muestra la efigie del príncipe Honorato V. En la parte izquierda, figura la inscripción «HONORÉ V», |        |                                                                  |                  |                      |

| | Portugal | 600 años del descubrimiento de la Isla de Madeira | Emisión: 520 000 | Fecha: junio de 2019 |
| El evento, famoso por ser el primer descubrimiento territorial portugués, marcó un hito histórico en la consolidación de Portugal como potencia marítima y dio lugar a la época de los descubrimientos portugueses (1418-1522). El diseño representa el archipiélago de Madeira y la isla de Porto Santo. |          |                                                   |                  |                      |

| | Portugal | 500 años de la circunnavegación de Fernando Magallanes | Emisión: 770 000 | Fecha: mayo de 2019 |
| La expedición española a las Indias Orientales, que empezó en 1519 y terminó en 1522, fue la primera circunnavegación de la Tierra. El diseño representa la efigie de Fernando de Magallanes. En el lado derecho, en forma semicircular, aparece la inscripción «CIRCUM NAVEGAÇÃO» (circunnavegación) y, debajo de esta, puede leerse «1519 FERNÃO DE MAGALHÃES». |          |                                                        |                  |                     |

| | San Marino | 500.º aniversario de la muerte de Leonardo da Vinci | Emisión: 54 000 | Fecha: abril de 2019 |
| El motivo muestra, en la parte central, un ángel pintado por Leonardo da Vinci en el cuadro «Bautismo de Cristo»; en la parte izquierda, en semicírculo de izquierda a derecha, figura la inscripción «SAN MARINO», y, en la parte derecha, la inscripción «1519 Leonardo 2019» |            |                                                     |                 |                      |

| | San Marino | 550.º aniversario de la muerte de Filippo Lippi. | Emisión: 54 000 | Fecha: septiembre de 2019 |
| El diseño representa, en el centro, a la Virgen con el Niño, detalle extraído de la obra del artista Filippo Lippi «La Virgen con el Niño y dos Ángeles». En la parte superior, aparecen las inscripciones «SAN MARINO» y «FILIPPO LIPPI» |            |                                                  |                 |                           |

| | Ciudad del Vaticano | 25.º aniversario de la Restauración de la Capilla Sixtina. | Emisión: 90 000 | Fecha: 1 de octubre de 2019 |
| El diseño representa el Juicio Final de la Capilla Sixtina. A la izquierda, en forma de semicírculo, puede leerse la inscripción del país emisor «CITTÀ DEL VATICANO». A la derecha, en semicírculo, aparecen las inscripciones «CAPPELLA SISTINA – FINE DEI RESTAURI» y «1994-2019». |                     |                                                            |                 |                             |

| | Ciudad del Vaticano | 90.º aniversario de la Fundación del Estado de la Ciudad del Vaticano. | Emisión: 90 000 | Fecha: marzo de 2019 |
| El motivo muestra un retrato del papa Pío XI (soberano del Estado en 1929) y la fachada de Letrán en Roma. En la parte superior, en semicírculo de izquierda a derecha, se encuentra la inscripción del Estado emisor, «STATO DELLA CITTÀ DEL VATICANO». En la parte inferior, se muestran los años «1929» y «2019», y, debajo de estos, el nombre de la artista, «FUSCO». |                     |                                                                        |                 |                      |

### 2020
| | Alemania | Brandeburgo - Palacio de Sanssouci | Emisión: 30 000 000 | Fecha: |
| El motivo muestra el Palacio de Sanssouci. La mitad superior de la parte interior de la moneda incluye la marca de ceca de la Fábrica de Moneda de que se trate («A», «D», «F», «G» o «J»), las iniciales del artista y el año «2020». En la mitad inferior de la parte interior de la moneda figura la inscripción «BRANDENBURG» y el código de emisión de Alemania, «D». |          |                                    |                     |        |

| | Alemania | 50.º aniversario de la Genuflexión de Varsovia | Emisión: 3 000 000 | Fecha: |
| El levantamiento en el gueto de Varsovia de los capturados judíos en contra de su deportación a los campos de exterminio se inició el 19 de abril de 1943. Los insurgentes, que estaban completamente armados de manera inadecuada, luchado con amargura contra los alemanes fuerzas de ocupación en el gueto de cuatro semanas, cobrando un total de 12.000 víctimas. Otras 30.000 personas fueron fusiladas después de los combates y 7000 fueron trasladadas a los campos de exterminio. El canciller federal Willy Brandt depositó el 7 de diciembre de 1970, inmediatamente antes de la firma del Tratado de Varsovia, en el Memorial del Gueto de Varsovia. Bajo una corona, luego cayó de rodillas. Este gesto de humildad, la petición de perdón por los crímenes alemanes de la Segunda Guerra Mundial, hizo historia cuando Varsovia cayó de rodillas. Bodo Broschat representa esta escena en la moneda, a la izquierda un candelabro de siete armado flanqueado por dos leones es visible, un símbolo del judaísmo. “CAÍDA DE 50 AÑOS DE RODILLA” / “DE VARSOVIA” está escrito en un círculo en dos segmentos. |          |                                                |                    |        |

| | Andorra | XXVII Cumbre Iberoamericana Andorra 2020 | Emisión: 73 500 | Fecha: |
| La XXVII Cumbre Iberoamericana de Jefes de Estado y de Gobierno se celebrará en el Principado de Andorra en 2020. Andorra, el miembro más reciente y de menor tamaño de la Conferencia Iberoamericana, albergará este encuentro al más alto nivel político, en el que participarán 19 países de América Latina además de España, Portugal y Andorra, para trabajar en pos de objetivos comunes como el desarrollo sostenible. El motivo de la moneda muestra un árbol formado por siluetas humanas y discos dentados. Las siluetas humanas simbolizan la integración de la sociedad, la cultura y la educación para hacer realidad un futuro sostenible. Los discos dentados simbolizan la energía del movimiento entre las ideas y propuestas de los participantes en la Cumbre. Cerca del árbol puede verse el logotipo de la XXVII Cumbre. En su parte superior, tres triángulos representan los colores de la bandera andorrana. En su parte inferior, seis triángulos representan la apertura de Andorra hacia los Objetivos de Desarrollo Sostenible. Rodeando al motivo, puede leerse la inscripción «XXVII CIMERA IBEROAMERICANA ANDORRA 2020» |         |                                          |                 |        |

| | Andorra | 50 años del sufragio femenino | Emisión: 60 000 | Fecha: |
| El diseño de la moneda muestra un rostro femenino rodeado de líneas que marcan un movimiento infinito. Esas líneas están formadas por nombres femeninos en lengua catalana yuxtapuestos los unos a los otros, lo que dificulta su lectura individual, como homenaje a la solidaridad entre mujeres en la lucha por sus derechos. Completan el diseño las inscripciones «50 ANYS DEL SUFRAGI UNIVERSAL FEMENÍ» (50 años de sufragio universal femenino) y «ANDORRA 1970-2020». |         |                               |                 |        |

| | Bélgica | 630 años del nacimiento de Jan van Eyck | Emisión: 155 000 | Fecha: |
| En la parte interior de la moneda figura el retrato del famoso artista flamenco Jan van Eyck, junto con su firma y una paleta de pintor que también contiene las iniciales LL, que indican el diseñador de la moneda, Luc Luycx, y dos pinceles. En la parte superior se lee el nombre «J. van Eyck». Como la Real Casa de la Moneda de los Países Bajos acuñará las monedas, la marca de ceca de Utrecht, un caduceo, figura en la parte inferior, junto a la marca de ceca del director de la Fábrica de la Moneda belga, el escudo de armas del municipio de Herzele. |         |                                         |                  |        |

| | Bélgica | 2020 Año Internacional de la Sanidad Vegetal | Emisión: 755 000 | Fecha: |
| La parte interior de la moneda muestra el logotipo oficial del AISV 2020, compuesto por hojas y el texto «INTERNATIONAL YEAR OF PLANT HEALTH». Las hojas representan plantas sanas como fuente del oxígeno que respiramos, de los alimentos que comemos y de toda la vida en la Tierra. Esta imagen positiva de hojas protegidas de plagas y enfermedades letales forma un círculo, que representa el mundo y hace hincapié en que la sanidad y la protección de las plantas tienen interés mundial. La sanidad vegetal es la clave para acabar con el hambre, reducir la pobreza, proteger el medio ambiente e impulsar el desarrollo económico. Como la Real Casa de la Moneda de los Países Bajos acuñará las monedas, la marca de ceca de Utrecht, un caduceo, se sitúa a la derecha. La marca de ceca del director de la Fábrica de la Moneda belga, el escudo de armas del municipio Herzel. |         |                                              |                  |        |

| | Chipre | 30.º aniversario de la creación del Instituto de neurología y genética de Chipre | Emisión: 412 000 | Fecha: cuarto trimestre de 2020 |
| El motivo representa una neurona con sus sinapsis a modo de alusión a labor del Instituto de neurología y genética de Chipre, que celebra su 30.o aniversario. Dicho Instituto goza de reconocimiento internacional y desempeña un papel activo y esencial en cuanto que centro de excelencia regional, nacional e internacional que ofrece servicios de calidad, investigación innovadora y enseñanza postuniversitaria. En torno al borde del círculo interior y rodeando al motivo se encuentran el nombre del Estado emisor «KYΠΡΟΣ - KIBRIS» y la frase «ΙΝΣΤΙTOYΤΟ ΝΕΥΡΟΛΟΓΊΑΣ & ΓΕΝΕΤΙKHΣ KYΠΡΟY 1990-2020» (Instituto de neurología y genética de Chipre 1990-2020). |        |                                                                                  |                  |                                 |

| | Eslovaquia | 20.º aniversario de la adhesión de Eslovaquia a la OCDE | Emisión: 1 000 000 | Fecha: noviembre de 2020 |
| La mitad superior derecha del motivo de la cara nacional muestra una representación del concepto de humanismo digital: unos circuitos grabados en forma de cerebro humano, en cuyo centro figura un círculo a modo de microprocesador. El escudo de armas eslovaco luce próximo al borde inferior derecho. Dentro de un recuadro en bajorrelieve que se solapa parcialmente con la imagen principal se lee «20. VÝROČIE» y «VSTUP SR DO OECD» (20.oaniversario de la adhesión de Eslovaquia a la OCDE). Debajo del recuadro figura el nombre del Estado emisor «SLOVENSKO» y el año de emisión «2020», en renglones separados. Entre el recuadro y el borde izquierdo del motivo se encuentra la marca de ceca de la fábrica de moneda de Kremnica (Mincovňa Kremnica), que consiste en las letras «MK» entre dos cuños. Debajo de la marca de ceca se pueden ver las letras estilizadas «PV», que son las iniciales del diseñador, Peter Valach. |            |                                                         |                    |                          |

| | Eslovenia | 500.º aniversario del nacimiento de Adam Bohorič | Emisión: 1 000 000 | Fecha: segundo semestre de 2020 |
| En el núcleo del diseño figura un lema multilingüe procedente de la portada de la gramática latín-esloveno de Bohorič titulada «Proste zimske urice». El lema en esloveno, escrito en bohoričica o alfabeto Bohorič (tipo de escritura que lleva el nombre de Adam Bohorič), fácilmente reconocible por su letra «f» característica, aparece en la mitad inferior del núcleo de la moneda. Detrás está inscrita su versión en latín, lo que representa la contribución de Bohorič a la esfera académica internacional. En la parte superior del diseño, dibujando un semicírculo, figura la inscripción «ADAM BOHORIČ1520/SLOVENIJA 2020» |           |                                                  |                    |                                 |

| | España | Patrimonio Mundial de la Unesco - Arquitectura mudéjar de Aragón | Emisión: 4 000 000 | Fecha: 1 de febrero de 2020 |
| El motivo muestra la imagen de la torre de El Salvador de Teruel. En el lado izquierdo, en letras mayúsculas, figura la inscripción «ESPAÑA», en el lado derecho, la marca de ceca y, debajo, el año de emisión, 2020. En la parte superior del círculo interior, en sentido circular y en mayúscula, se lee «ARQUITECTURA MUDÉJAR DE ARAGÓN». |        |                                                                  |                    |                             |

| | Estonia | 200.º aniversario del descubrimiento de la Antártida | Emisión: 750 000 | Fecha: principios de 2020 |
| El descubrimiento está vinculado a Estonia porque uno de los primeros hombres que avistó la Antártida en 1820 fue Fabian Gottlieb von Bellingshausen, marino alemán del mar Báltico natural de Saaremaa que documentó el descubrimiento. En el diseño figura un motivo de un buque de vela, así como las leyendas «Fabian Gottlieb von Bellingshausen», «ANTARKTIKA 200», el nombre del país «EESTI» y el año de emisión «2020». En la corona circular de la moneda figuran las doce estrellas de la bandera europea. |         |                                                      |                  |                           |

| | Estonia | 100 años del Tratado de Paz de Tartu | Emisión: 1 000 000 | Fecha: 2 de febrero de 2020 |
| El tratado firmado por Estonia y la República Socialista Federativa Soviética de Rusia el 2 de febrero de 1920 delimitó la frontera oriental de Estonia y puso fin a la guerra de independencia. En el motivo figura un árbol con ramas en las que se entreveran las palabras «TARTU RAHU» (la Paz de Tartu). |         |                                      |                    |                             |

| | Finlandia | Centenario de la Universidad de Turku | Emisión: 800 000 | Fecha: primavera/verano de 2020 |
| El diseño reticular representa la interacción entre las universidades y la sociedad. En la parte superior aparece el año de emisión «2020», a la derecha, la marca de ceca, y debajo de esta la indicación del Estado emisor, «FI». |           |                                       |                  |                                 |

| | Finlandia | Centenario del nacimiento de Väinö Linna | Emisión: 800 000 | Fecha: septiembre-diciembre de 2020 |
| La moneda conmemora al prominente escritor finlandés Väinö Linna. Este año se cumplen cien años desde su nacimiento en 1920. El motivo simboliza el tiempo que Linna trabajó en una fábrica textil y muestra, además de su rostro, letras a modo de urdimbre de sus libros. La inscripción «VÄINÖ LINNA» figura en el lado izquierdo. En la parte inferior se aprecian las inscripciones del año de emisión «2020» y del país emisor «FI» |           |                                          |                  |                                     |

| | Francia | 50.º aniversario de la muerte del general Charles de Gaulle y 80 Aniversario del llamamiento del 18 de junio | Emisión: 18 000 000 | Fecha: 18 de junio de 2020 |
| El motivo representa dos perfiles de Charles de Gaulle en dos momentos diferentes. El perfil del segundo plano muestra a Charles de Gaulle en uniforme de general del ejército durante el llamamiento a las armas del 18 de junio de 1940 o durante la liberación de París. El perfil del primer plano representa a Charles de Gaulle durante su segundo mandato presidencial. Por último, la mención RF está semiintegrada en una cruz de Lorena, símbolo de la Francia Libre elegido por el general Charles de Gaulle en 1940. Sus fechas de nacimiento y de fallecimiento, así como la fecha del año, también figuran en la cruz de Lorena. |         | |                     |                            |

| | Francia | Investigación Médica 2020 | Emisión: 300 000 | Fecha: octubre de 2020 |
| El motivo muestra la figura del ser humano en la Unión, representada por un rostro grabado en una esfera. Mira a lo infinitamente pequeño, representado por fragmentos de ADN grabados en un círculo. La intersección de los planos es una alegoría que representa a la investigación y la inteligencia dominando lo infinitamente pequeño, estudiándolo y derrotando a las enfermedades. La indicación del Estado emisor «RF» se encuentra en la parte superior derecha; la marca de ceca y el año de emisión «2020» |         |                           |                  |                        |

| | Grecia | 2500 años de la Batalla de las Termópilas | Emisión: 750 000 | Fecha: enero de 2020 |
| El motivo representa un casco griego antiguo. En semicírculo de abajo arriba figuran las leyendas en griego «2500 AÑOS DE LA BATALLA DE LAS TERMÓPILAS» y «REPÚBLICA HELÉNICA». También figuran en el fondo el año de emisión «2020» y una palmeta (la marca de ceca de la ceca griega). Se puede ver en la parte inferior y a la derecha del casco el monograma del artista (George Stamatopoulos). Aunque acabó en derrota para los griegos, la batalla de las Termópilas sigue siendo un símbolo intemporal de resistencia heroica. |        |                                           |                  |                      |

| | Grecia | 100 años de la incorporación de Tracia a Grecia | Emisión: 750 000 | Fecha: mayo de 2020 |
| El motivo reproduce una antigua moneda de la ciudad tracia de Abdera, con un grifo. En semicírculo de abajo arriba figuran las leyendas en griego «CENTENARIO DE LA UNIÓN DE TRACIA CON GRECIA» y «REPÚBLICA HELÉNICA», el año de emisión «2020» y una palmeta (la marca de ceca griega). A la izquierda se ve también el monograma del artista (George Stamatopoulos). La región de Tracia, situada en el extremo nordeste del país, se unió a Grecia tras el fin de la Primera Guerra Mundial. |        |                                                 |                  |                     |

| | Italia | Corpo Nazionale dei Vigili del Fuoco | Emisión: 3 000 000 | Fecha: enero de 2020 |
| El motivo muestra, en el centro, el logotipo del Cuerpo Nacional de Bomberos. A la izquierda figura «RI», acrónimo de la República Italiana; a la derecha, el año de la emisión de moneda «2020», y «R», marca de ceca de la Fábrica de la Moneda de Roma; en la parte inferior, «LDS», las iniciales de la diseñadora Luciana De Simoni; en la parte superior, la leyenda dispuesta en forma de arco «CORPO NAZIONALE DEI VIGILI DEL FUOCO». |        |                                      |                    |                      |

| | Italia | 150.º aniversario del nacimiento de María Montessori | Emisión: 3 000 000 | Fecha: junio de 2020 |
| Retrato de María Montessori de composición geométrica con algunos elementos didácticos extraídos de su sistema educativo. A la derecha, «RI», acrónimo de la República Italiana; a la izquierda, «R», marca de ceca de la Fábrica de la Moneda de Roma; a la derecha, «LDS», las iniciales de la diseñadora Luciana De Simoni; en las partes superior e inferior, las fechas «1870» y «2020», el año de nacimiento de la pedagoga italiana y de la emisión de la moneda, respectivamente; alrededor del retrato, la leyenda «MARIA MONTESSORI». |        |                                                      |                    |                      |

| | Letonia | Cerámica Latgaliana | Emisión: 400 000 | Fecha: segundo trimestre de 2020 |
| La moneda está dedicada a la alfarería de Latgalia. Esta alfarería tradicional existió durante largos períodos de tiempo en dos distritos, Latgalia y Curlandia (Latgale y Kurzeme en letón, respectivamente), pero solo en Latgalia ha sobrevivido a lo largo de los años y se ha transmitido de unas generaciones a otras. La alfarería de Latgalia forma parte también del Canon Cultural Letón. El motivo representa una pieza característica de la cerámica de Latgalia, el candelero de arcilla. Lleva la inscripción «LATGALES KERAMIKA» |         |                     |                  |                                  |

| | Lituania | Regiones etnográficas lituanas - Aukštaitija | Emisión: 500 000 | Fecha: tercer trimestre de 2020 |
| El motivo representa un escudo de armas con un jinete pertrechado de armadura que blande con su diestra una espada. El escudo de armas lo sostienen dos ángeles, que simbolizan el ensalzamiento y la protección de Aukštaitija, una de las regiones más importantes de Lituania y cuna de su identidad estatal. Justo debajo figura en latín «PATRIAM TUAM MUNDUM EXISTIMA» (ten a tu patria por el mundo entero). El motivo está rodeado por las leyendas siguientes: «LIETUVA» (nombre del país emisor), «AUKŠTAITIJA» |          |                                              |                  |                                 |

| | Lituania | La Colina de las Cruces | Emisión: 500 000 | Fecha: cuarto trimestre de 2020 |
| El motivo representa la Colina de las Cruces: fragmentos de cruces de madera y forjadas que simbolizan la elaboración artesanal de cruces y la cultura popular lituanas. La elaboración artesanal de cruces y su simbolismo en Lituania están incluidos en la Lista Representativa del Patrimonio Cultural Inmaterial de la Humanidad de la Unesco. Se pueden apreciar las inscripciones siguientes: el nombre del Estado emisor «LIETUVA» y el año de emisión «2020» en la parte superior, y «KRYŽIŲ KALNAS» (Colina de las Cruces) y la marca de ceca lituana en la parte inferior. El motivo es obra de Rytas Jonas Belevičius. |          |                         |                  |                                 |

| | Luxemburgo | Bicentenario del nacimiento del Príncipe Henry | Emisión: 500 000 | Fecha: enero de 2020 |
| El motivo de la moneda muestra, a la derecha, el busto de Su Alteza Real el gran duque Henri y, a la izquierda, el busto del príncipe Henri. En la parte inferior, figura el nombre del país emisor «LUXEMBOURG» y el año «2020». A la izquierda, en semicírculo, aparece la leyenda «Prince Henri d’Orange-Nassau» y, bajo su busto, la leyenda «1820-1879». |            |                                                |                  |                      |

| | Luxemburgo | El nacimiento del príncipe Carlos | Emisión: 500 000 | Fecha: diciembre de 2020 |
| El motivo muestra en el centro al príncipe Carlos, bajo las efigies de sus padres, sus altezas reales el gran duque heredero Guillermo y la gran duquesa heredera Estefanía. En la parte inferior, el texto «S.A.R. de Prënz Charles» (su alteza real el príncipe Carlos) va seguido de la fecha de nacimiento «10 de mayo de 2020». En el lado izquierdo, figura en vertical la palabra «LËTZEBUERG», como designación del Estado emisor. El monograma (letra «H» con copa) es una representación del gran duque Henri. |            |                                   |                  |                          |

| | Malta | Los Niños y la Solidaridad - Juegos | Emisión: 200 000 | Fecha: |
| El motivo representa un conjunto de juegos populares tradicionales de los niños malteses, como las canicas, la peonza y la cometa clásica. También se muestra una versión maltesa de la rayuela, conocida como passju. Las tres abejas que sobrevuelan en círculo aluden a una cancioncilla popular que cantan los niños malteses mientras juegan. Figuran en el motivo el nombre del Estado emisor, «Malta», y el año de emisión, «2020». |       |                                     |                  |        |

| | Malta | Templos de Skorba | Emisión: 170 000 | Fecha: |
| Representa el templo prehistórico de Skorba, ubicado cerca de la aldea de Zebbiegh, en el noroeste de Malta. El complejo consta de dos templos adyacentes construidos sobre unas ruinas mucho más antiguas descubiertas fuera del recinto de los templos. Skorba carece de la monumentalidad de otros templos de las islas maltesas. Sin embargo, el lugar es de suma importancia al haber permitido a los arqueólogos fijar la secuencia cultural prehistórica de Malta y confirma que esta fue habitada por primera vez en torno al año 5 000 AEC. En la parte superior del diseño aparece la inscripción «SKORBA TEMPLES 3600-2500 BC». |       |                   |                  |        |

| | Mónaco | 300.º aniversario del nacimiento del Príncipe Honoré III | Emisión: 15 000 | Fecha: |
| El motivo muestra la efigie del príncipe Honoré III. A la izquierda figura la inscripción «HONORÉ III» y el nombre del país emisor «MONACO». En la parte inferior, en semicírculo, se muestra la inscripción «1720 -Naissance-2020». |        |                                                          |                 |        |

| | Portugal | 730.º aniversario de la Universidad de Coímbra | Emisión: 360 000 | Fecha: |
| El motivo muestra la torre de la Universidad de Coímbra y una composición visual de triángulos que representan los tejados del edificio de la institución, de los cuales el más alto es el de la biblioteca de Joanina, entreverados con la leyenda «UNIVERSIDADE DE COIMBRA 730 ANOS PORTUGAL 2020». |          |                                                |                  |        |

| | Portugal | 75 años de las Naciones Unidas | Emisión: 510 000 | Fecha: |
| En el diseño figura el logotipo de las Naciones Unidas. En la parte superior aparece el año de emisión «2020», el nombre del país emisor «PORTUGAL» y la inscripción «UN 75 YEARS». Bajo las palabras «UN» y «YEARS», su traducción al portugués: «ONU» y «ANOS». En el lado izquierdo figura la marca de ceca «CASA DA MOEDA» y, en el derecho, el nombre del grabador «ANDRÉ LETRIA». |          |                                |                  |        |

| | San Marino | 500.º aniversario de la muerte de Rafael Sanzio | Emisión: 54 000 | Fecha: |
| El motivo reproduce el perfil de la Virgen, detalle del fresco «Madonna di Casa Santi», la primera obra maestra de un jovencísimo Rafael pintada en la casa familiar de Urbino, sede actual de la prestigiosa Academia Raffaello. La obra representa a la Virgen María con el niño Jesús dormido sobre sus rodillas y está impregnada de la tierna intimidad entre la madre y el hijo, un tema recurrente de su producción artística. En la parte superior derecha, el nombre del país emisor «SAN MARINO» y los años «1520» y «2020». En la parte inferior, la inscripción «RAFFAELLO», a la derecha las iniciales de la autora Annalisa Masini, «A.M. |            |                                                 |                 |        |

| | San Marino | 250.º aniversario de la muerte de Giambattista Tiepolo | Emisión: 50 000 | Fecha: |
| En la parte izquierda de la moneda se reproduce el busto de un ángel, detalle del cuadro de Tiepolo «Agar e Ismael», que se conserva en la Escuela Grande de San Roque de Venecia, junto a las iniciales de la autora Claudia Momoni, «C.M.». En su parte superior figuran la inscripción «TIEPOLO» y la letra «R», que identifica a la Fábrica de Moneda de Roma; a la derecha, las fechas 1770 y 2020 y la inscripción «SAN MARINO» |            |                                                        |                 |        |

| | Ciudad del Vaticano | Centenario del Nacimiento de Juan Pablo II | Emisión: 101 000 | Fecha: |
| El motivo muestra al Papa Juan Pablo II, la casa en la que nació y la basílica cercana a su casa en Wadowice (Polonia). En la parte superior izquierda puede leerse en semicírculo la inscripción «PAPA GIOVANNI PAOLO II». En la parte derecha figuran los años «1920 2020» y la marca de ceca «R». En la parte inferior puede leerse en semicírculo el nombre del Estado emisor «CITTA’ DEL VATICANO». Bajo la imagen de la basílica aparecen el nombre del artista «G. TITOTTO» y las iniciales de la grabadora «M.A.C. INC» |                     |                                            |                  |        |

| | Ciudad del Vaticano | 5.º Centenario de la muerte de Rafael Sanzio | Emisión: 101 000 | Fecha: |
| El diseño consiste en un retrato de Rafael junto con dos ángeles. A la derecha, formando un semicírculo, figura la inscripción «RAFFAELLO SANZIO». Sobre la imagen de los dos ángeles aparecen las fechas «1520» y «2020», y debajo el nombre del Estado emisor, «CITTA’ DEL VATICANO». En la parte inferior se encuentran la marca de ceca «R» y el nombre de la artista, «D. LONGO». |                     |                                              |                  |        |

### 2021
| | Alemania | Sajonia-Anhalt - Catedral de Magdeburgo | Emisión: 30 000 000 | Fecha: 26 de enero de 2021 |
| En el diseño se muestra la catedral de Magdeburgo, la primera catedral de estilo gótico construida en Alemania. En la cara interna también figura el nombre «SACHSEN-ANHALT» (Sajonia-Anhalt) |          |                                         |                     |                            |

| | Andorra | Centenario de la coronación de la Virgen de Meritxell | Emisión: 73 500 | Fecha: diciembre de 2021 |
| En primer plano se muestra la reproducción de la talla románica de Nuestra Señora de Meritxell (patrona del Principado de Andorra), que data de los siglos XI y XII. En segundo plano se muestra una reproducción parcial del santuario de la basílica donde se encuentra la talla, un elemento gráfico que simboliza una flor, el nombre del país emisor «ANDORRA» y los años «1921-2021» |         |                                                       |                 |                          |

| | Andorra | Cuidemos de nuestras personas mayores | Emisión: 70 000 | Fecha: diciembre de 2021 |
| El motivo de la moneda «CUIDEM LA NOSTRA GENT GRAN» (Cuidemos de nuestros mayores) está simbolizado por la imagen de la mano de una persona joven con otra mano que muestra todos los signos de envejecimiento, y un estetoscopio debajo. El nombre del país emisor «ANDORRA», rematado por un semicírculo que rodea varias reproducciones del virus SARS-CoV-2, representa el compromiso del Estado con la prevención de su propagación y el cuidado de sus ciudadanos. |         |                                       |                 |                          |

| | Bélgica | 500 años de la acuñación de monedas con el reinado de Carlos V | Emisión: 150 000 | Fecha: octubre de 2021 |
| La cara nacional de la moneda representa en su parte interior el retrato del Carlos V, junto con el texto «Carolus V». A la izquierda aparece representado el florín de oro Carolus, de 500 años de antigüedad, emitido tras la ordenanza del segundo período de emisión de monedas durante el reinado de Carlos V. Como la Real Casa de la Moneda de los Países Bajos acuñará las monedas, la marca de ceca de Utrecht, un caduceo, figura en la parte inferior, junto a la marca de ceca del director de la Fábrica de la Moneda belga, el escudo de armas del municipio de Herzele. También contiene las iniciales LL, que hacen referencia al diseñador de la moneda, Luc Luycx. |         |                                                                |                  |                        |

| | Bélgica | 100 años de la constitución de la Unión Económica Belgo-Luxemburguesa | Emisión: 150 000 | Fecha: julio de 2021 |
| La cara nacional de la moneda muestra la efigie del rey Felipe I de Bélgica junto con la del Gran Duque Henri de Luxemburgo. Además, ambos países están representados, con la mención de la Unión Económica, y los años 1921 y 2021. Como la Real Casa de la Moneda de los Países Bajos acuñará las monedas, la marca de ceca de Utrecht, un caduceo, figura en la parte inferior, junto a la marca de ceca del director de la Fábrica de la Moneda belga, el escudo de armas del municipio de Herzele. También figuran las iniciales LL, que hacen referencia al diseñador de la moneda, Luc Luycx. |         |                                                                       |                  |                      |

| | Eslovaquia | Centenario del nacimiento de Alexander Dubček | Emisión: 1 000 000 | Fecha: noviembre de 2021 |
| El motivo representa un retrato del perfil izquierdo de Alexander Dubček, prominente político eslovaco, cuyo intento de introducir reformas liberales en Checoslovaquia en 1968 se conoce como la Primavera de Praga. A lo largo del borde izquierdo del círculo interior de la moneda aparece el nombre del país emisor «SLOVENSKO». Superpuesto en la parte inferior del retrato aparece el nombre «Alexander Dubček», el nombre encima del apellido, y debajo las fechas de nacimiento, «1921», y de fallecimiento, «1992», una encima de la otra. En el borde derecho figura el año de emisión, «2021», y debajo la marca de ceca de la Kremnica Mint (Mincovňa Kremnica), formada por las letras «MK» colocadas entre dos matrices. Junto al borde inferior derecho figuran las iniciales estilizadas «BR», en referencia al diseñador de la cara nacional, Branislav Ronai. |            |                                               |                    |                          |

| | Eslovenia | 200 años del museo de Eslovenia | Emisión: 1 000 000 | Fecha: octubre de 2021 |
| El motivo se inspira en las franjas decorativas que figuran en el Vače Situla (vaso de bronce de la Edad de Hierro), uno de los más bellos objetos artísticos de este tipo de arte. Estas franjas son un símbolo gráfico de la estratificación histórica que el museo conserva para las generaciones futuras. El motivo representa las etapas de la historia del museo con nombres diferentes a lo largo de sus 200 años de historia. Los nombres están dispuestos de la misma forma que si estuvieran escritos en el Vače Situla. |           |                                 |                    |                        |

| | España | Patrimonio Mundial de la Unesco - Puerta del Sol (Toledo) | Emisión: 4 000 000 | Fecha: febrero de 2021 |
| El motivo representa una vista de la Puerta de Sol y un detalle de la sinagoga del Tránsito, edificios ambos de estilo mudéjar y construidos en el siglo XIV. A la izquierda y en mayúsculas figura la palabra «ESPAÑA» y el año de acuñación «2021». |        |                                                           |                    |                        |

| | Estonia | Símbolos nacionales de Estonia - Lobo, mamífero nacional de Estonia | Emisión: 1 000 000 | Fecha: octubre de 2021 |
| El motivo muestra la silueta del lobo y un bosque. Cerca del borde interior de la corona figura el nombre del país, «EESTI», a la izquierda; el año de emisión, «2021», a la derecha; y el texto «CANIS LUPUS» (lobo en latín), en la parte superior. |         |                                                                     |                    |                        |

| | Estonia | Pueblos Ugrofineses | Emisión: 1 000 000 | Fecha: septiembre de 2021 |
| La cara nacional de la moneda representa un motivo basado en las pinturas rupestres del lago Äänisjärv. Los símbolos del cazador, el alce, el ave acuática y el sol constituyen para los pueblos ugrofineses el ciclo simbólico de la vida. La figura central es un ave acuática que aparece representada en el arte y el folclore de todos los pueblos ugrofineses. En la parte superior derecha, en un semicírculo, figuran el nombre del país, «EESTI», seguido del año, «2021». En la parte inferior izquierda, figura la inscripción «FENNO-UGRIA». |         |                     |                    |                           |

| | Francia | 75 años de la creación de Unicef | Emisión: 7 500 000 | Fecha: |
| El motivo consiste en una alegoría de la labor de «UNICEF», con las manos como elemento clave. Las manos sujetan el globo terráqueo por encima y por abajo, y representan el vínculo entre las distintas regiones de la Tierra. Coronan el conjunto la indicación del 75.º aniversario y unas hojas de laurel, junto con el acrónimo RF. En el borde superior figuran la leyenda «UNICEF», junto con las fechas correspondientes, y el lema UNICEF «Pour chaque enfant» (Para cada niño). |         |                                  |                    |        |

| | Francia | Juegos Olímpicos de París 2024 | Emisión: 510 000 | Fecha: marzo de 2021 |
| El motivo representa a Marianne, personaje nacional e icono de la numismática francesa, corriendo a la «antigua usanza» en referencia a los Juegos Olímpicos de la Antigüedad. Su silueta se superpone a la Torre Eiffel, elemento fundamental del patrimonio parisino, para formar un eje común con la «dama de hierro». En el fondo, aparece una pista de atletismo en cuyo lado izquierdo se inserta el símbolo de París 2024. |         |                                |                  |                      |

| | Finlandia | Prensa Libre en apoyo de la democracia finlandesa | Emisión: 800 000 | Fecha: abril de 2021 |
| Las figuras representadas en la parte interior de la moneda pueden interpretarse como figuras humanas estilizadas y entrelazadas en una red de tipo cinta. En los lados exteriores de la parte interior de la moneda se lee «JOURNALISMI JOURNALISTIK». En la parte inferior de la parte interior figura la leyenda «2021 FI» |           |                                                   |                  |                      |

| | Finlandia | 100 años del autogobierno de la región Åland | Emisión: 800 000 | Fecha: agosto de 2021 |
| El tema de la moneda es el paisaje del archipiélago compuesto por formas en relieve. La mitad inferior del motivo presenta una escala con señales náuticas, la proa de una embarcación y una mano que sostiene una brújula. La línea media horizontal del motivo muestra un horizonte marino. La mitad superior del motivo presenta cielo y nubes. En la parte inferior, en un semicírculo, aparece la inscripción «AHVENANMAAN ITSEHALLINTO 100 VUOTTA» («Centenario de la autonomía de las islas Åland», en finés). En la parte superior, en un semicírculo, aparece la inscripción «ÅLANDS SJÄLVSTYRELSE 100 ÅR» («Centenario de la autonomía de las islas Åland», en sueco). En el centro hay dos puntos destacados en forma de diamante entre los textos, uno a la izquierda y otro a la derecha. Sobre los diamantes, en el lado derecho, figura la inscripción «2021 FI» |           |                                              |                  |                       |

| | Grecia | 200 años de la Revolución Griega | Emisión: 1 500 000 | Fecha: abril de 2021 |
| El motivo presenta la bandera griega en el centro, rodeada por ramas de laurel. En semicírculo, de abajo a arriba, figuran las leyendas en griego «1821-2021 DOSCIENTOS AÑOS DE LA REVOLUCIÓN GRIEGA» y «REPÚBLICA HELÉNICA». Se pueden ver, en la parte inferior y entre dos ramas de laurel, una palmeta (la marca de ceca de la Casa de la Moneda griega) y la firma del artista (George Stamatopoulos). |        |                                  |                    |                      |

| | Italia | 150 años de la capital en Roma | Emisión: 3 000 000 | Fecha: enero de 2021 |
| Detalle de la diosa Roma, escultura de Angelo Zanelli inserta en el centro del Altar de la Patria, monumento votivo dedicado a la nación italiana en el complejo Vittoriano de Roma. En la parte superior se puede leer «ROMA CAPITALE»; a la derecha, las fechas «•1871•2021•», años, respectivamente, de la proclamación de Roma capital de Italia y de la emisión de la moneda; a la izquierda, «RI», acrónimo de la República Italiana, y «R», marca de ceca de la Fábrica de la Moneda de Roma; en el exergo se lee «UP» |        |                                |                    |                      |

| | Italia | Agradecimiento a los Sanitarios | Emisión: 3 500 000 | Fecha: enero de 2021 |
| En el centro aparecen un hombre y una mujer con vestimenta médica y mascarillas, un estetoscopio y un expediente médico que representan a los doctores y enfermeras de primera línea en la lucha contra la COVID-19; en la parte superior, la palabra «GRAZIE» seguida, a la derecha, de un corazón; a la izquierda se reproduce una cruz médica. En el centro, figuran las letras «RI», acrónimo de la República Italiana; a la derecha, «R», marca de ceca de la Fábrica de la Moneda de Roma; en la parte inferior a la izquierda se lee «CM», |        |                                 |                    |                      |

| | Letonia | 100 años del reconocimiento de iure de la República de Letonia | Emisión: 500 000 | Fecha: octubre de 2021 |
| El 26 de enero de 1921, los diplomáticos letones lograron algo trascendental: las grandes potencias mundiales reconocieron de iure a Letonia. Si bien Letonia había declarado su independencia el 18 de noviembre de 1918, la nueva nación no fue reconocida hasta 1920, después de un período trabado de combates. El motivo representa la inscripción artística «100 Latvija de iure 2021», |         |                                                                |                  |                        |

| | Lituania | Reserva de la biosfera de Žuvintas | Emisión: 500 000 | Fecha: mayo de 2021 |
| El motivo representa el entorno característico de la reserva de la biosfera de Žuvintas, que pertenece a la red mundial de reservas de la biosfera del Programa sobre el Hombre y la Biosfera de la UNESCO. Se trata de islas remotas de un lago único lleno de aves y del mayor humedal de Lituania, con sus animales distintivos. En primer plano se ve un gran avetoro que va a atrapar un sapo rojo en el agua. Entre los juncos representados a la derecha hay un carricerín cejudo y, arriba, una bandada de grullas comunes y un cisne común, todo lo cual simboliza la creación de la reserva. El motivo está rodeado por las inscripciones LIETUVA (LITUANIA), ŽUVINTAS, UNESCO, el año de emisión (2021) y la marca de ceca de la Fábrica de la Moneda de Lituania. |          |                                    |                  |                     |

| | Lituania | Regiones etnográficas lituanas - Dzukija | Emisión: 400 000 | Fecha: septiembre de 2021 |
| El motivo representa un escudo de armas con un soldado con armadura que sostiene una alabarda en su mano derecha y apoya su brazo izquierdo en un escudo báltico de plata. El escudo de armas, sujeto por dos linces, está colocado sobre un travesaño. Debajo cuelga una cinta con la inscripción latina «EX GENTE BELLICOSISSIMA POPULUS LABORIOSUS» [DE UNA TRIBU MUY BELICOSA (SURGE) UN PUEBLO OPEROSO]. La composición está rodeada por las inscripciones «LIETUVA» (LITUANIA) y «DZŪKIJA», el año de emisión «2021» Rolandas Rimkūnas es el autor del motivo. |          |                                          |                  |                           |

| | Luxemburgo | 40.º aniversario de la boda de Enrique de Luxemburgo y María Teresa de Luxemburgo | Emisión: 500 000 | Fecha: febrero de 2021 |
| El diseño muestra las efigies del Gran Duque Enrique y de la Gran Duquesa María Teresa. Debajo de las efigies, dos alianzas precedidas de la fecha de la boda «14. FEBRUAR 1981» y seguidas del año de emisión «2021». |            |                                                                                   |                  |                        |

| | Malta | Templos de Tarxien | Emisión: 170 000 | Fecha: octubre de 2021 |
| El motivo muestra un detalle de la estructura prehistórica. En la parte superior figura la inscripción «TARXIEN TEMPLES 3600-2500 BC». En la parte inferior figura el nombre del país emisor, «MALTA», y debajo el año de emisión, «2021». |       |                    |                  |                        |

| | Malta | Héroes de la pandemia | Emisión: 72 000 | Fecha: junio de 2021 |
| El motivo, creado por Maria Anna Frisone, representa a dos trabajadoras sanitarias abrazándose frente a lo desconocido. Su objetivo es ensalzar los servicios de estas personas independientes que han estado en la primera línea de la lucha contra la pandemia de COVID-19. En la parte superior, en un semicírculo, aparece la inscripción «HEROES OF THE PANDEMIC». En la parte inferior, en un semicírculo, aparece la inscripción «MALTA – 2021». |       |                       |                 |                      |

| | Mónaco | 10.º aniversario de la boda de Alberto II de Mónaco con la princesa Charlene | Emisión: 17 000 | Fecha: 1 de julio de 2021 |
| El motivo muestra las efigies de perfil del Príncipe Alberto II y de la Princesa Charlène. En la parte superior aparece el nombre del país emisor «MONACO». En la parte inferior, en un semicírculo, figura la inscripción «2011 MARIAGE PRINCIER 2021». |        |                                                                              |                 |                           |

| | Portugal | Presidencia del Consejo de la Unión Europea | Emisión: 510 000 | Fecha: enero de 2021 |
| El motivo representa un mapa dibujado por líneas que unen la capital de Portugal con las demás capitales europeas bajo la leyenda «PRESIDÊNCIA DO CONSELHO DA UNIÃO EUROPEIA PORTUGAL 2021». |          |                                             |                  |                      |

| | Portugal | Participación portuguesa en Juegos Olímpicos de Tokio 2020 | Emisión: 500 000 | Fecha: mayo de 2021 |
| En el centro de la moneda figura una representación estilizada obra del autor del símbolo del Comité Olímpico de Portugal, rodeada por la leyenda «Portugal nos Jogos Olímpicos de Tóquio’20» y el año de emisión «2021». |          |                                                            |                  |                     |

| | San Marino | 450.º aniversario del nacimiento de Caravaggio | Emisión: 54 000 | Fecha: 1 de marzo de 2021 |
| El motivo representa la «Magdalena penitente», detalle de la obra homónima de Caravaggio, conservada en la Galería Doria-Pamphili de Roma. En la parte superior izquierda figura la inscripción «SAN MARINO» y debajo las fechas «1571-2021». A la izquierda, las iniciales del autor Silvia Petrassi, «SP». En la parte superior derecha figuran la inscripción «CARAVAGGIO» |            |                                                |                 |                           |

| | San Marino | 550.º aniversario del nacimiento de Alberto Durero | Emisión: 50 000 | Fecha: agosto de 2021 |
| El motivo muestra a la Virgen María con el niño Jesús, detalle de la pintura «Virgen con el Niño» de Alberto Durero, conservado en la Galería de los Uffizi de Florencia. A la izquierda figuran la inscripción «SAN MARINO» y la marca de ceca «R». En la parte superior derecha figura el monograma «AD», con las iniciales de Alberto Durero, y a la derecha la inscripción «DÜRER». En la parte inferior figuran las iniciales del autor Valerio De Seta, «VdS», y las fechas, «1471-2021». |            |                                                    |                 |                       |

| | Ciudad del Vaticano | 450.º aniversario del nacimiento de Caravaggio | Emisión: 80 000 | Fecha: 1 de junio de 2021 |
| El motivo representa un niño con un cesto de frutas pintado por Caravaggio. En la parte superior, en semicírculo, figura el nombre del país emisor «CITTÀ DEL VATICANO». A la izquierda está la marca de ceca «R». En la parte inferior aparece la inscripción «CARAVAGGIO» y debajo los años «1571-2021». Las iniciales de la artista Chiara Principe, «CP» |                     |                                                |                 |                           |

| | Ciudad del Vaticano | 700.º aniversario de la muerte de Dante Alighieri | Emisión: 80 000 | Fecha: octubre de 2021 |
| El motivo representa un retrato de Dante y el Palazzo Vecchio de Florencia. En la parte superior derecha, en semicírculo, figura el nombre del país emisor «CITTÀ DEL VATICANO». En la parte inferior aparece la inscripción «Dante» y debajo los años «1321-2021» y el nombre del artista «P. DANIELE» |                     |                                                   |                 |                        |

### 2022
| | Alemania | Turingia - Castillo de Wartburg | Emisión: 30 000 000 | Fecha: 25 de enero de 2022 |
| El motivo muestra el castillo de Wartburg, el primer castillo alemán en ser declarado Patrimonio Mundial por la Unesco. En la cara interna también figura el nombre «THÜRINGEN» (Turingia) y, el artista: Olaf Stoy (Rabenau). |          |                                 |                     |                            |

| | Andorra | 10 años de la entrada del euro en Andorra | Emisión: 70 000 | Fecha: último trimestre de 2022 |
| Las diferentes formas y tamaños de las piezas de rompecabezas representadas en la parte inferior del motivo simbolizan el Principado de Andorra y los países pertenecientes a la Unión Europea. En la parte superior del motivo, las estrellas que rodean el símbolo de la moneda común europea representan que todas ellas forman parte del universo del euro. Junto a ellas figuran el nombre del país emisor «ANDORRA» y los años de la conmemoración «2012» y «2022». |         |                                           |                 |                                 |

| | Andorra | La leyenda de Carlomagno | Emisión: 70 000 | Fecha: último trimestre de 2022 |
| Cuenta la leyenda que el Emperador Carlomagno fundó Andorra en el año 805 y que concedió a sus habitantes su propio estatuto jurídico. El motivo de la moneda representa esta leyenda profundamente arraigada en la historia y la cultura de Andorra y muestra, en su fondo, un paisaje con montañas y un río, símbolos de su rico paisaje, con el nombre del país emisor «ANDORRA». El primer plano del motivo representa una reproducción parcial del famoso retrato del Emperador Carlomagno realizado por el artista Alberto Durero y el año de emisión «2022». |         |                          |                 |                                 |

| | Bélgica | Reconocimiento al sector sanitario por su compromiso excepcional durante la pandemia de COVID-19. | Emisión: 2 000 000 | Fecha: 11 de mayo de 2022 |
| En la parte interior de la moneda figura el personal sanitario. A la izquierda, la inscripción «Danke – Merci – Dank u» junto con varios pictogramas que hacen referencia al sector sanitario. De arriba abajo pueden verse una cruz, un estetoscopio, un corazón, una jeringa, una silla de ruedas y una mezcla química. En el extremo derecho aparecen las iniciales del diseñador Luc Luycx. Dado que la Real Casa de la Moneda de los Países Bajos acuñará las monedas, la marca de ceca de Utrecht, un caduceo, figura en la parte inferior junto a la marca del maestro de ceca belga, el escudo de armas del municipio de Herzele, el código de país «BE» y la marca del año «2022». |         |                                                                                                   |                    |                           |

| | Eslovaquia | 300 años de la 1.ª máquina de vapor en galería filtrante | Emisión: 1 000 000 | Fecha: 5 de octubre de 2022 |
| El motivo representa una máquina de vapor atmosférico para el drenaje de minas, la primera de este tipo en Europa continental, construida en la ciudad minera de Nová Baňa en 1722. Fue diseñada y construida por el ingeniero inglés Isaac Potter, cuya firma facsímil aparece inscrita en dos líneas, en la parte inferior izquierda del motivo. En el lado derecho de la máquina, escritos en el lateral, figuran el nombre del país emisor «SLOVENSKO» y, a su derecha, los años «1722» y «2022» separados por un punto medio. Junto al borde izquierdo de la sección interior de la moneda, situadas una por encima de la otra, figuran la marca de ceca de la fábrica de moneda de Kremnica (Mincovňa Kremnica), formada por las letras «MK» entre dos cuños, y las iniciales estilizadas del diseñador de la cara nacional, Peter Valach. |            |                                                          |                    |                             |

| | Eslovenia | 150.º aniversario del nacimiento de Jože Plečnik | Emisión: 1 000 000 | Fecha: 5 de enero de 2022 |
| El motivo representa un detalle del amplio ventanal de la sala de lectura de la Biblioteca Nacional y Universitaria de Eslovenia, frente a la que se levanta una columna central. Se completa con una composición de las letras A R H. P L E Č N I K. Estas letras están integradas en la ventana en ese orden exacto y pueden leerse metafóricamente como la firma del arquitecto, que en realidad se muestra en su propio trabajo. Las letras se insertan en los huecos de las ventanas y pueden entenderse (en el lenguaje del arquitecto Plečnik) como intervenciones arquitectónicas espaciales —a modo de énfasis—, inscritas en la fachada o como figuras geométricas. Toda la composición sugiere una idea de espacio que refleja la riqueza de ideas del arquitecto. Aquella está centrada en la columna principal, que tiene el cometido de delimitar el espacio de la moneda y fijar la proporción exterior-interior o fachada-contrafachada, uno de los gestos habituales de Plečnik a la hora de diseñar espacios. Con ello, la composición se convierte en una miniatura espacial (un espacio dentro de otro), multidimensional y mística. En la parte inferior figura la inscripción «JOŽE PLEČNIK»; a la izquierda, verticalmente, el año «1872»; a la derecha, verticalmente también, el país de emisión «SLOVENIJA» |           |                                                  |                    |                           |

| | España | Patrimonio de la humanidad de la UNESCO - Parque nacional de Garajonay | Emisión: 1 000 000 | Fecha: primer trimestre de 2022 |
| El parque nacional de Garajonay, situado en el centro de la isla de La Gomera, en el archipiélago de las Islas Canarias, fue inscrito en la lista de lugares declarados Patrimonio de la Humanidad por ser un ejemplo destacado y bien conservado de laurisilva (bosque de laureles), un ecosistema excepcional, vestigio viviente de los antiguos bosques tropicales y bosques templados cálidos que ocuparon buena parte de Europa y del norte de África durante la Era Terciaria. La moneda reproduce una vista del Roque de Agando y un detalle del bosque de laurisilva. En la parte superior derecha, en mayúsculas, figura la leyenda «ESPAÑA» y el año de acuñación «2022». |        |                                                                        |                    |                                 |

| | España | 500 años de la expedición de Magallanes-Elcano | Emisión: 1 000 000 | Fecha: primer trimestre de 2022 |
| La expedición comenzó en Sevilla en 1519 y finalizó en 1522 tras finalizar la primera circunnavegación de la Tierra. El motivo reproduce dos imágenes: el globo terráqueo, de fondo, y un retrato de Juan Sebastián Elcano. En la parte inferior del retrato y en mayúsculas las leyendas «JUAN SEBASTIÁN ELCANO» y «PRIMUS CIRCUMDEDISTI ME» (El primero en dar la vuelta al mundo), y en el hombro del retrato las fechas de inicio y fin de la vuelta al mundo (1519-1522). En el lado derecho y en mayúsculas figuran el país emisor «ESPAÑA» y el año de acuñación «2022». |        |                                                |                    |                                 |

| | Estonia | 150 años de la fundación Sociedad de Literatura de Estonia | Emisión: 1 000 000 | Fecha: primer trimestre de 2022 |
| El motivo representa las páginas de un libro y la punta de una pluma de ganso. En la parte superior, en semicírculo, figuran la inscripción «EESTI KIRJAMEESTE SELTS» y el año de emisión «2022». El texto que aparece en las páginas del libro es el siguiente: «KUI ME EI SAA SUUREKS RAHVAARVULT, PEAME SAAMA SUUREKS VAIMULT», que significa «Si no podemos ser una gran nación en número, debemos ser grandes en espíritu». |         |                                                            |                    |                                 |

| | Estonia | ¡Gloria a Ucrania! | Emisión: 2 000 000 | Fecha: cuarto trimestre de 2022 |
| El motivo representa la silueta de una mujer que sostiene un pájaro en sus manos y al lado una espiga de trigo. En la parte superior izquierda, figura la leyenda «SLAVA UKRAINI». En la parte inferior izquierda, figuran el nombre del país emisor «EESTI» y el año de emisión «2022». |         |                    |                    |                                 |

| | Finlandia | Centenario del Ballet Nacional de Finlandia | Emisión: 400 000 | Fecha: 11 de febrero de 2022 |
| El motivo representa los movimientos vigorosos y gráciles de una bailarina cubierta con un ligero tejido vaporoso que acentúa la belleza y la fluidez de su pose. También aparece el año de emisión «2022» y, en la parte superior, la indicación del país emisor «FI» y la marca de ceca. |           |                                             |                  |                              |

| | Finlandia | Investigación del clima en Finlandia | Emisión: 400 000 | Fecha: otoño de 2022 |
| El motivo de la moneda es un liquen barba estilizado, con su estructura en forma de raíz grabada en el centro de la parte interior de la moneda. En las caras exteriores de la parte interior de la moneda figuran las leyendas «ILMASTOTUTKIMUS», en finés en el lado izquierdo, y «KLIMATFORSKNING», en sueco en el lado derecho. En la parte inferior del interior de la moneda figura la leyenda «2022 FI». |           |                                      |                  |                      |

| | Francia | Nonagésimo aniversario del nacimiento del presidente Jacques Chirac | Emisión: 9 000 000 | Fecha: 25 de enero de 2022 |
| Jacques Chirac, presidente de la República Francesa durante dos mandatos, fue uno de los principales artífices de la construcción europea. Era presidente cuando se introdujo el euro en 2002, cuyo vigésimo aniversario celebramos a principios de este año. El diseño muestra un perfil solemne del presidente Jacques Chirac mirando hacia el futuro, rodeado de varios símbolos que representan su legado: un símbolo del euro, como signo de su participación en la introducción del euro y de su espíritu europeo, y una bandera francesa representada con colores heráldicos, adornada a su vez con las letras RF en referencia a su presidencia. Sus fechas y su nombre figuran en el logotipo del euro. |         |                                                                     |                    |                            |

| | Francia | Juegos Olímpicos de París 2024 | Emisión: 260 000 | Fecha: 22 de septiembre de 2022 |
| Cien años después de los Juegos Olímpicos de 1924, Francia vuelve a acoger los Juegos Olímpicos de Verano, que tendrán lugar en París en 2024. Se trata de un evento con un eco internacional que se va intensificando según se acerca la fecha de celebración. Con ocasión de la cuenta atrás para los Juegos Olímpicos, la ceca de París desea celebrar el camino hacia los Juegos. Por ello, tiene previsto emitir cada año, en 2022, 2023 y 2024, una moneda conmemorativa de dos euros con una cara original que celebra los Juegos, utilizando el patrimonio de Francia y de París. El diseño representa el genio alado, una figura nacional e icono de la numismática francesa, lanzando el disco de forma «clásica», como referencia a los Juegos Olímpicos de la Antigüedad. Su silueta se funde con la del Arco de Triunfo, un elemento clave del patrimonio parisino, y forma un eje común con este monumento triunfal emblemático. Al fondo figura una pista de atletismo, en cuyo lado derecho se inserta el símbolo de París 2024. El año, la mención «RF» y las marcas de ceca figuran bajo el arco y en torno a sus pies. |         |                                |                  |                                 |

| | Grecia | 200 años de la 1.ª Constitución de Grecia | Emisión: 750 000 | Fecha: julio de 2022 |
| El motivo representa el templo de Asclepio en Epidauro con la estatua del dios en el centro. El tema reproduce el reverso de una medalla conmemorativa de la Primera Asamblea Nacional celebrada por los griegos sublevados en Epidauro, concedida a los miembros de la Asamblea durante el reinado de Otho. En el borde interior superior figura la leyenda «ΕΛΛΗΝΙΚΗ ΔΗΜΟΚΡΑΤΙΑ» (REPÚBLICA HELÉNICA) y en el borde interior inferior «ΤΟ ΠΡΩΤΟ ΕΛΛΗΝΙΚΟ ΣΥΝΤΑΓΜΑ» (PRIMERA CONSTITUCIÓN GRIEGA), así como los años «1822» y «2022», una palmeta (la marca de ceca de la Casa de la Moneda griega) y el monograma del artista (George Stamatopoulos). |        |                                           |                  |                      |

| | Italia | 30.º aniversario de la muerte de Giovanni Falcone y Paolo Borsellino | Emisión: 3 000 000 | Fecha: enero de 2022 |
| El motivo representa en el centro los retratos de los dos jueces italianos Giovanni Falcone y Paolo Borsellino, inspirados en una fotografía de Tony Gentile. En la parte superior figura la inscripción en forma de arco «FALCONE – BORSELLINO»; debajo, las fechas «1992 2022», con el acrónimo de la República Italiana «RI» en el medio; a la derecha, «R», marca de ceca de la Fábrica de la Moneda de Roma; a la izquierda, «VdS», iniciales del diseñador Valerio de Seta. |        |                                                                      |                    |                      |

| | Italia | 170.º aniversario de la fundación de la policía Nacional Italiana | Emisión: 3 000 000 | Fecha: enero de 2022 |
| El motivo representa a dos agentes de la «Polizia di Stato» (Policía Nacional italiana), una mujer y un varón de pie en primer plano delante de un coche de policía. En la parte superior figura la inscripción en forma de arco «POLIZIA DI STATO»; a la derecha, «RI», acrónimo de la República Italiana; la inscripción «R» —marca de ceca de la Fábrica de la Moneda de Roma—, las iniciales «AM» de la diseñadora Annalisa Masini y las fechas «1852-2022» |        |                                                                   |                    |                      |

| | Letonia | Centenario del Banco de Letonia. Educación financiera | Emisión: 415 000 | Fecha: 12 de abril de 2022 |
| La alfabetización financiera es una capacidad importante para comprender y utilizar eficazmente diversas habilidades financieras, incluida la gestión financiera personal, la presupuestación y la inversión. La alfabetización financiera es el fundamento de nuestra relación con el dinero y un proceso de aprendizaje de por vida. El motivo representa un árbol, que simboliza la importancia de la alfabetización financiera y su conocimiento. En la parte inferior, se indica el año de emisión «2022», y, debajo de este, el nombre del país emisor «LATVIJA». |         |                                                       |                  |                            |

| | Lituania | Regiones de Lituania - Sudovia | Emisión: 500 000 | Fecha: 20 de diciembre de 2022 |
| El motivo representa un uro en el escudo de armas, que a su vez está decorado, en ambos lados, con ramas de roble de plata con bellotas. Las ramas se unen en la parte inferior con una cinta de plata en la que figura la leyenda «VIENYBĖ TEŽYDI» (QUE FLOREZCA LA UNIDAD). Las ramas de roble simbolizan la rica historia de la región, que se remonta a la época pagana del estado lituano. En el pasado, el uro era el animal más extendido en esta región. La composición está rodeada por la leyenda «LIETUVA» (LITUANIA) y el año de emisión «2022» en la parte superior, así como por la leyenda «SUVALKIJA» y la marca de ceca de la Fábrica de Moneda lituana en la parte inferior. |          |                                |                  |                                |

| | Lituania | 100 años del baloncesto en Lituania | Emisión: 750 000 | Fecha: 21 de abril de 2022 |
| El motivo representa, en el centro, la silueta del mapa de Lituania como si se tratara de una cancha de baloncesto, con el significado de que el baloncesto se lleva jugando en Lituania desde hace cien años. La moneda también incluye las leyendas «LIETUVA» (Lituania), «1922-2022» y el logotipo de la ceca lituana, su fabricante, colocada en un semicírculo alrededor del centro |          |                                     |                  |                            |

| | Luxemburgo | 10.º aniversario de la boda de Guillermo y Estefanía | Emisión: 500 000 | Fecha: abril de 2022 |
| El motivo representa las efigies del gran duque heredero Guillermo y de la gran duquesa heredera Estefanía. Junto a las efigies, aparecen los nombres respectivos en forma semicircular. A la izquierda del año 2022 pueden verse dos anillos de boda. En la parte inferior del motivo, aparece la palabra «LËTZEBUERG» que designa el país emisor, así como la fecha de la boda «20.Oktober 2012». El monograma (la letra «H» con una corona) hace referencia al gran duque Henri. |            |                                                      |                  |                      |

| | Luxemburgo | 50 años de la bandera de Luxemburgo | Emisión: 260 000 | Fecha: enero de 2022 |
| El motivo muestra a la izquierda la efigie del Gran Duque Henri y, a la derecha, la bandera tricolor luxemburguesa. El año «1972» figura por encima de la bandera y, debajo, el año de emisión «2022». En el centro de la parte inferior aparece el nombre del país emisor «LËTZEBUERG». |            |                                     |                  |                      |

| | Malta | Hipogeo de Hal Saflieni | Emisión: 190 000 | Fecha: mayo de 2022 |
| El motivo representa un detalle del yacimiento prehistórico. En la parte superior izquierda figura el nombre del país emisor, «MALTA», y debajo el año de emisión, «2022». En la parte inferior figura la leyenda «ĦAL – SAFLIENI HYPOGEUM» y debajo la leyenda «4000 - 2500 BC». En la parte inferior derecha figuran las iniciales del creador del motivo Noel Galea Bason «NGB». |       |                         |                  |                     |

| | Malta | 22.º aniversario de la Resolución 1325 del Consejo de Seguridad de las Naciones Unidas sobre mujeres, paz y seguridad | Emisión: 60 000 | Fecha: octubre de 2022 |
| El motivo muestra tres rostros femeninos de perfil. Desde la parte superior izquierda hasta la parte inferior izquierda figuran las leyendas «WOMEN», «PEACE», «SECURITY», el año de emisión «2022» y el nombre del país emisor «MALTA». En el centro, debajo de los rostros, figuran las leyendas «UNSCR» y «1325». |       | |                 |                        |

| | Mónaco | Centenario de la muerte del príncipe Alberto I de Mónaco | Emisión: 15 000 | Fecha: septiembre 2022 |
| El motivo muestra el retrato del príncipe Alberto I. A la izquierda, figura el nombre del país emisor «MÓNACO» y, a la derecha, el año de emisión «2022». En la parte inferior, figura la inscripción «ALBERT Ier» seguida de los años «1848-1922». |        |                                                          |                 |                        |

| | Portugal | Centenario del primer vuelo al Atlántico Sur | Emisión: 1 000 000 | Fecha: marzo de 2022 |
| Esta travesía se completó utilizando únicamente medios de navegación internos: un sextante modificado y un corrector de rumbo. El motivo muestra la representación de uno de los tres biplanos Fairey III utilizados para realizar el vuelo entre Lisboa y Río de Janeiro. En el borde interior figura la leyenda «TRAVESSIA DO ATLÂNTICO SUL» (TRAVESÍA DEL ATLÁNTICO SUR). Debajo del avión, la leyenda «PORTUGAL 1922-2022» y la marca de ceca de la «CASA DA MOEDA», el nombre portugués de la Fábrica de Moneda. |          |                                              |                    |                      |

| | San Marino | 530 años de la muerte de Piero della Francesca | Emisión: 55 000 | Fecha: octubre de 2022 |
| En el centro figura el perfil de Federico da Montefeltro, detalle de la pintura «Díptico de los duques de Urbino» de Piero della Francesca, conservada en las galerías de los Uffizi (Florencia). En la parte izquierda, en semicírculo, figura la inscripción «SAN MARINO». En la parte derecha, en semicírculo, figura la inscripción «PIERO DELLA FRANCESCA», los años «1492» y «2022», la letra «R», que designa la ceca de Roma, y las iniciales de la autora Claudia Momoni, «C.M.». |            |                                                |                 |                        |

| | San Marino | 200 años de la muerte de Antonio Canova | Emisión: 55 000 | Fecha: octubre de 2022 |
| La diosa Hebe figura representada en el centro del anillo interior, según la escultura de Antonio Canova conservada en la galería de arte del Museo Cívico de San Domenico de Forlì. A su alrededor figuran las inscripciones «CANOVA» y «SAN MARINO». A la izquierda figura el año «1822» y las iniciales del autor Antonio Vecchio y, a la derecha, el año de emisión «2022» y la letra «R», que designa la ceca de Roma. |            |                                         |                 |                        |

| | Ciudad del Vaticano | 25.º aniversario de la muerte de Teresa de Calcuta | Emisión: 84 000 | Fecha: septiembre de 2022 |
| El motivo reproduce un retrato de la Madre Teresa con un niño. En la parte superior, en semicírculo, figura la leyenda «MADRE TERESA DI CALCUTTA» y, en la parte inferior, el nombre del país emisor «CITTÀ DEL VATICANO». A la derecha del retrato figura la marca de ceca «R» y debajo los años «1997» y «2022». |                     |                                                    |                 |                           |

| | Ciudad del Vaticano | 125.º aniversario del nacimiento del papa Pablo VI | Emisión: 84 000 | Fecha: marzo de 2022 |
| El motivo representa un retrato del papa. En la parte superior izquierda, en semicírculo, figura la leyenda «CITTÀ DEL VATICANO» y, en la parte superior derecha, «PAPA PAOLO VI». A la izquierda del retrato figuran los años «1897» y «2022» y, debajo de ellos, la marca de ceca «R». En la parte inferior izquierda se lee el nombre del artista «D. LONGO». |                     |                                                    |                 |                      |

### 2023
| | Alemania | Filarmónica del Elba / Estado de Hamburgo | Emisión: 30 000 000 | Fecha: enero de 2023 |
| El motivo muestra la sala de conciertos Elbphilarmonie, el monumento más reciente de Hamburgo. La impresionante y detallada representación del edificio de conciertos en contraste con el paisaje urbano marítimo representa al Estado federado de Hamburgo de una manera excepcionalmente convincente. La mitad izquierda de la sección interior de la moneda incluye el código de país emisor de Alemania, «D», el año «2023» y la marca de ceca de la fábrica de moneda de que se trate («A», «D», «F», «G» o «J»). En la mitad derecha figuran las iniciales del artista, y en la parte inferior figura la inscripción «HAMBURG». |          |                                           |                     |                      |

| | Alemania | 1275.º aniversario del nacimiento Carlomagno | Emisión: 20 000 000 | Fecha: marzo de 2023 |
| El diseño combina dos elementos contemporáneos: El monograma personal de Carlomagno y el octágono de la catedral de Aquisgrán. Los dos motivos se fusionan hábilmente en una obra artística distintiva. La fuerza del diseño reside en su calidad dinámica y tridimensional. Es un homenaje innovador a una figura destacada de la historia europea. En el anillo interior de la moneda figura también la inscripción «KARL DER GROßE» («Carlomagno») en la parte superior y, en la mitad inferior, el año de emisión «2023», las fechas «748-814», el código de país emisor alemán «D», la marca de ceca de la fábrica de moneda de que se trate («A», «D», «F», «G» o «J») y las iniciales del artista («TW»). |          |                                              |                     |                      |

| | Andorra | 30 años de Andorra en la Organización de las Naciones Unidas | Emisión: 70 000 | Fecha: último trimestre de 2023 |
| Las Naciones Unidas vienen representadas por dos elementos simbólicos: dos coronas de laurel y un globo terráqueo, el cual forma parte del número «30» que se representa, con la inscripción «ANYS» (años) y el año «2023» debajo. En la parte superior del motivo figura el escudo de armas de Andorra y la inscripción «ANDORRA MEMBRE DE LES NACIONS UNIDES» (Andorra miembro de las Naciones Unidas). |         |                                                              |                 |                                 |

| | Andorra | Les Fallaires | Emisión: 70 000 | Fecha: último trimestre de 2023 |
| Las fiestas del fuego del solsticio de verano se inscribieron en la Lista Representativa del Patrimonio Cultural Inmaterial de la Humanidad de la Unesco en 2015. Son festividades tradicionales y populares que se celebran ampliamente cada año en Andorra. El motivo reproduce una figura humana, denominada «fallaire», que lleva una capa tradicional y traza un círculo de fuego con la «falla». Este es el elemento principal de la fiesta y consiste en cortezas de árboles a las que, una vez encendidas, se hace girar enérgicamente creando grandes círculos de fuego. La composición gráfica de las líneas en el fondo del motivo representa el solsticio de verano junto con el nombre del país emisor «ANDORRA» y el año «2023». |         |               |                 |                                 |

| | Bélgica | Art nouveau en Bélgica | Emisión: 155 000 | Fecha: junio de 2023 |
| El motivo muestra un detalle decorativo de la fachada del Hotel Van Eetvelde, una casa emblemática de Bruselas diseñada por Victor Horta, arquitecto belga del movimiento art nouveau, e inscrita en la lista del Patrimonio Mundial de la Unesco. Las líneas curvas y asimétricas del detalle decorativo reflejan el estilo característico del movimiento art nouveau, inspirado en la naturaleza. Este detalle ocupa la mitad inferior de la moneda, dejando un espacio vacío en la mitad superior, que se completa con la leyenda «ART NOUVEAU». En el extremo derecho, aparecen las iniciales de la diseñadora, Iris Bruijns. Dado que será la Real Casa de la Moneda de los Países Bajos la que acuñará las monedas, la marca de ceca de Utrecht, un caduceo, figura en el extremo izquierdo junto a la marca de ceca del director de la Fábrica de la Moneda belga, una flor aster delante de un matraz de Erlenmeyer, el código de país BE y la marca del año 2023. |         |                        |                  |                      |

| | Bélgica | 75.º aniversario de la concesión del sufragio universal a las mujeres en Bélgica. | Emisión: 130 000 | Fecha: octubre de 2023 |
| El motivo representa en el centro una casilla en una papeleta de voto, que está siendo rellenada por un lápiz. La casilla rellenada se solapa con el símbolo de Venus (símbolo de género de las mujeres). En la parte inferior, a la izquierda, al lado de la imagen central figura la inscripción «75 JAAR ANS». En torno a la imagen central figuran inscripciones en neerlandés y francés: «ALGEMEEN VROUWENKIESRECHT» – «SUFFRAGE UNIVERSEL FÉMININ». En la parte inferior de la moneda se encuentran las iniciales de la diseñadora, Iris Bruijns. Dado que será la Real Casa de la Moneda de los Países Bajos la que acuñará las monedas, la marca de ceca de Utrecht, un caduceo, figura en el lado derecho de la moneda junto a la marca del maestro de ceca belga, una flor aster delante de un matraz de Erlenmeyer, el código de país, «BE», y el año «2023». |         |                                                                                   |                  |                        |

| | Chipre | 60.º aniversario de la fundación del Banco Central de Chipre | Emisión: 412 000 | Fecha: segundo/tercer trimestre de 2023 |
| El diseño muestra herramientas en un microchip como símbolo de la estabilidad de la economía en la moderna era industrial y digital garantizada por el Banco Central de Chipre, que conmemora sus sesenta años de existencia. En la parte inferior figuran el nombre del país emisor «ΚYΠΡΟΣ KIBRIS», así como las fechas «1963-2023». En la parte interior de la cara nacional de la moneda figura la inscripción «60 ΧΡOΝΙΑ ΑΠO ΤΗΝ IΔΡΥΣΗ ΤΗΣ ΚΕΝΤΡΙKHΣ ΤΡAΠΕΖΑΣ ΤΗΣ ΚYΠΡΟΥ» (es decir, sesenta años desde la fundación del Banco Central de Chipre). En la corona circular de la moneda figuran las doce estrellas de la bandera europea |        |                                                              |                  |                                         |

| | Croacia | La introducción del euro como moneda oficial de Croacia el 1 de enero de 2023 | Emisión: 250 000 | Fecha: septiembre de 2023 |
| En el diseño, figuran en el plano horizontal las inscripciones del país emisor «HRVATSKA» (Croacia) y el año de emisión «2023.», y en el borde exterior de la parte central de la moneda, las palabras «ČLANICA EUROPODRUČJA» [miembro de la Eurozona]. Estas inscripciones forman el símbolo de un euro estilizado, «€». El otro motivo principal de la moneda es el símbolo distintivo y reconocible del país, el damero croata, que representa parte del escudo de armas de la República de Croacia. |         |                                                                               |                  |                           |

| | Eslovaquia | 200 años del correo tirado por caballos | Emisión: 1 000 000 | Fecha: octubre de 2023 |
| 200 años del comienzo del correo urgente regular a caballo en la ruta Viena - Bratislava". En el lado de la imagen hay un coche de correo de movimiento rápido con 2 caballos y el símbolo del correo urgente de caballos se muestra en el medio. El país emisor "SLOVENSKO" se puede ver en el borde superior de la imagen, el año "1823" y el motivo de la emisión "VIEDEŇ – BRATISLAVA" se puede ver debajo del motivo. |            |                                         |                    |                        |

| | Eslovaquia | 100 años de la 1.ª transfusión de sangre en Eslovaquia | Emisión: 1 000 000 | Fecha: marzo de 2023 |
| El motivo consiste en una cruz equilátera, símbolo internacionalmente reconocido de la asistencia médica, la esperanza y la humanidad. En cada uno de los brazos de esa cruz figura uno de los cuatro grupos sanguíneos: A, B, 0 y AB. Labradas en el interior de esa cruz aparecen otras dos cruces equiláteras, una dentro de la otra, con una gota de sangre en el centro. En torno a la cruz central se representan, a intervalos idénticos, las partes inferiores de ocho tubos de ensayo, en cada uno de los cuales está grabada una gota de sangre estilizada. Entre cada tubo aparece una gota de sangre en relieve. A la derecha del tubo situado en la parte inferior figuran las iniciales «MP» estilizadas, que hacen referencia a la diseñadora de la cara nacional, Mária Poldaufová; a la izquierda figura la marca de ceca de la Casa de la Moneda de Kremnica (Mincovňa Kremnica), compuesta por las letras «MK» colocadas entre dos troqueles. El borde de la parte interior de la moneda está en gran parte ocupado por la inscripción «PRVÁ TRANSFÚZIA KRVI 1923-2023» («primera transfusión sanguínea»). En la parte inferior de ese mismo borde aparece el nombre del país emisor «SLOVENSKO», flanqueado a cada lado por un punto que lo separa de la inscripción. |            |                                                        |                    |                      |

| | Eslovenia | 150 años del nacimiento del matemático Josip Plemelj | Emisión: 1 000 000 | Fecha: diciembre de 2023 |
| La imagen muestra partes de la ecuación que Josip Plemelj fue el primero en resolver en el mundo. Números y símbolos giran en círculos que ilustran la rotación de los planetas, el movimiento en el espacio y al mismo tiempo la fusión de elementos insolubles individuales en un todo. Combina las dos áreas de trabajo e investigación de Plemelj, las matemáticas y la astronomía. En los círculos de números y letras se incorporan el país emisor "SLOVENIJA", el año "2023" y el motivo de emisión "JOSIP PLEMELJ 1873". |           |                                                      |                    |                          |

| | España | Serie Patrimonio de la Humanidad - Cáceres | Emisión: 1 500 000 | Fecha: 28 de marzo de 2023 |
| El casco antiguo de Cáceres es un conjunto urbano situado en la comunidad autónoma de Extremadura, en el oeste de la península ibérica. Fue añadido a la Lista del Patrimonio Mundial por el carácter único que le confieren sus rasgos históricos (que van desde la Edad Media hasta el período clásico), con vestigios de influencias muy diversas y contrapuestas, como el gótico septentrional, el arte islámico, el Renacimiento italiano y las artes del Nuevo Mundo. El motivo consiste en una vista panorámica del complejo monumental, dentro del cual destaca la Plaza Mayor. En la parte superior figura, en mayúsculas, la palabra «ESPAÑA» y el año de acuñación «2023». En la parte superior derecha está la marca de ceca. En la parte inferior puede leerse, en mayúsculas, la palabra «CÁCERES». |        |                                            |                    |                            |

| | España | Presidencia del Consejo de la Unión Europea | Emisión: 1 500 000 | Fecha: 1 de junio de 2023 |
| El motivo consiste en dos imágenes. La primera es el logotipo de la Presidencia española del Consejo de la UE. Alrededor del logotipo figuran las leyendas: «ESPAÑA 2023 – PRESIDENCIA ESPAÑOLA» y «CONSEJO DE LA UNIÓN EUROPEA». La segunda imagen, en la parte inferior, representa la marca de ceca de la Fábrica Nacional de Moneda y Timbre - Real Casa de la Moneda con la «M» coronada. |        |                                             |                    |                           |

| | Estonia | Símbolos nacionales de Estonia - Golondrina común, ave nacional de Estonia | Emisión: 1 000 000 | Fecha: abril de 2023 |
| En el lado de la imagen se muestra una golondrina común volando y en el fondo otras dos, posadas en una línea eléctrica. En la parte superior izquierda de la imagen se aprecia el motivo de emisión "HIRUNDO RUSTICA" y en la parte inferior de la imagen el país emisor "EESTI" y el año "2023". |         |                                                                            |                    |                      |

| | Finlandia | Ley de la conservación de la naturaleza en Finlandia | Emisión: 400 000 | Fecha: 21 de marzo de 2023 |
| El motivo de la moneda es un escarabajo estilizado. En la parte superior, en forma de semicírculo, aparece la leyenda «CONSERVACIÓN DE LA NATURALEZA» en finés, y en la parte inferior, de nuevo en semicírculo, la misma leyenda «CONSERVACIÓN DE LA NATURALEZA» en sueco, y el año de emisión «2023». A la derecha de la parte interior de la moneda figuran las letras «FI». A la izquierda de la parte interior de la moneda se ve la marca de ceca de la Fábrica de Moneda de Finlandia. |           |                                                      |                  |                            |

| | Finlandia | Servicios sociosanitarios | Emisión: 400 000 | Fecha: otoño de 2023 |
| "Los servicios sociales y sanitarios como garantes del bienestar público". En el lado de la imagen se muestra un mapa estilizado de Finlandia. En el borde izquierdo de la imagen, puede ver el motivo del problema "HYVINVOINTI VÄLFÄRD" en finlandés y sueco. El año de emisión "2023" está centrado a la izquierda, la abreviatura del país "FI" se puede ver en la parte inferior de la imagen y la marca de ceca finlandesa se puede ver a la derecha de la imagen. |           |                           |                  |                      |

| | Francia | Juegos Olímpicos de París 2024 | Emisión: 260 000 | Fecha: enero de 2023 |
| Cien años después de los Juegos Olímpicos de París de 1924, la capital francesa volverá a acoger los Juegos de Verano en 2024. A un año del inicio de los Juegos Olímpicos, la Monnaie de Paris prosigue las celebraciones con una cuenta atrás hasta el inicio de la Olimpiada, destacando su patrimonio y el de la ciudad de París. Se trata de un acontecimiento con repercusión internacional cuya intensidad va aumentando gradualmente a lo largo de los años precedentes a los Juegos, habiéndose dedicado ya varias monedas conmemorativas de 2 EUR a los Juegos Olímpicos en los últimos años. El motivo central de la moneda es «La Semeuse» (la sembradora), figura nacional e icono de la numismática francesa, practicando el pugilismo —deporte precursor del boxeo— en referencia a los Juegos Olímpicos de la Antigüedad. Su silueta aparece en primer plano delante del Pont-Neuf y sus alrededores, lugar típico de la Ile de la Cité y elemento clave del paisaje parisino. En segundo plano está representado el carril de una pista de atletismo, en cuyo lado derecho está insertado el emblema de París 2024. El año, las siglas RF y las marcas de ceca están inscritas bajo el arco, en la barandilla del puente y en el Sena. |         |                                |                  |                      |

| | Francia | Copa Mundial de Rugby de 2023 | Emisión: 15 000 000 | Fecha: junio de 2023 |
| En el centro de la imagen se encuentra la figura estilizada de un jugador de rugby en plena carrera con el balón de rugby entre las porterías que se ven a ambos lados del campo. El campo se basa en un globo estilizado, que simboliza la internacionalidad del evento. Encima del borde de la imagen está el motivo de emisión "COUPE DU MONDE RUGBY FRANCE 2023", debajo a la izquierda el logo oficial de la Unión de Rugby y en la parte inferior derecha el monograma "RF" y las marcas de ceca de la Casa de la Moneda y Grabador General Joaquín de Francia Jiménez. |         |                               |                     |                      |

| | Grecia | 100 años del nacimiento de Maria Callas | Emisión: 750 000 | Fecha: 27 de junio de 2023 |
| En el lado de la imagen está el retrato de la famosa cantante griega Maria Kallas (1923 - 1977) mirando hacia la derecha. Arriba está el motivo de emisión "100 XPONIA AΠO ΓENNHΣH THΣ MAPIAΣ KAΛΛAΣ" y debajo el estado de emisión "ΕΛΛΗΝΙΚΗ ΔΗΜΟΚΡΑΤΙΑ". La palmeta de la ceca griega y el año "2023" se pueden ver en el borde derecho de la imagen, y la abreviatura "ΣTAM" del diseñador de la ceca se puede ver en la parte inferior izquierda junto al retrato. |        |                                         |                  |                            |

| | Grecia | 150 años del nacimiento de Constantin Carathéodory | Emisión: 750 000 | Fecha: 14 de septiembre de 2023 |
| Retrato del matemático griego Constantin Carathéodory y una fórmula matemática. El motivo de emisión "KΩNΣTANTINOΣ KAPAθEOΔΩPH 1873 - 1950" se extiende a lo largo del borde izquierdo de la imagen hacia la parte superior derecha y el estado de emisión "ΕΛΛΗΝΙΚΗ ΔΗΜΟΚΡΑΤΙΑ" se puede ver en el borde inferior derecho de la imagen. Encima está la palmeta de la ceca griega y el año "2023" y en el hombro de Carathéodory la abreviatura del diseñador de la ceca "ΣTAM". |        |                                                    |                  |                                 |

| | Irlanda | 50.º aniversario de la adhesión de Irlanda a la Unión Europea | Emisión: 500 000 | Fecha: 22 de junio de 2023 |
| Logotipo del jubileo del 50 aniversario de la adhesión a la Unión Europea, que consta de las letras del país emisor "ÉIRE" y "eu" y el número "50". El dígito cero es un círculo que se abre hacia abajo a la derecha y se completa con 5 estrellas. Encima de esto, el año de adhesión "1973" se muestra debajo del motivo, el año de emisión "2023". |         |                                                               |                  |                            |

| | Italia | 100 años de la Aeronautica Militare | Emisión: 3 000 000 | Fecha: enero de 2023 |
| El motivo reproduce el logotipo del Centenario de las Fuerzas Aéreas. A la izquierda, aparece una «R», marca de ceca de la Casa de la Moneda de Roma; por encima, las siglas «RI», acrónimo de República Italiana; por debajo, la inscripción en forma de arco «AERONAUTICA MILITARE»; a la derecha, las iniciales del diseñador Valerio de Seta, «VdS». |        |                                     |                    |                      |

| | Italia | 150 años de la muerte de Alessandro Manzoni | Emisión: 3 000 000 | Fecha: enero de 2023 |
| El motivo representa el retrato de medio cuerpo de Alessandro Manzoni, inspirado en la imagen del escritor italiano que figuraba en el billete de 100 000 liras emitido en 1967. A la izquierda, «RI», acrónimo de la República Italiana, las fechas «1873-2023», el año del fallecimiento del escritor y el año de emisión de la moneda, respectivamente, y la inscripción en forma de arco «ALESSANDRO MANZONI». A la derecha, «R», marca de ceca de la Fábrica de la Moneda de Roma, y «AV», iniciales del diseñador Antonio Vecchio. |        |                                             |                    |                      |

| | Letonia | Girasol, flor nacional de Ucrania | Emisión: 415 000 | Fecha: 30 de mayo de 2023 |
| Representación de un girasol estilizado, la flor nacional de Ucrania. El girasol se ha convertido en un símbolo de paz y apoyo internacional para el pueblo ucraniano. Encima del motivo de emisión "SLAVA UKRAINAI!", la traducción lituana del saludo ucraniano Слава Україні!, debajo del motivo el estado emisor "LIETUVA" y el año "2023". |         |                                   |                  |                           |

| | Lituania | Todos con Ucrania | Emisión: 500 000 | Fecha: 30 de mayo de 2023 |
| El motivo central es un girasol estilizado cuyos pétalos parecen siluetas de personas que se dan la mano, se abrazan y se protegen, imagen que encarna la unidad, el apoyo y la fuerza de la solidaridad. El diseño artístico del girasol evoca el sol naciente, la esperanza de un nuevo comienzo, los pájaros, la libertad, la esperanza, el valor y la superación de circunstancias adversas, sin aceptar jamás la imposición de la voluntad ajena, en alusión a quienes han sacrificado sus vidas y a sus almas en tránsito hacia otro plano. La composición está rodeada de las inscripciones «LIETUVA» (LITUANIA), «KARTU SU UKRAINA» (TODOS CON UCRANIA), el año de emisión «2023» y la marca de ceca de la Casa de la Moneda de Lituania. El diseño de la moneda es de Eglė Žemaitė. |          |                   |                  |                           |

| | Luxemburgo | 175 años de la Cámara de Diputados de Luxemburgo | Emisión: 500 000 | Fecha: febrero de 2023 |
| El diseño presenta la efigie del Gran Duque Enrique a la izquierda y el edificio de la Cámara de Diputados a la derecha. Encima del edificio figura el año «1848», y a su derecha el texto «Chambre des députés». En la parte inferior, en el centro, pueden leerse el nombre del país emisor «LUXEMBOURG» y el año de emisión «2023». |            |                                                  |                  |                        |

| | Luxemburgo | 25 años del Gran Duque de Luxemburgo siendo miembro del Comité Olímpico Internacional | Emisión: 500 000 | Fecha: febrero de 2023 |
| El motivo de la moneda es la efigie del Gran Duque Enrique mirando hacia la derecha y hacia la cifra «25». Junto a su efigie aparecen diversos pictogramas de disciplinas olímpicas. Debajo, tres círculos interseccionados embellecen el diseño. En la parte inferior derecha puede leerse el texto «MEMBER VUM INTERNATIONALEN OLYMPESCHE KOMMITEE». A la izquierda figuran el nombre del país «LËTZEBUERG» y las palabras «GROUSSHERZOG HENRI». |            |                                                                                       |                  |                        |

| | Malta | La llegada de los franceses a Malta en 1798 | Emisión: 85 500 | Fecha: junio de 2023 |
| El motivo representa una personificación de la República Francesa, tal como se utilizaba en los membretes oficiales en la época. En el lado izquierdo, figura la inscripción «225th ANNIVERSARY» seguida en la parte superior derecha, formando un semicírculo, por la inscripción «ARRIVAL OF THE FRENCH IN MALTA». En la parte inferior, figura el año de emisión «2023». A la izquierda y la derecha de la imagen, aparecen, respectivamente, las inscripciones «Liberté» (Libertad) y «Égalité» (Igualdad). En la parte superior izquierda de la inscripción «Egalité» figuran los años «1798-2023». |       |                                             |                 |                      |

| | Malta | 550 años del nacimiento Nicolás Copérnico | Emisión: 95 500 | Fecha: junio de 2023 |
| El motivo está configurado por un retrato de Copérnico de perfil, junto con una representación heliocéntrica estilizada del universo, tal como lo propuso Copérnico. En la parte superior izquierda figura la inscripción «NICOLAUS COPERNICUS 1473 – 1543» y en la parte inferior izquierda el nombre del país emisor «MALTA» seguido del año de emisión «2023». En la parte inferior figura también la firma de la artista Daniela Fusco «FUSCO». |       |                                           |                 |                      |

| | Mónaco | 100 años del nacimiento de Rainiero III | Emisión: 25 000 | Fecha: 1 de junio de 2023 |
| Retrato del Príncipe Rainiero III, el motivo de emisión "RAINIER III 31 de mayo de 1923" debajo entre rombos, el país emisor "MONACO" y el año de emisión "2023", así como las marcas en relieve de la Monnaie de Paris y el grabador general Joaquín Jiménez sobre el motivo. |        |                                         |                 |                           |

| | Portugal | Paz entre naciones | Emisión: 500 000 | Fecha: 16 de noviembre de 2023 |
| Irradiando alrededor de la esfera armilar, parte del escudo de armas portugués, se encuentra la palabra Paz en los 16 idiomas oficiales que se hablan en los 20 países de la eurozona a partir de enero de 2023. La institución emisora "CASA DA MOEDA", el diseñador de monedas "José S. Teixeira", el nombre del país "PORTUGAL" y el año "2023" se muestran en el borde central izquierdo de la imagen hacia el borde superior derecho de la imagen. |          |                    |                  |                                |

| | Portugal | Jornada Mundial de la Juventud 2023 | Emisión: 1 000 000 | Fecha: 6 de julio de 2023 |
| En el centro hay una cruz de peregrino y figuras humanoides de diferentes tamaños y texturas, colocadas alrededor de la cruz como si estuvieran en un globo terráqueo y siendo abrazadas por dos manos en un gesto de invitación. En el borde superior izquierdo de la imagen, hacia el borde medio derecho de la imagen, puede ver el motivo de la emisión "JORNADA MUNDIAL DA JUVENTUDE" y "LISBOA 2023". El escudo de armas de Portugal, el nombre del país "PORTUGAL", la institución emisora "CASA DA MOEDA" y el diseñador de la moneda "JOÃO DUARTE" se muestran en la parte inferior de la imagen. |          |                                     |                    |                           |

| | San Marino | 500 años de la muerte de Luca Signorelli | Emisión: 56 000 | Fecha: septiembre de 2023 |
| El motivo muestra un ángel en el centro, un detalle de la pintura «Il Paradiso» de Luca Signorelli, que se conserva en la Capilla de San Brizio en la catedral de Orvieto. En el lado izquierdo, figura la letra «R», que identifica la Fábrica de la Moneda de Roma. En semicírculo, en la parte inferior izquierda figura el nombre «SIGNORELLI». En el lado derecho, figura el nombre del país emisor «SAN MARINO», y en la superior, los años «1523-2023». En el centro de la parte de abajo, figuran las iniciales de la autora Marta Bonifacio, MB. |            |                                          |                 |                           |

| | San Marino | 500 años de la muerte de Pietro Perugino | Emisión: 56 000 | Fecha: abril de 2023 |
| El motivo muestra en el centro la Virgen María con el Niño Jesús, un detalle de la pintura «La Virgen con el Niño y los santos Juan Bautista y Sebastián» de Perugino, que se conserva en la Galería Uffizi (Florencia). En el lado izquierdo, figuran la inscripción «PERUGINO», las fechas «1523» y «2023» y la marca de ceca «R». En la parte derecha, figuran el nombre del país emisor «SAN MARINO» y, en la inferior derecha, las iniciales de la autora Maria Angela Cassol, MAC. |            |                                          |                 |                      |

| | Ciudad del Vaticano | 150 años de la muerte de Alessandro Manzoni | Emisión: 82 500 | Fecha: mayo de 2023 |
| El diseño presenta el retrato de Manzoni, una pluma y el comienzo de su obra maestra, Los novios. En la parte superior, de izquierda a derecha, en semicírculo, figura la inscripción «CITTÀ DEL VATICANO». En la parte inferior, figura la inscripción «Alessandro Manzoni» y, debajo, las fechas «1873◦2023». A la izquierda, está la marca de ceca «R». |                     |                                             |                 |                     |

| | Ciudad del Vaticano | 500 años de la muerte de Pietro Perugino | Emisión: 82 500 | Fecha: mayo de 2023 |
| El diseño presenta el retrato de Perugino y un detalle de El bautismo de Cristo, fresco de la Capilla Sixtina en el Vaticano. En la parte superior, a la derecha, en semicírculo, figura la inscripción «CITTÀ DEL VATICANO». En la parte inferior, figura la inscripción «PERUGINO» y, debajo, las fechas «1523◦2023». A la izquierda, está la marca de ceca «R». |                     |                                          |                 |                     |

### 2024
| | Alemania | Estado de Mecklemburgo-Pomerania Occidental - Königsstuhl | Emisión: 30 000 000 | Fecha: enero de 2024 |
| El icónico Königsstuhl, que pertenece al Parque Nacional Jasmund, abre la vista de la monumentalidad de este hito único a través de la perspectiva de la playa seleccionada con sus típicos acantilados de tiza enmarcados por bosques de hayas. El código de país "D" para el país de emisión, el año "2024", la letra en relieve de la ceca respectiva ("X" se usa aquí solo como marcador de posición), el motivo de emisión "MECKLENBURG-VORPOMMERN" y las iniciales “MO” del artista completan el motivo. |          |                                                           |                     |                      |

| | Alemania | 175.º aniversario de la Constitución de la Paulskirche | Emisión: 30 000 000 | Fecha: marzo de 2024 |
| En primer plano, una vista en perspectiva del sitio conmemorativo, la Iglesia de San Pablo, en el momento en que ingresan los miembros de la Asamblea Nacional Constituyente. Detrás del documento constitucional de papel que incluye una pluma, como resultado del Parlamento Paulskirche. Coronada al final por tres alegorías femeninas de la unidad, la justicia y la libertad y la tricolor de negro, rojo y oro. La parte interior de la moneda también muestra el motivo de emisión "PAULSKIRCHENVERFAFTUNG 1849" y en la parte inferior el año de emisión "2024", el código de país "D" para la marca de ceca respectiva |          |                                                        |                     |                      |

|  | Andorra | Cien años de esquí en Andorra | Emisión: 60 000 | Fecha: último trimestre de 2024 |
|  |         |                               |                 |                                 |

|  | Andorra | Campeonato Mundial de Ciclismo de Montaña de la UCI de 2024 | Emisión: 60 000 | Fecha: último trimestre de 2024 |
|  |         |                                                             |                 |                                 |

|  | Bélgica | Presidencia del Consejo de la Unión Europea | Emisión: 2 128 500 | Fecha: primer trimestre de 2024 |
|  |         |                                             |                    |                                 |

|  | Bélgica | Lucha contra el cáncer en Bélgica | Emisión: 2 130 000 | Fecha: mayo de 2024 |
|  |         |                                   |                    |                     |

|  | Chipre | 20 años desde la adhesión de Chipre a la Unión Europea | Emisión: | Fecha: |
|  |        |                                                        |          |        |

|  | Croacia | Varaždin (Stari grad Varaždin – castillo de Varaždin) | Emisión: | Fecha: |
|  |         |                                                       |          |        |

|  | Croacia | El 500.º aniversario del legado perdurable de Marko Marulić | Emisión: | Fecha: |
|  |         |                                                             |          |        |

|  | Eslovaquia | El 100.º aniversario del Maratón por la Paz de Košice | Emisión: | Fecha: |
|  |            |                                                       |          |        |

|  | Eslovenia | 250 aniversario de la Biblioteca Nacional y Universitaria («Narodna in univerzitetna knjižnica») | Emisión: | Fecha: |
|  |           |                                                                                                  |          |        |

|  | España | Conmemoración de los 200 años de la creación de la Policía Nacional como cuerpo de seguridad del Estado | Emisión: | Fecha: |
|  |        | |          |        |

|  | España | Reconocimiento de Sevilla (Archivo de Indias, Real Alcázar de Sevilla y Catedral de Sevilla) como Patrimonio Mundial de la UNESCO | Emisión: | Fecha: |
|  |        | |          |        |

|  | Estonia | El aciano, flor nacional estonia | Emisión: | Fecha: |
|  |         |                                  |          |        |

|  | Finlandia | Elecciones y democracia | Emisión: | Fecha: |
|  |           |                         |          |        |

|  | Finlandia | Arquitectura finlandesa | Emisión: | Fecha: |
|  |           |                         |          |        |

|  | Francia | Juegos Olímpicos 2024 - Lucha | Emisión: | Fecha: |
|  |         |                               |          |        |

|  | Francia | La Torre Eiffel | Emisión: | Fecha: |
|  |         |                 |          |        |

|  | Grecia | 150.º aniversario del nacimiento de Penélope Delta | Emisión: | Fecha: |
|  |        |                                                    |          |        |

|  | Grecia | 50.º aniversario de la restauración de la democracia en Grecia | Emisión: | Fecha: |
|  |        |                                                                |          |        |

|  | Italia | 250.º aniversario de la fundación de la Guardia di Finanza | Emisión: | Fecha: |
|  |        |                                                            |          |        |

|  | Italia | Rita Levi-Montalcini | Emisión: | Fecha: |
|  |        |                      |          |        |

|  | Letonia | Himmeli | Emisión: | Fecha: |
|  |         |         |          |        |

|  | Lituania | Inscripción por la UNESCO de la tradición lituana de los jardines de paja en la Lista Representativa del Patrimonio Cultural Inmaterial de la Humanidad | Emisión: | Fecha: |
|  |          | |          |        |

|  | Luxemburgo | El 175.º aniversario de la muerte del gran duque de Luxemburgo Guillaume II | Emisión: | Fecha: |
|  |            |                                                                             |          |        |

|  | Luxemburgo | 100.º aniversario de la firma por parte de la gran duquesa Charlotte del Decreto granducal relativo a la emisión de la moneda fraccionaria acuñada en níquel, comúnmente denominada «Feierstéppler» | Emisión: | Fecha: |
|  |            | |          |        |

|  | Malta | Iċ-Ċittadella (La Ciudadela) | Emisión: | Fecha: |
|  |       |                              |          |        |

|  | Malta | La abeja melífera maltesa | Emisión: | Fecha: |
|  |       |                           |          |        |

|  | Mónaco | 500.º aniversario de la firma del Tratado con Carlos V | Emisión: | Fecha: |
|  |        |                                                        |          |        |

|  | Portugal | 50.º aniversario del 25 de abril de 1974 | Emisión: | Fecha: |
|  |          |                                          |          |        |

|  | Portugal | Participación de Portugal en los 33.º Juegos Olímpicos | Emisión: | Fecha: |
|  |          |                                                        |          |        |

|  | San Marino | 50.º aniversario de la Declaración de los Derechos de los Ciudadanos y de los Principios Fundamentales de San Marino | Emisión: | Fecha: |
|  |            | |          |        |

|  | San Marino | El 530.º aniversario de la muerte de Ghirlandaio | Emisión: | Fecha: |
|  |            |                                                  |          |        |

|  | Ciudad del Vaticano | El 750.º aniversario de la muerte de Santo Tomás de Aquino | Emisión: | Fecha: |
|  |                     |                                                            |          |        |

|  | Ciudad del Vaticano | 150.º aniversario del nacimiento de Guglielmo Marconi | Emisión: | Fecha: |
|  |                     |                                                       |          |        |

## Emisiones conjuntas

### Moneda de emisión conjunta de 2007
| | Unión Europea | 50.o Aniversario de la firma del Tratado de Roma | Emisión: 87,453 millones | Fecha: 25 de marzo-2 de abril de 2007 |
| El grabado muestra las 6 firmas de los Estados fundacionales del Tratado de Roma. Al fondo del mismo se encuentra un diseño inspirado en el pavimento de la Plaza del Campidoglio de Roma, diseñado por Miguel Ángel, donde fue firmado el tratado el 25 de marzo de 1957. Esta moneda fue emitida por todos los Estados de la eurozona, y por lo tanto, las marcas de ceca, los idioma y el nombre de los países varían en cada modelo. El anillo exterior de la moneda presenta las doce estrellas de la Unión Europea. |               |                                                  |                          |                                       |

|  | Alemania | RÖMISCHE VERTRÄGE 50 JAHRE, BUNDESREPUBLIK DEUTSCHLANDEUROPA | Emisión: 30 millones | Fecha: |
|  |          |                                                              |                      |        |

|  | Austria | VERTRAG VON ROM 50 JAHRE, REPUBLIK ÖSTERREICHEUROPA | Emisión: 5 millones | Fecha: |
|  |         |                                                     |                     |        |

| | Bélgica | PACTVM ROMANVM QVINQVAGENARIVM, {\displaystyle \scriptstyle {\it {EUROP}}_{E}^{A}}, BELGIQUE–BELGIE–BELGIEN | Emisión: 5 millones | Fecha: |
| Además, debido a que en Bélgica coexisten varias lenguas oficiales, la moneda belga presenta la inscripción en latín PACTVM ROMANVM QVINQVAGENARIVM. |         | |                     |        |

|  | Eslovenia | RIMSKA POGODBA 50 LET, EVROPA, SLOVENIJA | Emisión: 400 000 | Fecha: |
|  |           |                                          |                  |        |

|  | España | TRATADO DE ROMA 50 AÑOS, EUROPA, ESPAÑA | Emisión: 8 millones | Fecha: |
|  |        |                                         |                     |        |

|  | Finlandia | ROOMAN SOPIMUS 50 V, EUROOPPA, SUOMI FINLAND | Emisión: 1,4 millones | Fecha: |
|  |           |                                              |                       |        |

|  | Francia | TRAITÉ DE ROME 50 ANS, EUROPE, RÉPUBLIQUE FRANÇAISE | Emisión: 9,4 millones | Fecha: |
|  |         |                                                     |                       |        |

|  | Grecia | ΣΥΝΘΗΚΗ ΤΗΣ ΡΩΜΗΣ 50 XPONIA, EYPΩΠΗ, ΕΛΛΗΝΙΚΗ ΔΗΜΟΚΡΑΤΙΑ | Emisión: 4 millones | Fecha: |
|  |        |                                                          |                     |        |

|  | Irlanda | CONRADH NA RÓIMHE 50 BLIAIN, AN EORAIP, ÉIRE | Emisión: 4,8 millones | Fecha: |
|  |         |                                              |                       |        |

|  | Italia | TRATTATI DI ROMA 50° ANNIVERSARIO, EUROPA, REPUBBLICA ITALIANA | Emisión: 5 millones | Fecha: |
|  |        |                                                                |                     |        |

| | Luxemburgo | TRAITÉ DE ROME 50 ANS, EUROPE, LËTZEBUERG | Emisión: 2,1 millones | Fecha: |
| Debido a leyes especiales que obligan a que cada moneda lleve el retrato del actual Gran Duque, la edición de Luxemburgo de la moneda conmemorativa de 2 euros difiere ligeramente del resto, aparte de las inscripciones traducidas, puesto que se añadió una imagen del retrato del Gran Duque (tal y como precisaba la ley nacional) usando una técnica denominada «imagen latente» (usada por ejemplo en España en la moneda de 500 pesetas de 1993). |            |                                           |                       |        |

| | Países Bajos | VERDRAG VAN ROME 50 JAAR, EUROPA, KONINKRIJK DER NEDERLANDEN | Emisión: 6,3 millones | Fecha: |
| Una ley similar neerlandesa, que obliga a que aparezca en todas las monedas emitidas por los Países Bajos el retrato del actual jefe de Estado de los Países Bajos y las palabras NOMBRE (Koning/Koningin) der Nederlanden (por ejemplo, actualmente Beatrix Koningin der Nederlanden), fue modificada para que los Países Bajos pudieran tomar parte en este programa; la enmienda eliminó completamente este requisito para las monedas conmemorativas de 2 euros. |              |                                                              |                       |        |

|  | Portugal | TRATADO DE ROMA 50 ANOS, EUROPA, PORTUGAL | Emisión: 2 millones | Fecha: |
|  |          |                                           |                     |        |

Los tres micro-Estados que también usaban el euro debido a un acuerdo oficial con la Unión Europea (Mónaco, San Marino y la Ciudad del Vaticano) no emitieron esta moneda, dado que no son Estados miembros de la Unión Europea y no pertenecen a la eurozona propiamente dicha. Sin embargo, algunos Estados miembros de la Unión Europea que todavía no habían introducido el euro también tomaron parte en este programa. Por ejemplo, Chipre emitió una moneda de 1£ y Hungría una moneda de 50 Ft con el mismo diseño.

### Moneda de emisión conjunta de 2009
| | Unión Europea | 10.º aniversario de la Unión Monetaria Europea - UEM | Emisión: 84,085 millones | Fecha: 1 de enero-26 de marzo de 2009 |
| El centro de la moneda muestra una figura humana estilizada cuyo brazo izquierdo está prolongado por el símbolo del euro. Las iniciales ΓΣ del escultor aparecen debajo del símbolo del euro. El nombre del idioma del país emisor aparece en la parte superior, mientras que la indicación 1999-2009 y el acrónimo UEM traducido al idioma nacional aparece en la parte inferior. Las doce estrellas de la Unión Europea rodean el diseño en la corona circular exterior de la moneda. |               |                                                      |                          |                                       |

|  | Alemania | BUNDESREPUBLIK DEUTSCHLAND, WWU (Wirtschafts- und Währungsunion) | Emisión: 30 millones | Fecha: |
|  |          |                                                                  |                      |        |

|  | Austria | REPUBLIK ÖSTERREICH, WWU (Wirtschafts- und Währungsunion) | Emisión: 5 millones | Fecha: |
|  |         |                                                           |                     |        |

|  | Bélgica | BELGIQUE–BELGIE–BELGIEN, EMU (Economic and Monetary Union) | Emisión: 5 millones | Fecha: |
|  |         |                                                            |                     |        |

|  | Chipre | KYΠPOΣ KIBRIS, ONE (Οικονομική και Νομισματική Ένωση) | Emisión: 1 millón | Fecha: |
|  |        |                                                       |                   |        |

|  | Eslovaquia | SLOVENSKO, HMÚ (Hospodárska a menová únia) | Emisión: 2.5 millones | Fecha: |
|  |            |                                            |                       |        |

|  | Eslovenia | SLOVENIJA, EMU (Ekonomska in monetarna unija) | Emisión: 1 millón | Fecha: |
|  |           |                                               |                   |        |

|  | España | ESPAÑA, UEM (Unión Económica y Monetaria) | Emisión: 8 millones | Fecha: |
|  |        |                                           |                     |        |

|                                                                | Finlandia | SUOMI FINLAND, 2009, EMU | Emisión: 1,4 millones | Fecha: |
| Inscripción del canto de la moneda: TALOUS – JA RAHALIITTO EMU |           |                          |                       |        |

|  | Francia | RÉPUBLIQUE FRANÇAISE, UEM (l'Union économique et monétaire) | Emisión: 10 millones | Fecha: |
|  |         |                                                             |                      |        |

|  | Grecia | ΕΛΛΗΝΙΚΗ ΔΗΜΟΚΡΑΤΙΑ, ONE (Οικονομική και Νομισματική Ένωση) | Emisión: 4 millones | Fecha: |
|  |        |                                                             |                     |        |

|  | Irlanda | éıʀe, AEA (Aontas Eacnamaíochta Airgeadaíochta) | Emisión: 5 millones | Fecha: |
|  |         |                                                 |                     |        |

|  | Italia | REPUBBLICA ITALIANA, UEM (l'unione economica e monetaria) | Emisión: 2,5 millones | Fecha: |
|  |        |                                                           |                       |        |

| | Luxemburgo | LËTZEBUERG, UEM (l'Union économique et monétaire) | Emisión: 1,5 millones | Fecha: |
| Debido a leyes especiales que obligan que cada moneda lleve el retrato actual del Gran Duque, la edición de Luxemburgo difiere ligeramente del resto, aparte de las inscripciones traducidas, en que aparecen dos imágenes latentes del retrato del Gran Duque (tal y como precisa la ley nacional). El método usado (multi-view-minting) era incluso más sofisticado que el que se empleó en 2007, dado que los retratos del Gran Duque podían verse desde la izquierda y la derecha en función de cómo se inclinara la moneda. |            |                                                   |                       |        |

|  | Malta | MALTA, UEM (l-Unjoni Ekonomika u Monetarja) | Emisión: 700 000 | Fecha: |
|  |       |                                             |                  |        |

|  | Países Bajos | Nederland, EMU (economische en monetaire unie) | Emisión: 5,3 millones | Fecha: |
|  |              |                                                |                       |        |

|  | Portugal | PORTUGAL, UEM (União Económica e Monetária) | Emisión: 1,3 millones | Fecha: |
|  |          |                                             |                       |        |

El diseño final de la moneda fue elegido por voto electrónico desde el 31 de enero de 2008 hasta el 22 de febrero de 2008, siendo el resultado anunciado el 25 de febrero del mismo año. Los diseños fueron preseleccionados por los directores nacionales de las cecas de la eurozona.
Para esta emisión conjunta se realizaron cinco diseños y el ganador fue George Stamatopoulos, un escultor de la ceca del Banco de Grecia.

### Moneda de emisión conjunta de 2012
| | Unión Europea | 10.º aniversario de la circulación de monedas y billetes de EURO | Emisión: 89 millones | Fecha: 2 de enero-30 de marzo de 2012 |
| Los ciudadanos y residentes de la zona del euro han elegido por votación en la web, de entre cinco diseños, el diseño ganador de una nueva moneda en euros que emitirán todos los países de la zona del euro para conmemorar diez años de billetes y monedas en euros en 2012. Un jurado profesional hizo la preselección de los diseños al finalizar el plazo del concurso de diseño abierto a los ciudadanos de todos los países de la zona del euro. El diseño ganador simboliza la manera en que el euro ha pasado a ser un verdadero actor mundial en los últimos diez años, así como su importancia en la vida diaria, representada en varios aspectos: la gente corriente (la familia de cuatro miembros), el comercio (el buque), la industria (la fábrica) y la energía (las centrales eólicas). El diseño es obra de Helmut Andexlinger, diseñador profesional de la Fábrica de Moneda de Austria. |               |                                                                  |                      |                                       |

|                                                                                              | Alemania | BUNDESREPUBLIK DEUTSCHLAND/2002-2012 | Emisión: 30 millones | Fecha: |
| Grabado del canto (virola): EINIGKEIT UND RECHT UND FREIHEIT y el motivo del águila federal. |          |                                      |                      |        |

|                                                                                   | Austria | REPUBLIK ÖSTERREICH/2002-2012 | Emisión: 11.3 millones | Fecha: |
| 2 EURO, repetido cuatro veces, alternativamente de abajo arriba y de arriba abajo |         |                               |                        |        |

| | Bélgica | BE/2002-2012 | Emisión: 5 millones | Fecha: |
| La marca del maestro de ceca y la marca de ceca figuran, respectivamente, a la izquierda y a la derecha de la indicación del país. Grabado del canto (virola): 2, repetido seis veces, alternativamente de abajo arriba y de arriba abajo |         |              |                     |        |

|                                    | Chipre | ΚΥΠΡΟΣ KIBRIS/2002-2012 | Emisión: 1 millón | Fecha: |
| «2 ΕΥΡΩ 2 EURO» repetido dos veces |        |                         |                   |        |

|                                                                                   | Eslovaquia | SLOVENSKO/2002-2012 | Emisión: 1 millón | Fecha: |
| SLOVENSKÁ REPUBLIKA, seguido de tres símbolos: estrella — hoja de tilo — estrella |            |                     |                   |        |

|                                        | Eslovenia | SLOVENIJA/2002-2012 | Emisión: 1 millón | Fecha: |
| SLOVENIJA, seguido de un punto grabado |           |                     |                   |        |

|                                                                              | España | ESPAÑA/2002-2012 | Emisión: 8 millones | Fecha: |
| 2★★, repetido seis veces, alternativamente de abajo arriba y de arriba abajo |        |                  |                     |        |

|                                                    | Finlandia | SUOMI FINLAND/2002-2012 | Emisión: 1.5 millones | Fecha: |
| SUOMI FINLAND (cada representa una cabeza de león) |           |                         |                       |        |

|                                                                              | Francia | RÉPUBLIQUE FRANÇAISE/2002-2012 | Emisión: 10 millones | Fecha: |
| 2★★, repetido seis veces, alternativamente de abajo arriba y de arriba abajo |         |                                |                      |        |

|                     | Grecia | ΕΛΛΗΝΙΚΗ ΔΗΜΟΚΡΑΤΙΑ/2002-2012 | Emisión: 1 millón | Fecha: |
| ΕΛΛΗΝΙΚΗ ΔΗΜΟΚΡΑΤΙΑ |        |                               |                   |        |

|                                                                              | Irlanda | ÉIRE/2002-2012 | Emisión: 3 millones | Fecha: |
| 2★★, repetido seis veces, alternativamente de abajo arriba y de arriba abajo |         |                |                     |        |

|                                                                              | Italia | REPUBBLICA ITALIANA/2002-2012 | Emisión: 15 millones | Fecha: |
| 2★★, repetido seis veces, alternativamente de abajo arriba y de arriba abajo |        |                               |                      |        |

|                                                                              | Luxemburgo | LËTZEBUERG/2002-2012 | Emisión: 1.4 millones | Fecha: |
| 2★★, repetido seis veces, alternativamente de abajo arriba y de arriba abajo |            |                      |                       |        |

|                                                                              | Malta | MALTA/2002-2012 | Emisión: 700 000 | Fecha: |
| 2★★, repetido seis veces, alternativamente de abajo arriba y de arriba abajo |       |                 |                  |        |

|                 | Países Bajos | NEDERLAND/2002-2012 | Emisión: 3.5 millones | Fecha: |
| GOD ZIJ MET ONS |              |                     |                       |        |

|                                                                            | Portugal | PORTUGAL/2002-2012 | Emisión: 520 000 | Fecha: |
| Cinco escudos de armas y siete castillos dispuestos a intervalos regulares |          |                    |                  |        |

### Moneda de emisión conjunta de 2015
| | Unión Europea | 30.º aniversario de la Bandera de la UE | Emisión: | Fecha: 6 de agosto-23 de diciembre de 2015 |
| El motivo representa la bandera de la UE como símbolo que une pueblos y culturas con visiones e ideales comunes de un futuro mejor. Doce estrellas que se transforman en figuras humanas representan el nacimiento de una nueva Europa. En la parte superior derecha, en semicírculo, figura la mención del país emisor «REPUBLIK ÖSTERREICH» y los años «1985-2015». En la parte inferior derecha aparecen las iniciales del artista (Georgios Stamatopoulos). En la corona circular figuran las doce estrellas de la Unión Europea. |               |                                         |          |                                            |

|  | Alemania | «BUNDESREPUBLIK DEUTSCHLAND» «1985-2015» | Emisión: 30 000 000 | Fecha: |
|  |          |                                          |                     |        |

|  | Austria | «REPUBLIK ÖSTERREICH» «1985-2015» | Emisión: 2 500 000 | Fecha: cuarto trimestre de 2015 |
|  |         |                                   |                    |                                 |

|  | Bélgica | «BELGIE-BELGIQUE-BELGIEN» «1985-2015» | Emisión: 412 500 | Fecha: noviembre de 2015 |
|  |         |                                       |                  |                          |

|  | Chipre | «ΚΥΠΡΟΣ KIBRIS» «1985-2015» | Emisión: | Fecha: |
|  |        |                             |          |        |

|  | Eslovaquia | «SLOVENSKO» «1985-2015» | Emisión: 1 000 000 | Fecha: septiembre de 2015 |
|  |            |                         |                    |                           |

|  | Eslovenia | «SLOVENIJA» «1985-2015» | Emisión: 1 000 000 | Fecha: cuarto trimestre de 2015 |
|  |           |                         |                    |                                 |

|  | España | «ESPAÑA» «1985-2015» | Emisión: 4 000 000 | Fecha: tercer trimestre de 2015 |
|  |        |                      |                    |                                 |

|  | Estonia | «EESTI» «1985-2015» | Emisión: 347 000 | Fecha: noviembre de 2015 |
|  |         |                     |                  |                          |

|  | Finlandia | «SUOMI FINLAND» «1985-2015» | Emisión: 500 000 | Fecha: agosto de 2015 |
|  |           |                             |                  |                       |

|  | Francia | «REPUBLIQUE FRANÇAISE» «1985-2015» | Emisión: 4 000 000 | Fecha: octubre de 2015 |
|  |         |                                    |                    |                        |

|  | Grecia | «ΕΛΛΗΝΙΚΗ ΔΗΜΟΚΡΑΤΙΑ» «1985-2015» | Emisión: 750 000 | Fecha: tercer trimestre de 2015 |
|  |        |                                   |                  |                                 |

|  | Irlanda | «éiRe» «1985-2015» | Emisión: 1 000 000 | Fecha: octubre de 2015 |
|  |         |                    |                    |                        |

|  | Italia | «REPUBBLICA ITALIANA» «1985-2015» | Emisión: 1 000 000 | Fecha: noviembre de 2015 |
|  |        |                                   |                    |                          |

|  | Letonia | «LATVIJA» «1985-2015» | Emisión: 1 010 000 | Fecha: noviembre de 2015 |
|  |         |                       |                    |                          |

|  | Lituania | «LIETUVA» «1985-2015» | Emisión: 750 000 | Fecha: noviembre de 2015 |
|  |          |                       |                  |                          |

|  | Luxemburgo | «LËTZEBUERG» «1985-2015» | Emisión: | Fecha: |
|  |            |                          |          |        |

|  | Malta | «MALTA» «1985-2015» | Emisión: | Fecha: |
|  |       |                     |          |        |

|  | Países Bajos | «NEDERLAND» «1985-2015» | Emisión: 1 000 000 | Fecha: octubre de 2015 |
|  |              |                         |                    |                        |

|  | Portugal | «PORTUGAL» «1985-2015» | Emisión: 520 000 | Fecha: noviembre de 2015 |
|  |          |                        |                  |                          |

### Moneda de emisión conjunta de 2022
| | Unión Europea | 35.º aniversario del Programa Erasmus | Emisión: | Fecha: 1 de julio de 2022 |
| El diseño es una combinación de dos elementos fundamentales del programa Erasmus: la inspiración intelectual original, el propio Erasmus, y la alegoría de su influencia en Europa. El primero se simboliza por una de las representaciones más conocidas de Erasmus. El segundo se simboliza por un haz de enlaces que cruzan la moneda de una baliza a otra, en representación de los numerosos intercambios intelectuales y humanos entre los estudiantes europeos. Como referencia a Europa, algunos de estos enlaces forman otras estrellas, derivadas de la sinergia entre los países. El número 35, por el 35.º aniversario, surge de las estrellas en un estilo gráfico moderno. |               |                                       |          |                           |

|                                                                  | Alemania | D / 1987-2022 / ERASMUS PROGRAMME / J.J. | Emisión: 20 000 000 | Fecha: |
| EINIGKEIT UND RECHT UND FREIHEIT y el motivo del águila federal. |          |                                          |                     |        |

|                                                                                                   | Austria | REPUBLIK ÖSTERREICH / 1987-2022 / ERASMUS PROGRAMM / | Emisión: 1 600 000 | Fecha: |
| 2 EURO ★★★, repetido cuatro veces y orientado alternativamente de abajo arriba y de arriba abajo. |         |                                                      |                    |        |

|                                                                                          | Bélgica | BE / 1987-2022 / ERASMUS PROGRAMME | Emisión: 1 000 000 | Fecha: |
| 2★★, repetido seis veces y orientado alternativamente de abajo arriba y de arriba abajo. |         |                                    |                    |        |

|                                    | Chipre | ΚΥΠΡΟΣ KIBRIS / 1987-2022 / ERASMUS PROGRAMME | Emisión: 412 000 | Fecha: |
| «2 ΕΥΡΩ 2 EURO» repetido dos veces |        |                                               |                  |        |

|                                                                                   | Eslovaquia | SLOVENSKO / 1987-2022 / ERASMUS PROGRAMME / | Emisión: 1 000 000 | Fecha: |
| SLOVENSKÁ REPUBLIKA, seguido de tres símbolos: estrella — hoja de tilo — estrella |            |                                             |                    |        |

|                                        | Eslovenia | SLOVENIJA / 1987-2022 / PROGRAM ERASMUS | Emisión: 1 000 000 | Fecha: |
| SLOVENIJA, seguido de un punto grabado |           |                                         |                    |        |

|                                                                                          | España | ESPAÑA / 1987-2022 / ERASMUS PROGRAMME / J.J. (iniciales del autor Joaquín Jiménez) | Emisión: 1 000 000 | Fecha: |
| 2★★, repetido seis veces y orientado alternativamente de abajo arriba y de arriba abajo. |        |                                                                                     |                    |        |

|                                                             | Estonia | EESTI / 1987-2022 / ERASMUSE PROGRAMM / J.J | Emisión: 1 000 000 | Fecha: |
| EESTI, repetido dos veces de abajo arriba y de arriba abajo |         |                                             |                    |        |

|                                                            | Finlandia | FI / 1987-2022 / ERASMUS OHJELMA PROGRAMMET | Emisión: 400 000 | Fecha: |
| Suomi FINLAND * * * (cada * representa una cabeza de león) |           |                                             |                  |        |

|                                                                                          | Francia | RF / 1987-2022 / ERASMUS PROGRAMME | Emisión: 3 500 000 | Fecha: |
| 2★★, repetido seis veces y orientado alternativamente de abajo arriba y de arriba abajo. |         |                                    |                    |        |

|                       | Grecia | ΕΛΛΗΝΙΚΗ ΔΗΜΟΚΡΑΤΙΑ / 1987-2022 / ERASMUS PROGRAMME | Emisión: 750 000 | Fecha: |
| ΕΛΛΗΝΙΚΗ ΔΗΜΟΚΡΑΤΙΑ ★ |        |                                                     |                  |        |

|                                                                                          | Irlanda | éıre / 1987-2022 / ERASMUS PROGRAMME / J.J | Emisión: 500 000 | Fecha: |
| 2★★, repetido seis veces y orientado alternativamente de abajo arriba y de arriba abajo. |         |                                            |                  |        |

|                                                                                         | Italia | RI / 1987-2022 / ERASMUS PROGRAMME | Emisión: 3 000 000 | Fecha: |
| 2★, repetido seis veces y orientado alternativamente de abajo arriba y de arriba abajo. |        |                                    |                    |        |

|                                             | Letonia | LATVIJA / 1987-2022 / ERASMUS PROGRAMMa | Emisión: 307 000 | Fecha: |
| DIEVS SVĒTĪ LATVIJU» (DIOS BENDIGA LETONIA) |         |                                         |                  |        |

|                                                                 | Lituania | LIETUVA / 1987-2022 / ERASMUS PROGRAMMA | Emisión: 300 000 | Fecha: |
| «LAISVĖ * VIENYBĖ * GEROVĖ *» (Libertad-SolidaridadProsperidad) |          |                                         |                  |        |

| | Luxemburgo | LËTZEBUERG / 1987-2022 / ERASMUS PROGRAMME / | Emisión: 500 000 | Fecha: |
| : 2★★, repetido seis veces y orientado alternativamente de abajo arriba y de arriba abajo. De conformidad con la legislación nacional, la moneda muestra la efigie del Gran Duque como imagen latente colocada en la parte superior. |            |                                              |                  |        |

|  | Malta | MALTA / 1987-2022 / ERASMUS PROGRAMME | Emisión: 82 500 | Fecha: |
|  |       |                                       |                 |        |

|                         | Países Bajos | NL / 1987-2022 / ERASMUS PROGRAMMA / | Emisión: 570 000 | Fecha: |
| GOD ★ ZIJ ★ MET ★ ONS ★ |              |                                      |                  |        |

|                                                                                                | Portugal | PORTUGAL / 1987-2022 / PROGRAMA ERASMUS / | Emisión: 765 000 | Fecha: |
| Grabado del canto: Cinco escudos de armas y siete castillos dispuestos a intervalos regulares. |          |                                           |                  |        |

## Series

### Series de monedas de Alemania
Alemania comenzó su primera serie de monedas conmemorativas, Die 16 Bundesländer der Bundesrepublik Deutschland (los dieciséis estados federados de la República Federal de Alemania), en 2006. Estaba previsto que la serie terminara en 2021 a razón de una por año. El año en el cual se emite la moneda de un estado específico coincide con el estado que ejerce la presidencia del Consejo Federal. En 2018, Daniel Günther, ministro presidente de Schleswig-Holstein, fue nombrado presidente del Consejo Federal por un período de un año. Como ya se había acuñado una moneda de Schleswig-Holstein en 2006, se decidió retrasar un año el lanzamiento de las monedas de los tres estados que faltaban. En lugar de honrar a un estado en 2019, la moneda acuñada conmemora los 70 años desde que se adoptó la constitución del Consejo Federal Alemán o Bundesrat. Por lo tanto, las últimas tres monedas de la serie se pospusieron para 2020, 2021 y 2022, respectivamente.
El año siguiente, en 2023, comenzó una segunda serie de los estados federados de Alemania.
| Serie Estados federados de Alemania I  | Serie Estados federados de Alemania I | Serie Estados federados de Alemania I | Serie Estados federados de Alemania I          |
| Año                                    | Número                                | Estado                                | Diseño                                         |
| -------------------------------------- | ------------------------------------- | ------------------------------------- | ---------------------------------------------- |
| 2006                                   | 1                                     | Schleswig-Holstein                    | Holstentor en Lübeck                           |
| 2007                                   | 2                                     | Mecklemburgo-Pomerania Occidental     | Castillo de Schwerin                           |
| 2008                                   | 3                                     | Hamburgo                              | Iglesia de San Miguel                          |
| 2009                                   | 4                                     | Sarre                                 | Ludwigskirche en Saarbrücken                   |
| 2010                                   | 5                                     | Bremen                                | Ayuntamiento de Bremen y la estatua de Rolando |
| 2011                                   | 6                                     | Renania del Norte-Westfalia           | Catedral de Colonia                            |
| 2012                                   | 7                                     | Baviera                               | Castillo de Neuschwanstein                     |
| 2013                                   | 8                                     | Baden-Württemberg                     | Monasterio de Maulbronn                        |
| 2014                                   | 9                                     | Baja Sajonia                          | Iglesia de San Miguel de Hildesheim            |
| 2015                                   | 10                                    | Hesse                                 | Paulskirche en Fráncfort del Meno              |
| 2016                                   | 11                                    | Sajonia                               | Palacio Zwinger en Dresde                      |
| 2017                                   | 12                                    | Renania-Palatinado                    | Porta Nigra en Tréveris                        |
| 2018                                   | 13                                    | Berlín                                | Palacio de Charlottenburg                      |
| 2020                                   | 14                                    | Brandeburgo                           | Palacio Sanssouci en Potsdam                   |
| 2021                                   | 15                                    | Sajonia-Anhalt                        | Catedral de Magdeburgo                         |
| 2022                                   | 16                                    | Turingia                              | Castillo de Wartburg en Eisenach               |
| Serie Estados federados de Alemania II |                                       |                                       |                                                |
| Año                                    | Número                                | Estado                                | Diseño                                         |
| 2023                                   | 1                                     | Hamburgo                              | Filarmónica del Elba                           |
| 2024                                   | 2                                     | Mecklemburgo-Pomerania Occidental     | Königsstuhl en el parque nacional de Jasmund   |
| 2025                                   | 3                                     | Sarre                                 |                                                |
| 2026                                   | 4                                     | Bremen                                |                                                |
| 2027                                   | 5                                     | Renania del Norte-Westfalia           |                                                |
| 2028                                   | 6                                     | Baviera                               |                                                |
| 2029                                   | 7                                     | Baden-Württemberg                     |                                                |
| 2030                                   | 8                                     | Baja Sajonia                          |                                                |
| 2031                                   | 9                                     | Hesse                                 |                                                |
| 2032                                   | 10                                    | Sajonia                               |                                                |
| 2033                                   | 11                                    | Renania-Palatinado                    |                                                |
| 2034                                   | 12                                    | Berlín                                |                                                |
| 2035                                   | 13                                    | Schleswig-Holstein                    |                                                |
| 2036                                   | 14                                    | Brandeburgo                           |                                                |
| 2037                                   | 15                                    | Sajonia-Anhalt                        |                                                |
| 2038                                   | 16                                    | Turingia                              |                                                |
| Año                                    | Número                                | Estado                                | Diseño                                         |

Estas series son similares a la de los Cuartos de dólar de los 50 estados de Estados Unidos, en la que se emitieron cincuenta monedas para los cincuenta Estados constituyentes, cinco cada año, entre 1999 y 2008, y seis más, en 2009, para el Distrito de Columbia y territorios de los Estados Unidos.

### Serie de monedas de Croacia
| Año  | Número | Ciudades de Croacia |
| ---- | ------ | ------------------- |
| 2024 | 1      | Varaždin            |

### Serie de monedas de España
España comenzó en 2010 con la emisión anual de la serie Patrimonio Mundial de la Unesco en España para rendir tributo a los bienes y lugares españoles inscritos en la lista del Patrimonio de la Humanidad de la Unesco. La serie comienza con el primero que figura en la lista, el Centro histórico de Córdoba, bien inscrito en 1984 y que tuvo una extensión en 1994, llevando la moneda una imagen del interior de la Mezquita Catedral de Córdoba.
| Serie Patrimonio Mundial de la Unesco en España | Serie Patrimonio Mundial de la Unesco en España | Serie Patrimonio Mundial de la Unesco en España | Serie Patrimonio Mundial de la Unesco en España                   |
| Año                                             | Número                                          | Comunidad autónoma                              | Diseño                                                            |
| ----------------------------------------------- | ----------------------------------------------- | ----------------------------------------------- | ----------------------------------------------------------------- |
| 2010                                            | 1                                               | Andalucía                                       | Mezquita Catedral de Córdoba                                      |
| 2011                                            | 2                                               | Andalucía                                       | La Alhambra, el Generalife y el Albaicín de Granada               |
| 2012                                            | 3                                               | Castilla y León                                 | Catedral de Burgos                                                |
| 2013                                            | 4                                               | Comunidad de Madrid                             | Real Sitio de El Escorial                                         |
| 2014                                            | 5                                               | Cataluña                                        | Parque Güell de Antonio Gaudí                                     |
| 2015                                            | 6                                               | Varias                                          | Cueva de Altamira y arte rupestre paleolítico del norte de España |
| 2016                                            | 7                                               | Castilla y León                                 | Acueducto de Segovia                                              |
| 2017                                            | 8                                               | Asturias                                        | Santa María del Naranco                                           |
| 2018                                            | 9                                               | Galicia                                         | Catedral de Santiago de Compostela                                |
| 2019                                            | 10                                              | Castilla y León                                 | Muralla de Ávila                                                  |
| 2020                                            | 11                                              | Aragón                                          | Arquitectura mudéjar de Aragón                                    |
| 2021                                            | 12                                              | Castilla-La Mancha                              | Ciudad histórica de Toledo                                        |
| 2022                                            | 13                                              | Canarias                                        | Parque nacional de Garajonay                                      |
| 2023                                            | 14                                              | Extremadura                                     | Ciudad Monumental de Cáceres                                      |
| 2024                                            | 15                                              | Andalucía                                       | Catedral de Sevilla; Alcázar de Sevilla y Archivo de Indias       |
| 2025                                            | 16                                              | Castilla y León                                 | Ciudad vieja de Salamanca                                         |
| Año                                             | Número                                          | Comunidad autónoma                              | Diseño                                                            |

### Serie de monedas de Estonia
| Año  | Número | Símbolos Nacionales de Estonia            |
| ---- | ------ | ----------------------------------------- |
| 2021 | 1      | Lobo, mamífero nacional de Estonia        |
| 2023 | 2      | Golondrina común, ave nacional de Estonia |
| 2024 | 3      | Aciano, flor nacional de Estonia          |

### Serie de monedas de Francia
| Año  | Número | Juegos Olímpicos de París 2024                           |
| ---- | ------ | -------------------------------------------------------- |
| 2021 | 1      | Marianne corriendo y Torre Eiffel                        |
| 2022 | 2      | Genio practicando lanzamiento de disco y Arco de Triunfo |
| 2023 | 3      | La Sembradora practicando boxeo y Puente Nuevo           |
| 2024 | 4      | Hércules practicando lucha libre y Notre Dame            |

### Serie de monedas de Letonia
| Año  | Número | Regiones Históricas |
| ---- | ------ | ------------------- |
| 2016 | 1      | Vidzeme             |
| 2017 | 2      | Curlandia           |
| 2017 | 3      | Latgale             |
| 2018 | 4      | Semigalia           |

### Serie de monedas de Lituania
| Año             | Número | Regiones Etnográficas |
| --------------- | ------ | --------------------- |
| 2019            | 1      | Samogitia             |
| 2020            | 2      | Aukštaitija           |
| 2021            | 3      | Dzūkija               |
| 2022            | 4      | Sudovia               |
| 2025 (planeado) | 5      | Lituania Menor        |

### Serie de monedas de Luxemburgo
| Serie Familia Gran Ducal de Luxemburgo | Serie Familia Gran Ducal de Luxemburgo | Serie Familia Gran Ducal de Luxemburgo |
| Año                                    | Número                                 | Diseño |
| -------------------------------------- | -------------------------------------- | --- |
| 2004                                   | 1                                      | Efigie y monograma del Gran Duque Enrique |
| 2005                                   | 2                                      | 50.º cumpleaños del Gran Duque Enrique, 5.º aniversario de su ascenso al trono y 100.º aniversario de la muerte del Gran Duque Adolfo              |
| 2006                                   | 3                                      | 25.º cumpleaños del Gran Duque Heredero Guillermo                                                                                                  |
| 2007                                   | 4                                      | Palacio Gran Ducal |
| 2008                                   | 5                                      | Castillo de Berg |
| 2009                                   | 6                                      | 90.º aniversario del ascenso al trono de la gran duquesa Carlota                                                                                   |
| 2010                                   | 7                                      | Escudo de Armas del Gran Duque |
| 2011                                   | 8                                      | 50.º aniversario del nombramiento de Juan, Gran Duque de Luxemburgo, por su madre Carlota, Gran Duquesa de Luxemburgo, como teniente representante |
| 2012                                   | 9                                      | 100 años de la muerte de Guillermo IV, Gran Duque de Luxemburgo                                                                                    |
| 2012                                   | 10                                     | Boda real del Gran Duque Heredero Guillermo con la condesa Estefanía de Lannoy                                                                     |
| 2013                                   | 11                                     | Ons Hémécht, Himno Nacional del Gran Ducado |
| 2014                                   | 12                                     | 175.º aniversario de la independencia de Luxemburgo                                                                                                |
| 2014                                   | 13                                     | 50.º aniversario de la ascensión al trono del Gran Duque Juan                                                                                      |
| 2015                                   | 14                                     | 15.º aniversario de la ascensión al trono del Gran Duque Enrique                                                                                   |
| 2015                                   | 15                                     | 125.º aniversario de la dinastía Nassau-Weilburg                                                                                                   |
| 2016                                   | 16                                     | 50 años del Puente Gran Duquesa Charlotte |
| 2017                                   | 17                                     | 50 años de la fundación del actual ejército luxemburgués                                                                                           |
| 2017                                   | 18                                     | 200 años del nacimiento del Gran Duque Guillermo III                                                                                               |
| 2018                                   | 19                                     | 150 años de la Constitución de Luxemburgo |
| 2018                                   | 20                                     | 175 años de la muerte del Gran Duque Guillermo I                                                                                                   |
| 2019                                   | 21                                     | Centenario del ascenso al trono de la Gran Duquesa Carlota                                                                                         |
| 2019                                   | 22                                     | 100 años de Sufragio Universal en Luxemburgo |
| 2020                                   | 23                                     | Bicentenario del nacimiento del Príncipe Enrique de Orange-Nassau                                                                                  |
| 2020                                   | 24                                     | Nacimiento del Príncipe Carlos de Luxemburgo |
| 2021                                   | 25                                     | 100 años del nacimiento del Gran Duque Juan |
| 2021                                   | 26                                     | 40 años de la boda del Gran Duque Enrique y la Gran Duquesa María Teresa                                                                           |
| 2022                                   | 27                                     | 50 años de la Bandera de Luxemburgo |
| 2022                                   | 28                                     | 10 años de la boda del Gran Duque Heredero Guillermo y la Gran Duquesa Hereditaria Estefanía                                                       |
| 2023                                   | 29                                     | 25.º aniversario de la admisión del Gran Duque Enrique como miembro del Comité Olímpico Internacional                                              |
| 2023                                   | 30                                     | 175.º aniversario de la Cámara de Diputados y la Primera Constitución                                                                              |
| 2024                                   | 31                                     | 175.º aniversario de la muerte del Gran Duque Guillermo II                                                                                         |
| 2024                                   | 32                                     | 100.º aniversario de la introducción de las monedas de franco con el Feierstëppler                                                                 |
| Año                                    | Número                                 | Diseño |

### Series de monedas de Malta
| Año  | Número | Historia Constitucional de Malta              |
| ---- | ------ | --------------------------------------------- |
| 2011 | 1      | Primera elección de representantes en 1849    |
| 2012 | 2      | Revuelta del 7 de junio de 1919               |
| 2013 | 3      | Creación del gobierno autónomo en 1921        |
| 2014 | 4      | Independencia de Gran Bretaña en 1964         |
| 2015 | 5      | Proclamación de la República de Malta en 1974 |

| Año  | Número | Sitios Prehistóricos de Malta |
| ---- | ------ | ----------------------------- |
| 2016 | 1      | Ġgantija                      |
| 2017 | 2      | Ħaġar Qim                     |
| 2018 | 3      | Mnajdra                       |
| 2019 | 4      | Ta' Ħaġrat                    |
| 2020 | 5      | Skorba                        |
| 2021 | 6      | Templos de Tarxien            |
| 2022 | 7      | Hipogeo de Hal Saflieni       |

| Año  | Número | De los Niños y la Solidaridad |
| ---- | ------ | ----------------------------- |
| 2016 | 1      | El amor                       |
| 2017 | 2      | La paz                        |
| 2018 | 3      | Naturaleza y medio ambiente   |
| 2019 | 4      | Patrimonio                    |
| 2020 | 5      | Juegos                        |

| Año  | Número | Ciudades Amuralladas de Malta |
| ---- | ------ | ----------------------------- |
| 2024 | 1      | La Ciudadela                  |

## Otras referencias
- Departamento de Emisión y Caja del Banco de España. «Banco de España - MONEDAS CONMEMORATIVAS DEL AREA EURO».
- «Monedas». Banco Central Europeo. 19 de julio de 2006. Archivado desde el original el 25 de diciembre de 2004. Consultado el 23 de noviembre de 2006.